# Stanisław August Poniatowski
Stanisław II August, urodzony jako Stanisław Antoni Poniatowski herbu Ciołek (ur. 17 stycznia 1732 w Wołczynie, zm. 1 lutego?/12 lutego 1798 w Petersburgu) – król Polski w latach 1764–1795, ostatni władca Rzeczypospolitej Obojga Narodów.
Ocena jego panowania pozostaje przedmiotem sporów. Doceniany jako inicjator i współautor reform ustrojowych przeprowadzonych przez Sejm Czteroletni, jeden z głównych autorów Konstytucji 3 maja oraz jako mecenas nauki i sztuki, Stanisław August był równocześnie krytykowany jako król wybrany na tron polski dzięki poparciu cesarzowej Imperium Rosyjskiego Katarzyny II, oraz za to, że nie zdołał zapobiec rozbiorom Rzeczypospolitej i przystąpił do konfederacji targowickiej.
Od 1755 był stolnikiem wielkim litewskim, a następnie w latach 1756–1764 starostą przemyskim. W latach 1755–1758, przebywając na dworze petersburskim, nawiązał romans z księżną Katarzyną Aleksiejewną, przyszłą cesarzową Rosji. Związany z Familią Czartoryskich, stał się jej kandydatem na króla Polski po śmierci Augusta III. Z osobistym poparciem Katarzyny II i przy wojskowej interwencji Rosji został wybrany na króla na sejmie elekcyjnym w 1764. Wbrew oczekiwaniom cesarzowej, usiłował zmodernizować i wzmocnić znajdującą się w trudnej sytuacji politycznej Rzeczpospolitą. Rozpoczął realizację programu Familii, czyli wzmocnienia władzy królewskiej i reformy ustroju państwa. W 1765 założył w Warszawie Szkołę Rycerską mającą kształcić przyszłych kadetów. Formował stałą polską służbę dyplomatyczną. Jego wysiłki reformatorskie spotkały się z opozycją zewnętrzną ze strony Prus, Imperium Habsburgów i Imperium Rosyjskiego, w których interesie leżało utrzymanie słabej pozycji Rzeczypospolitej; a także z opozycją wewnętrzną, głównie w kręgach konserwatywnej magnaterii. Reformatorskie działania króla doprowadziły do interwencji Rosji, rzekomo w obronie ustroju Rzeczypospolitej i praw dysydentów. W odpowiedzi na wkroczenie wojsk rosyjskich zawiązała się antykrólewska i antyrosyjska konfederacja w Barze (1768–1772), co nasiliło kryzys w państwie. Następstwem klęski konfederacji był I rozbiór Polski w 1772.
Od wstąpienia na tron Stanisław August podejmował starania w celu wzmocnienia polskiej kultury. W 1765 założył w Warszawie Teatr Narodowy. W tym samym roku powstało przy jego patronacie czasopismo Monitor. Od około 1770 król organizował „obiady czwartkowe”. Na jego wniosek w 1773 została powołana Komisja Edukacji Narodowej. Król założył też zespół pałacowo-ogrodowy w Łazienkach. Sytuacja króla była trudna, bo już w pierwszych latach panowania utracił poparcie Czartoryskich, zaś opozycja szlachecka nie osłabła. Kolejne sejmy, nieobradujące pod węzłem konfederacji (jak pierwsze za panowania króla), nie dawały nadziei na reformy ustrojowe. Od sejmu w 1776 aż do 1788 żaden sejm nie działał pod węzłem konfederacji. W ostatniej części panowania Stanisława Augusta, w latach 1788–1792, Sejm Czteroletni dokonał istotnych reform ustrojowych. Rosja, skupiona na wojnie z Turcją, zachęcona przez króla propozycją antytureckiego sojuszu, zgodziła się na obradowanie sejmu pod węzłem konfederacji i przeprowadzenie częściowych reform, głównie wojska. W sejmie dominowała orientacja pruska, do której król się przychylił. Efektem tego było uzyskanie poparcia sejmu i sojusz z Prusami w roku 1790. Sejm nie rozwiązał się, a jedynie dokooptował dodatkowych posłów, co dodatkowo wzmocniło stronnictwo reformatorskie. Efektem tego było uchwalenie Konstytucji 3 maja 1791, której król był jednym z głównych autorów.
Opozycja szlachecka, poparta przez Rosję, zawiązała w maju 1792 konfederację w Targowicy. Po wkroczeniu wojsk rosyjskich wybuchła wojna w obronie Konstytucji. Mimo umiarkowanych sukcesów nowej, powiększonej armii królewskiej, król niewierzący w szanse dalszego oporu i rozczarowany brakiem reakcji ze strony Prus, skapitulował i przystąpił do Targowicy. W 1793 wziął udział w sejmie grodzieńskim, który cofnął reformy Sejmu Czteroletniego i uchwalił II rozbiór Polski. Król nie odegrał istotnej roli w insurekcji kościuszkowskiej, do której przyłączył się, mimo że był jej niechętny. Po zawarciu III rozbioru (1795), oznaczającego koniec istnienia Rzeczypospolitej, król opuścił Warszawę i udał się do Grodna, pod opiekę i nadzór namiestnika rosyjskiego, po czym abdykował 25 listopada 1795 na rzecz Rosji. Ostatnie lata życia spędził na wygnaniu w Petersburgu. Zmarł 12 lutego 1798.
Był pisarzem politycznym i mówcą, pamiętnikarzem, tłumaczem i epistolografem.

## Życiorys

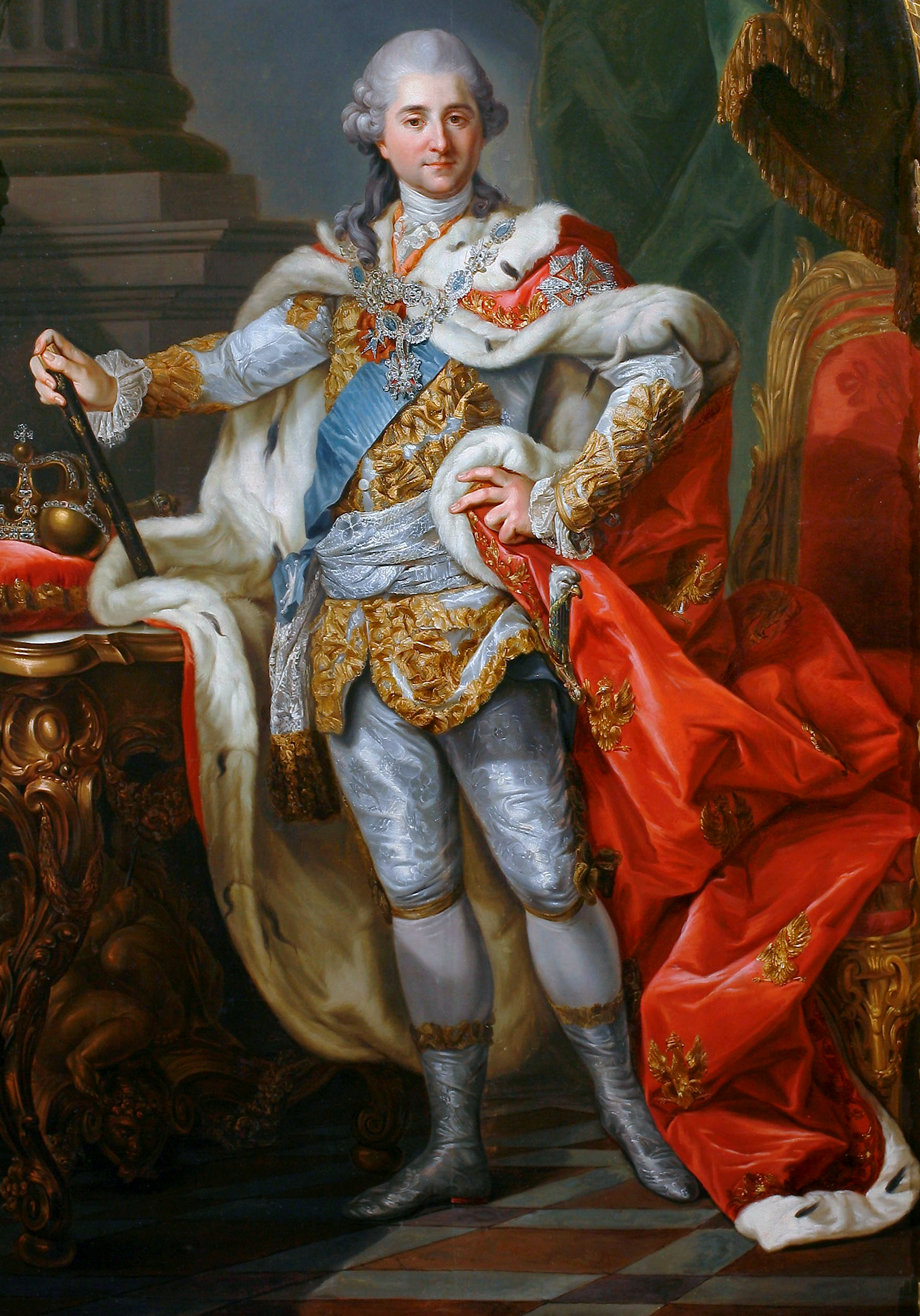
Portret Stanisława Augusta Poniatowskiego w stroju koronacyjnym, obraz Marcello Bacciarellego z 1768

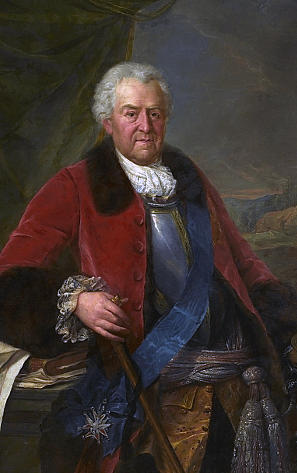
Ojciec króla, pierwszy senator w Rzeczypospolitej, kasztelan krakowski Stanisław Poniatowski, portret pędzla Marcello Bacciarellego z 1758 roku

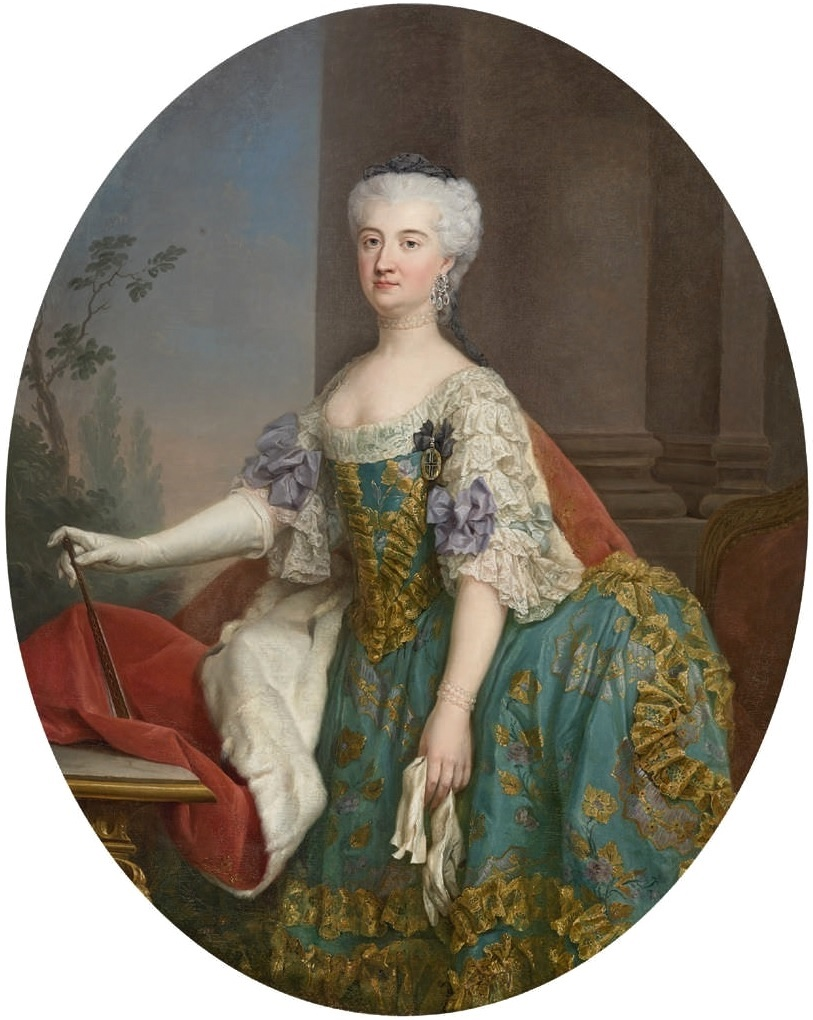
Matka króla, Konstancja z Czartoryskich Poniatowska, obraz pędzla Marcello Bacciarellego z ok. 1775-1777 roku

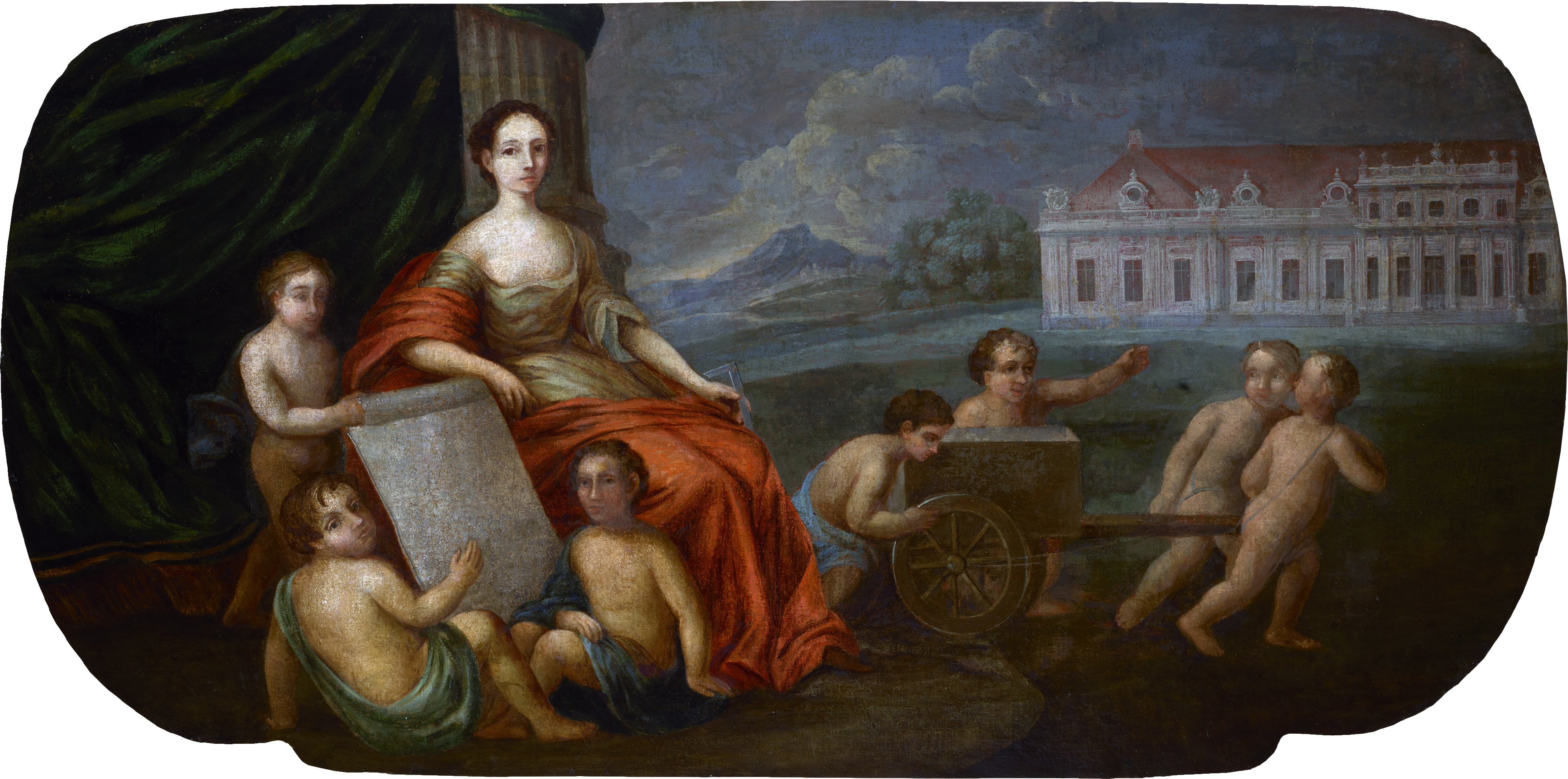
Anonimowy portret alegoryczny Eleonory Czartoryskiej, w tle widać Pałac Czartoryskich w Wołczynie, gdzie przyszedł na świat przyszły król Polski

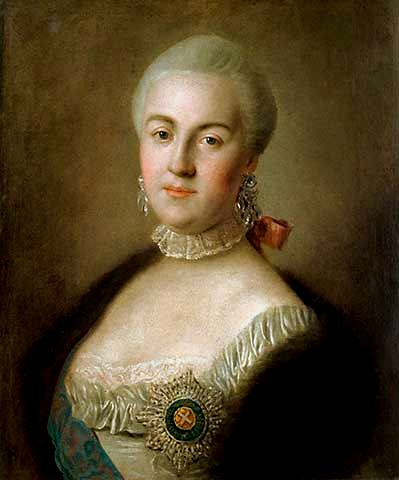
Wielka księżna Katarzyna Aleksiejewna, późniejsza cesarzowa Katarzyna II, z którą Stanisław Poniatowski przebywając w latach 1755–1758 na dworze petersburskim nawiązał romans

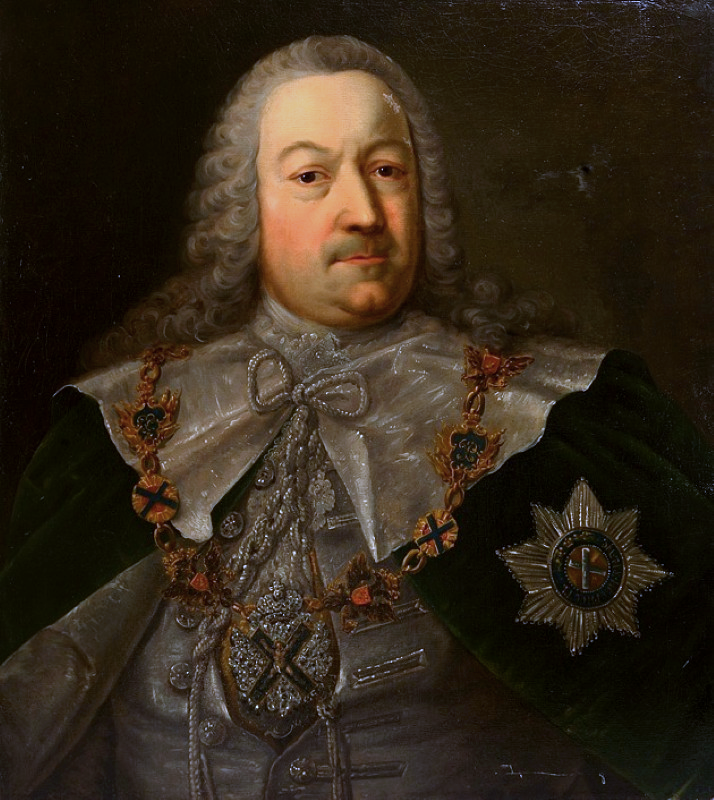
Poseł rosyjski Herman Karl von Keyserling, preceptor młodego Poniatowskiego

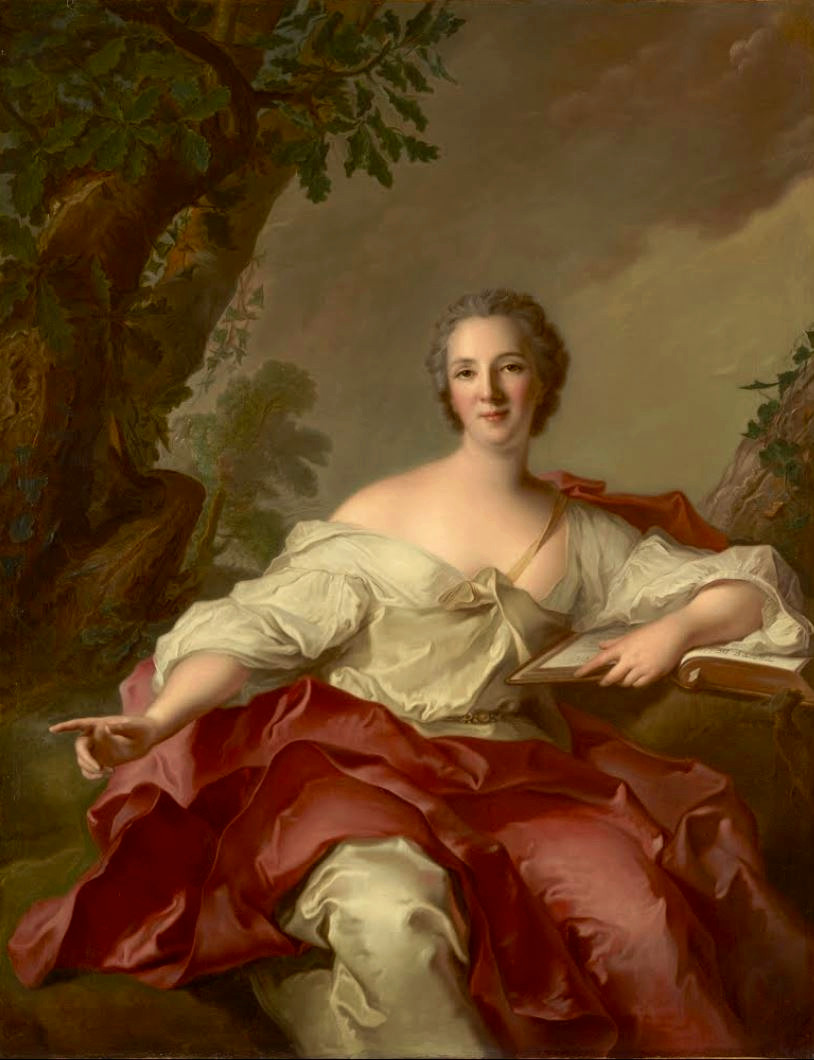
Marie Thérèse Rodet Geoffrin zwana przez Poniatowskiego mamusią, wykupiła go z paryskiego więzienia, gdzie dostał się za długi

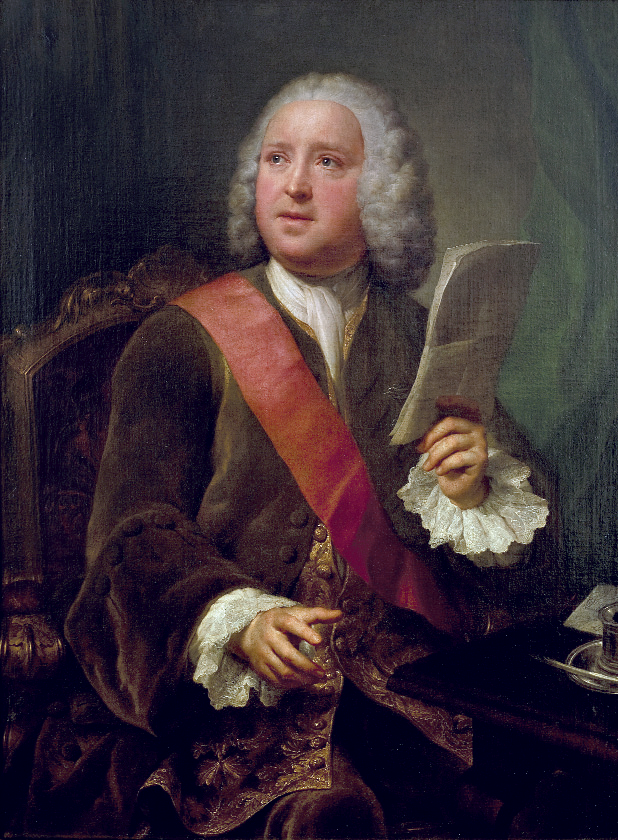
Charles Hanbury Williams, przyjaciel młodego Poniatowskiego

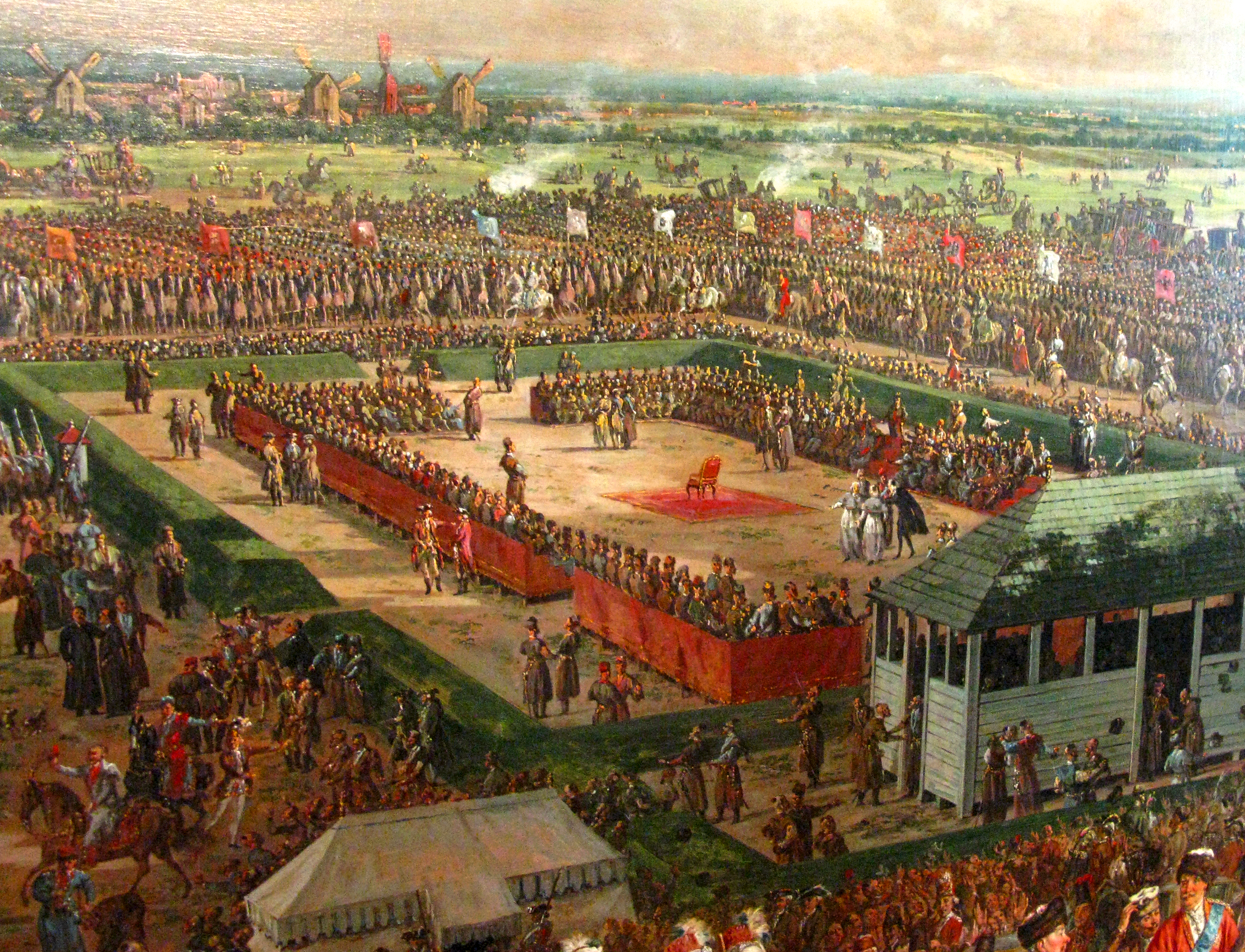
Fragment obrazu Elekcja Stanisława Augusta autorstwa Bernarda Bellotta

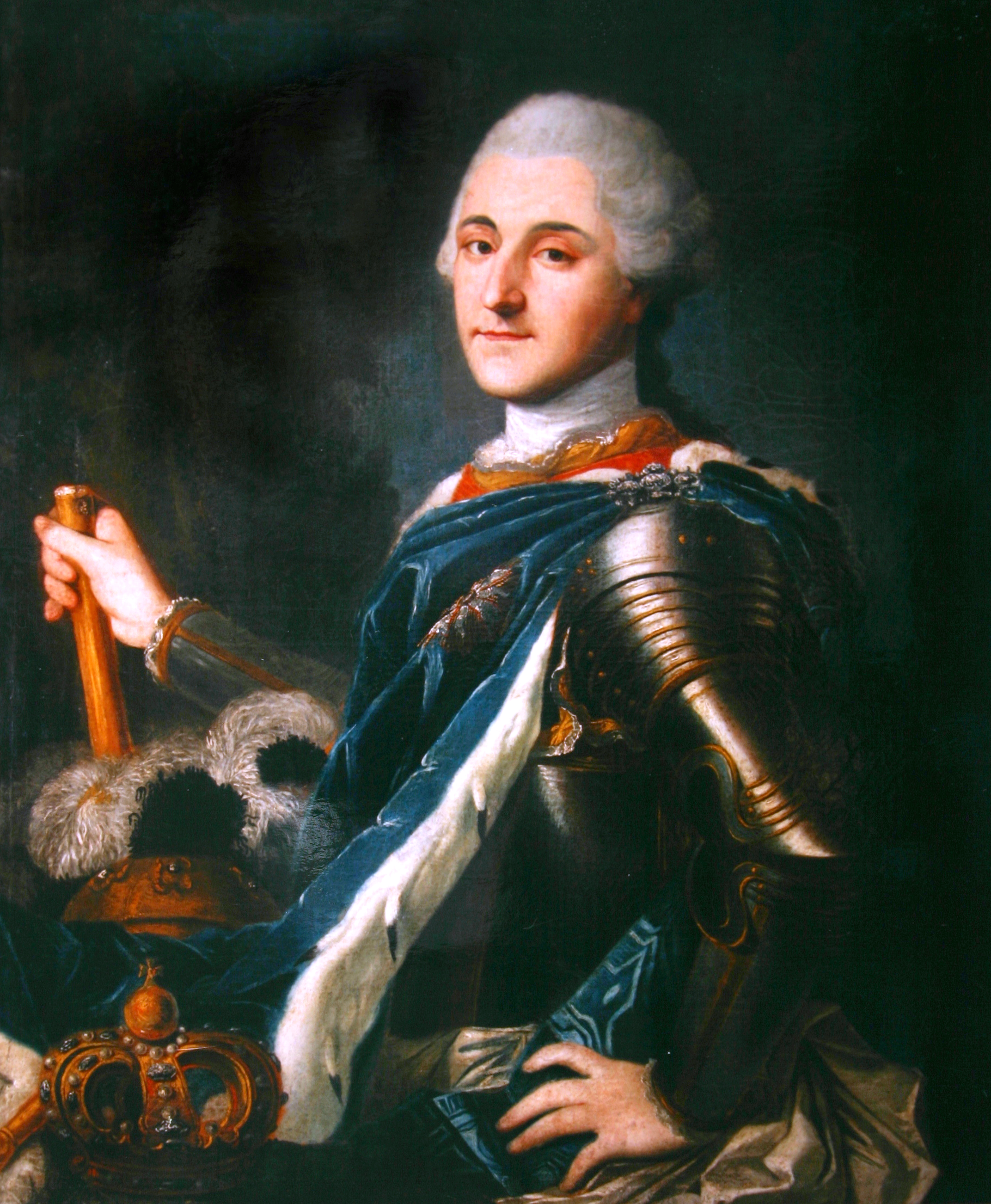
Portret koronacyjny Stanisława Augusta Poniatowskiego

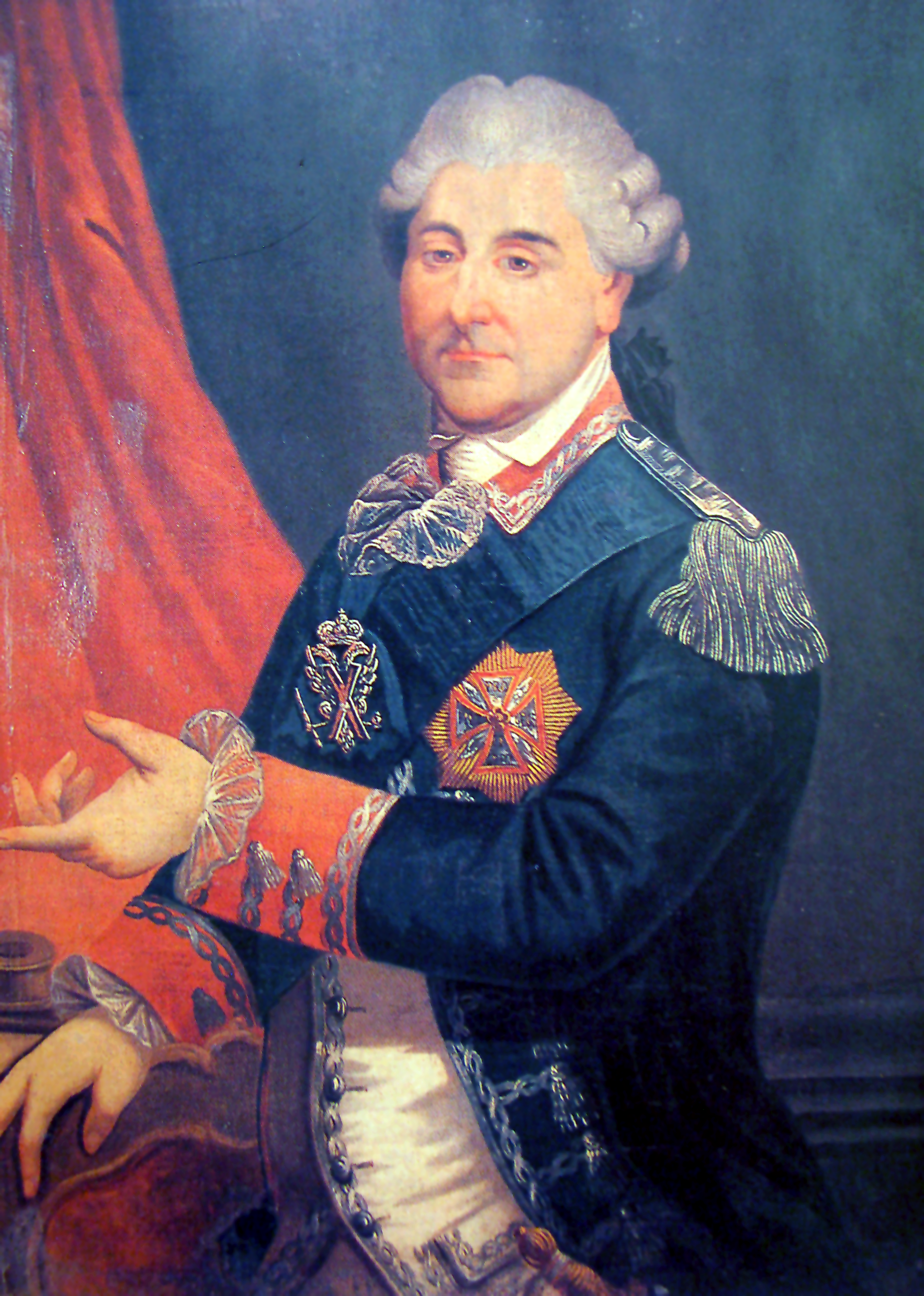
Portret Stanisława Augusta pędzla Marcello Bacciarellego, na piersi króla widoczny zawieszony na szyi rosyjski Order św. Andrzeja Apostoła Pierwszego Powołania, obok widoczna Gwiazda Orderu Orła Białego

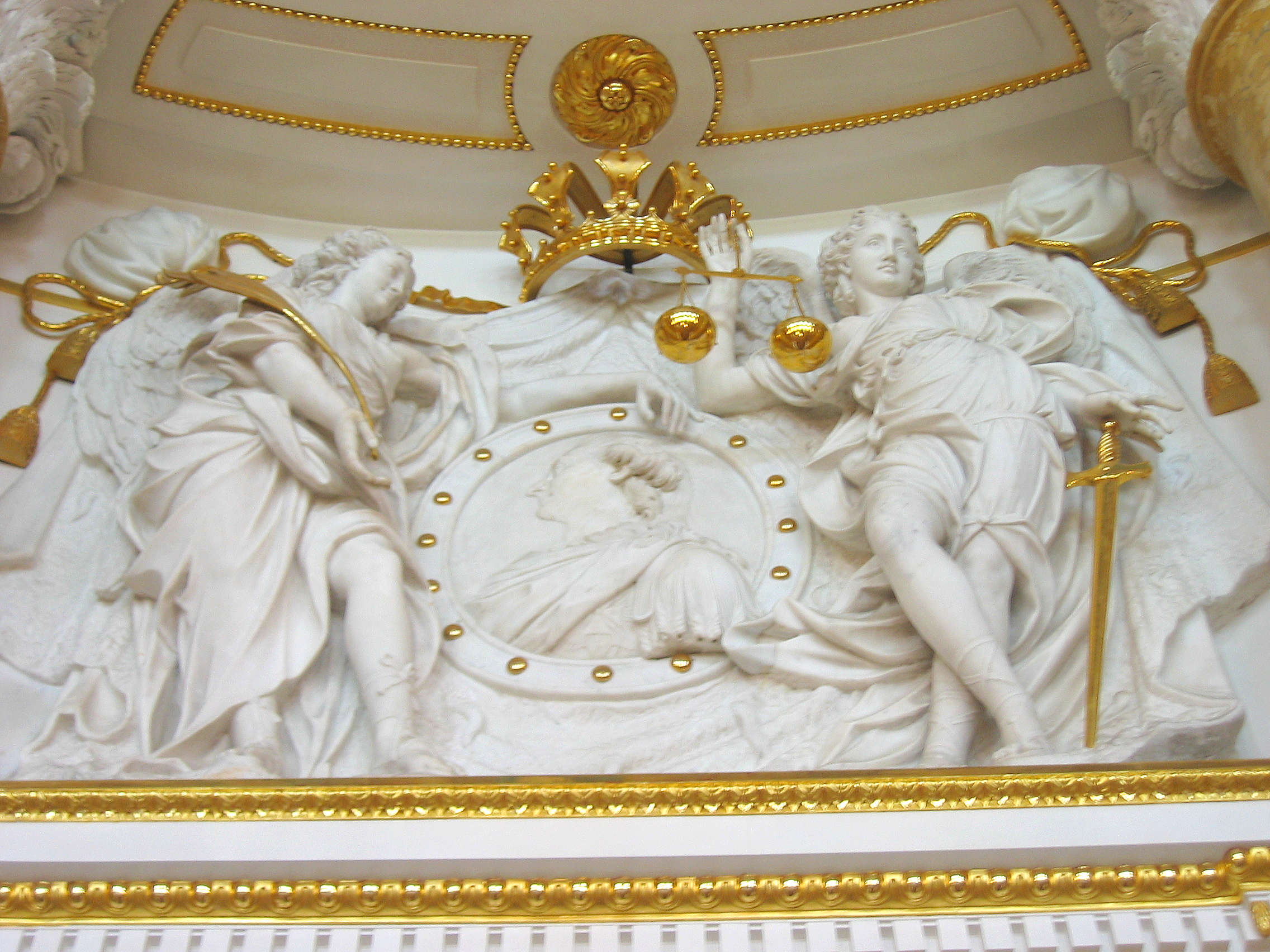
Apoteoza Stanisława Augusta na Zamku Królewskim w Warszawie

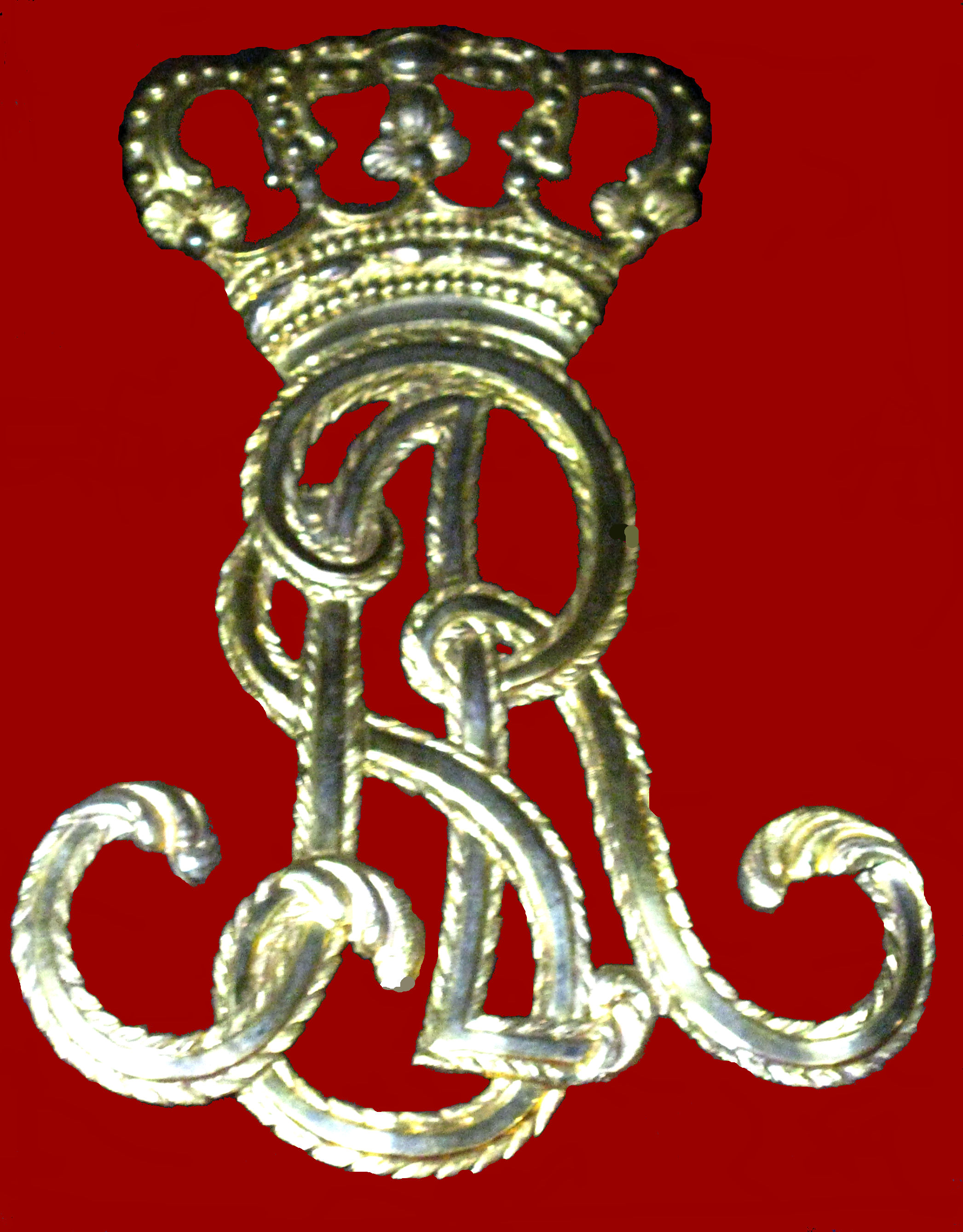
Monogram królewski Stanisława Augusta na czaprak generała wojsk litewskich

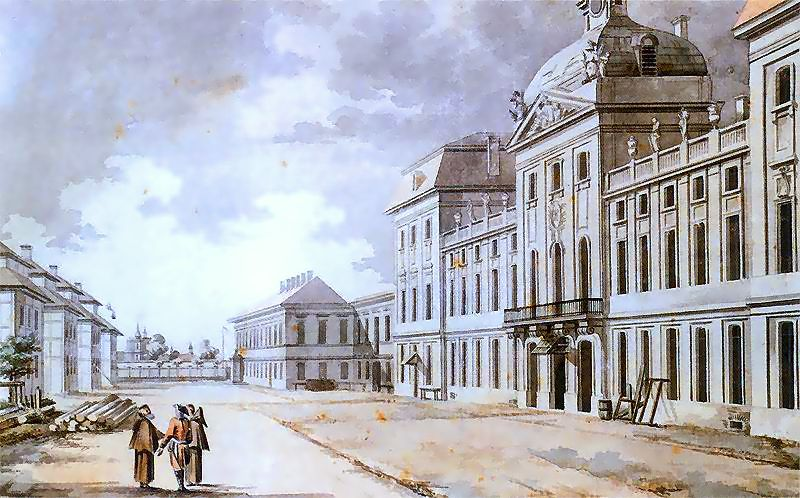
Szkoła Rycerska, akwarela pędzla Zygmunta Vogla, 1785

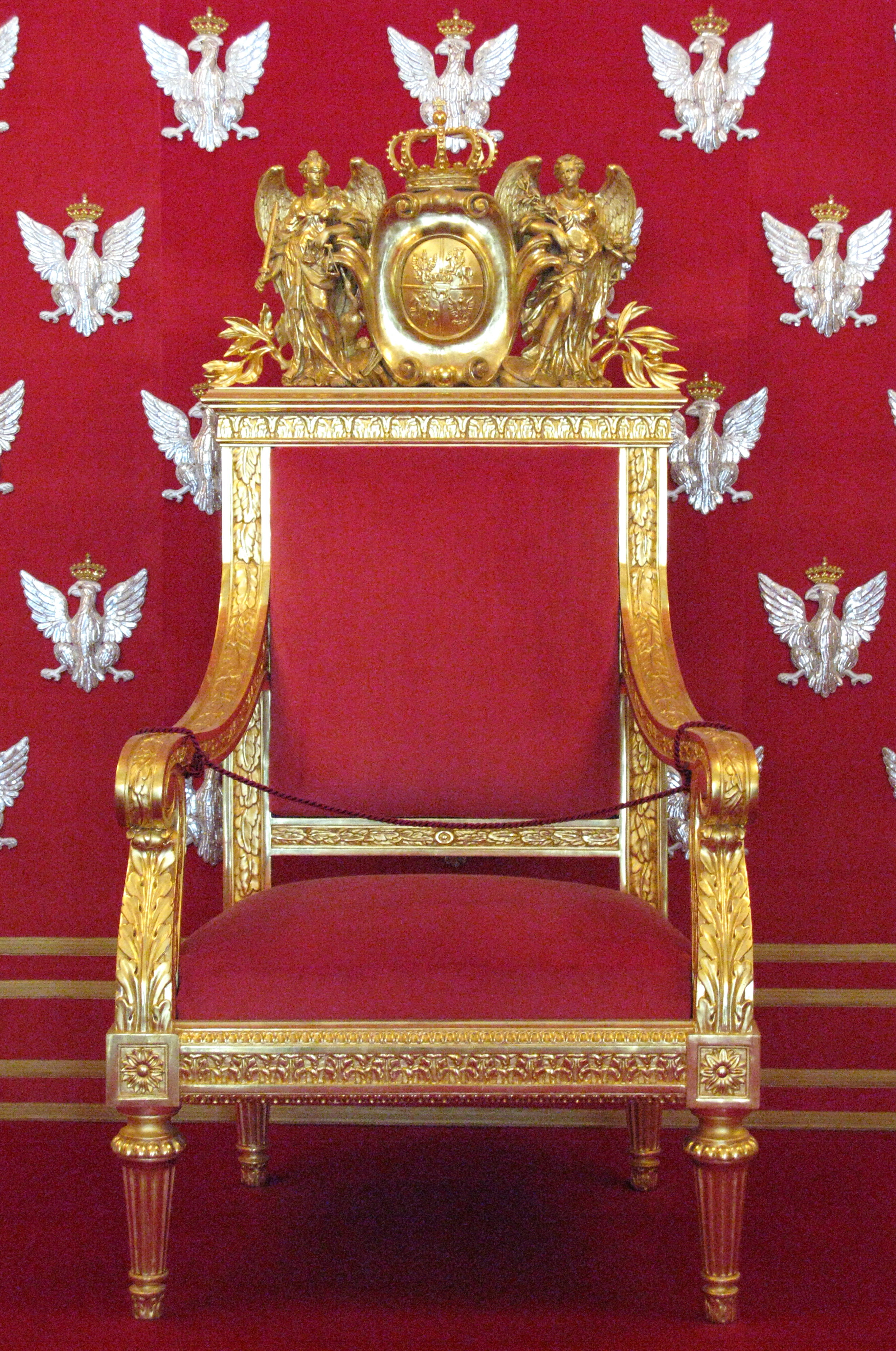
Tron Stanisława Augusta na zamku w Warszawie

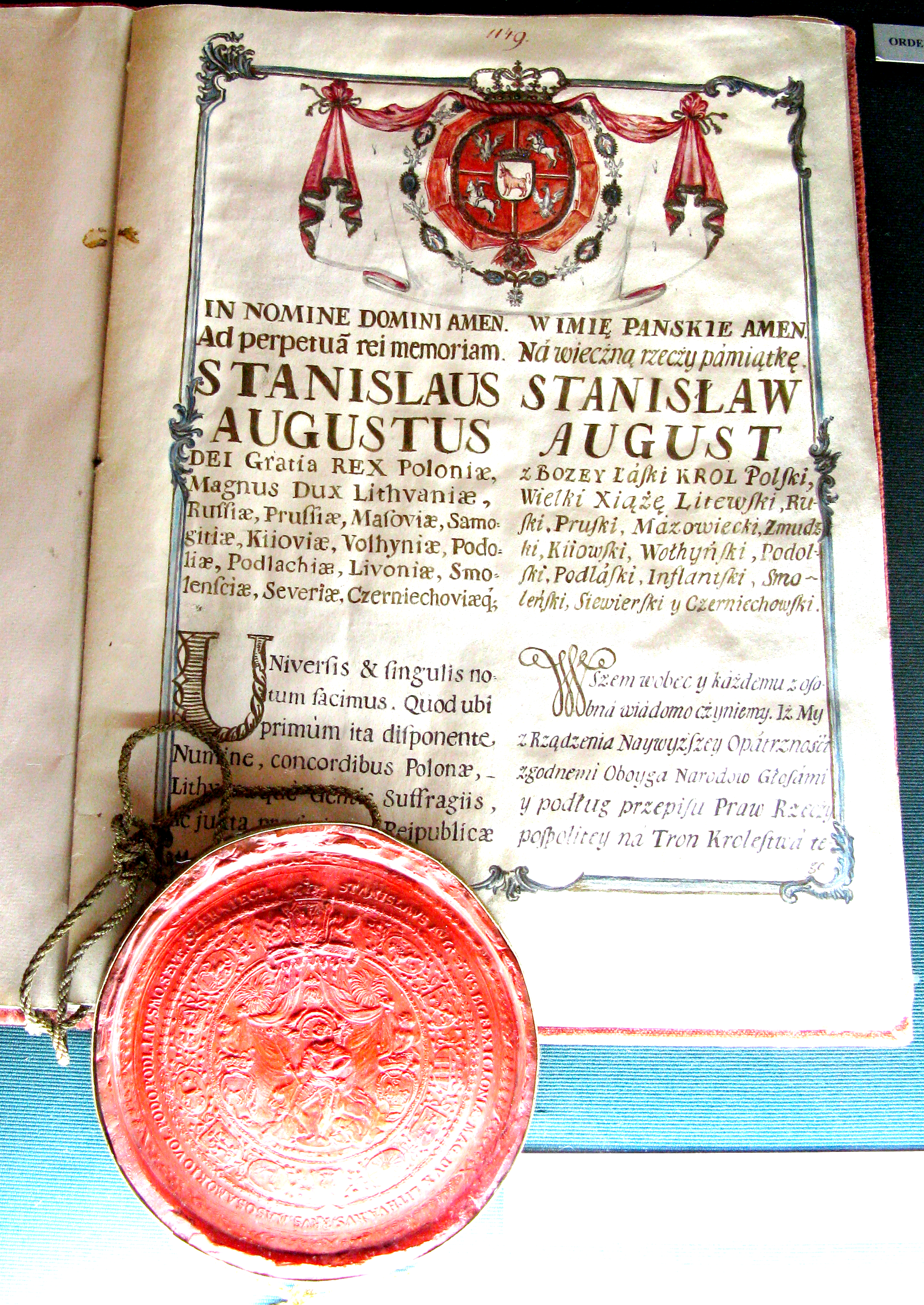
Akt ustanowienia przez króla Orderu Świętego Stanisława w 1765 roku

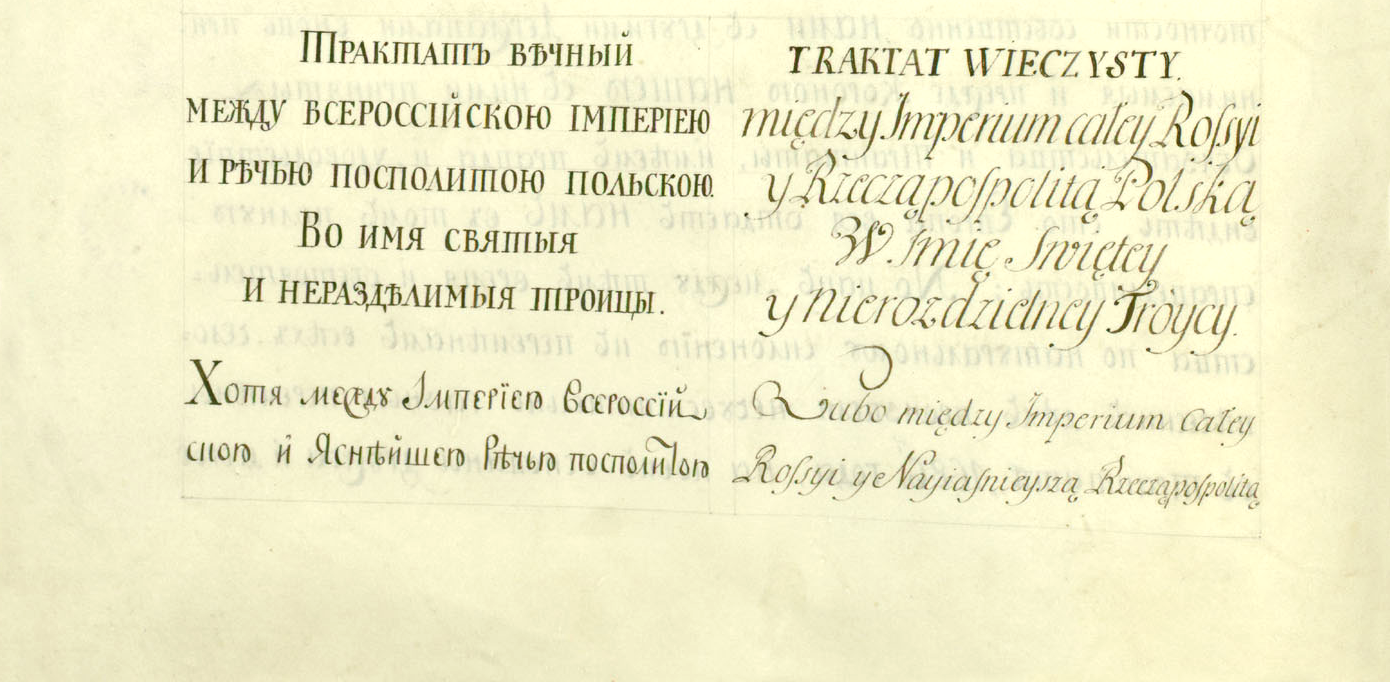
Traktat wieczystej przyjaźni pomiędzy Rosją a Rzecząpospolitą

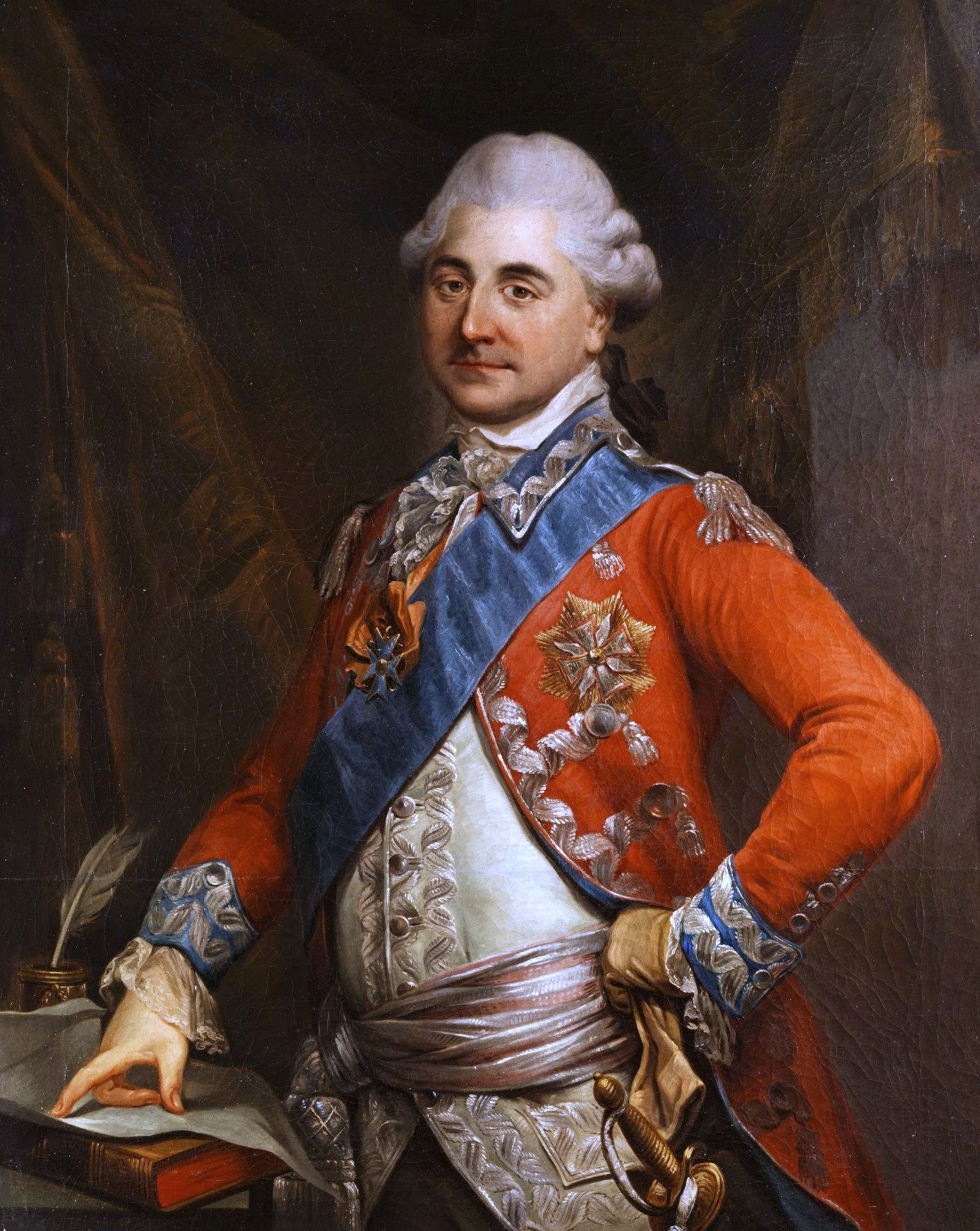
Stanisław August Poniatowski, portret autorstwa Marcello Bacciarellego, na piersi króla widoczny pruski Order Orła Czarnego oraz polski Order Orła Białego

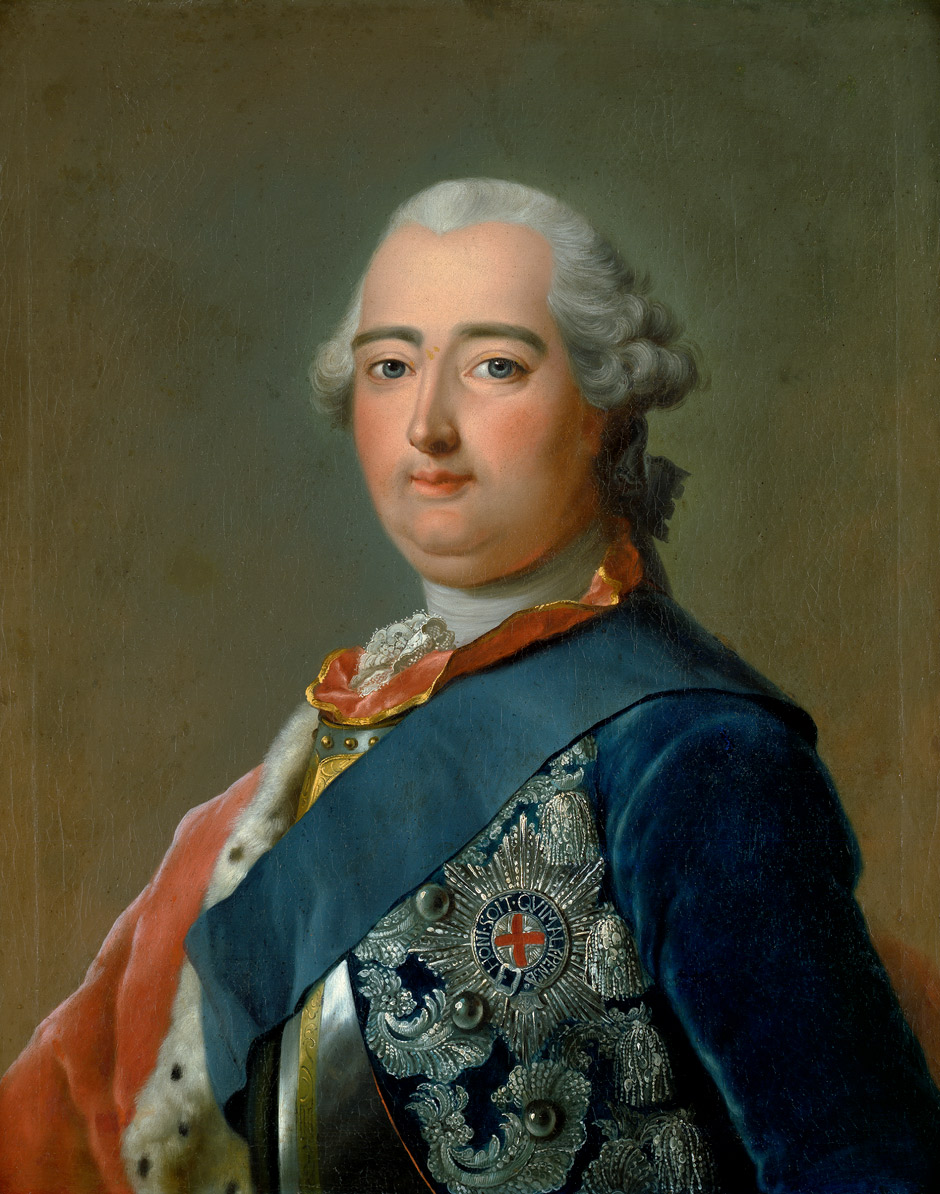
Landgraf heski Fryderyk II był rozważany przez niektórych prominentnych przywódców konfederacji barskiej jako kandydat na króla Polski po strąceniu Stanisława Augusta Poniatowskiego, obraz pędzla Johanna Heinricha Tischbeina z ok. 1770 roku

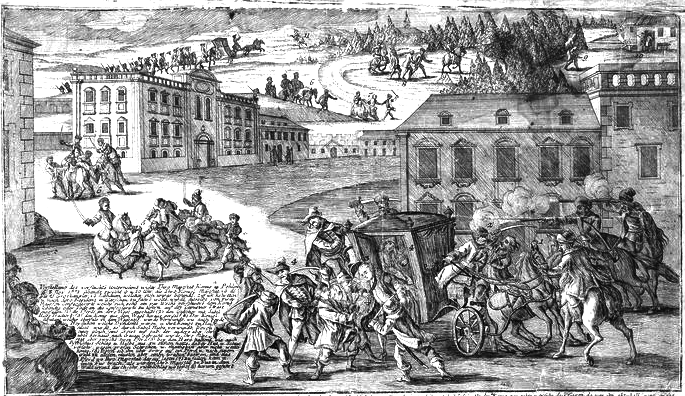
Porwanie Stanisława Augusta

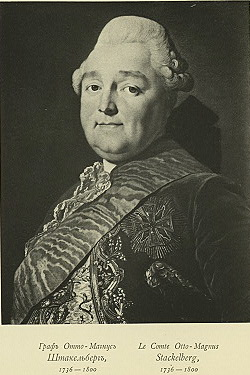
Prokonsul, ambasador rosyjski Otto Magnus von Stackelberg sprawował faktyczną władzę w Rzeczypospolitej po przyjęciu przez nią rosyjskiej gwarancji

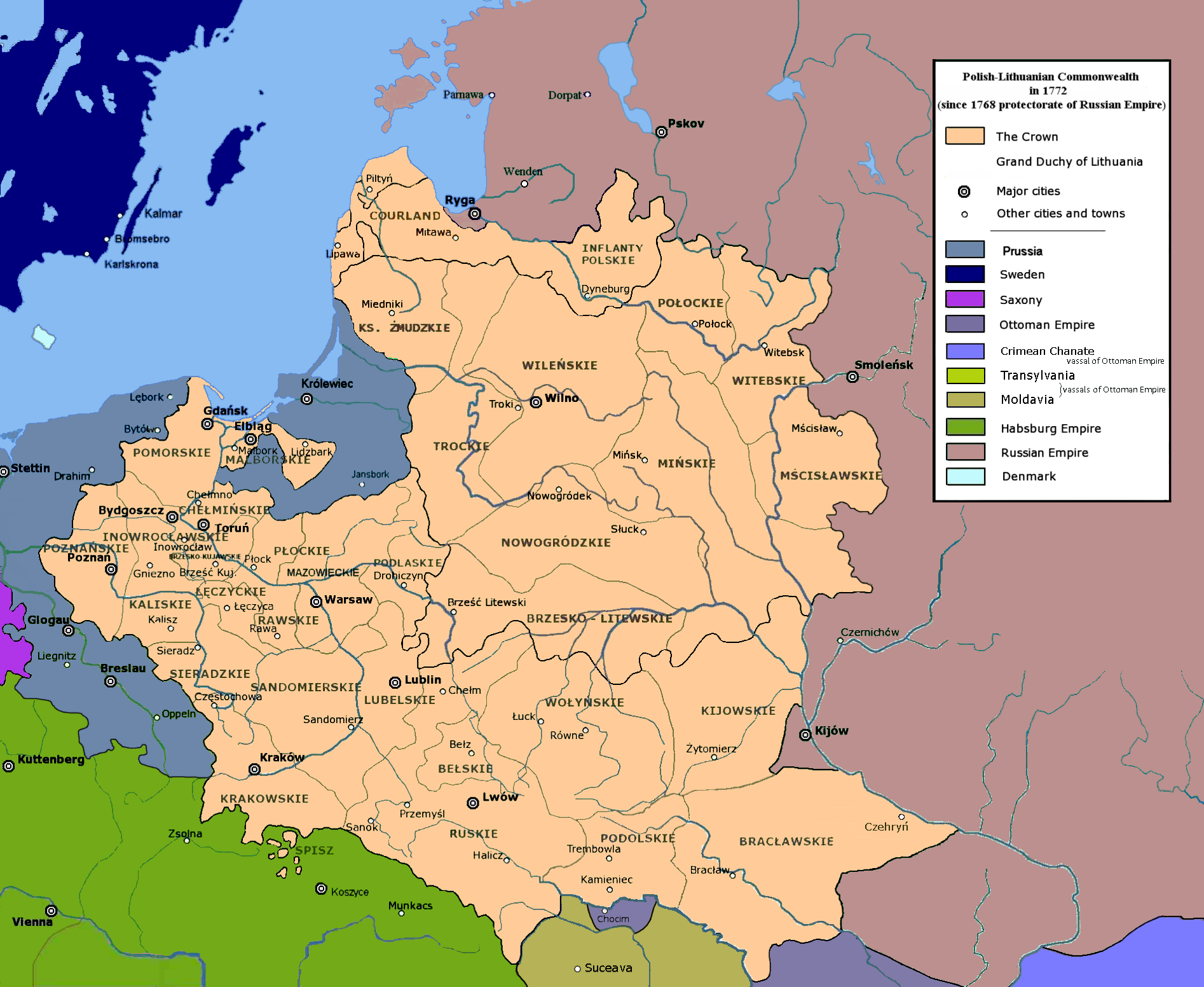
Rzeczpospolita w 1772 roku

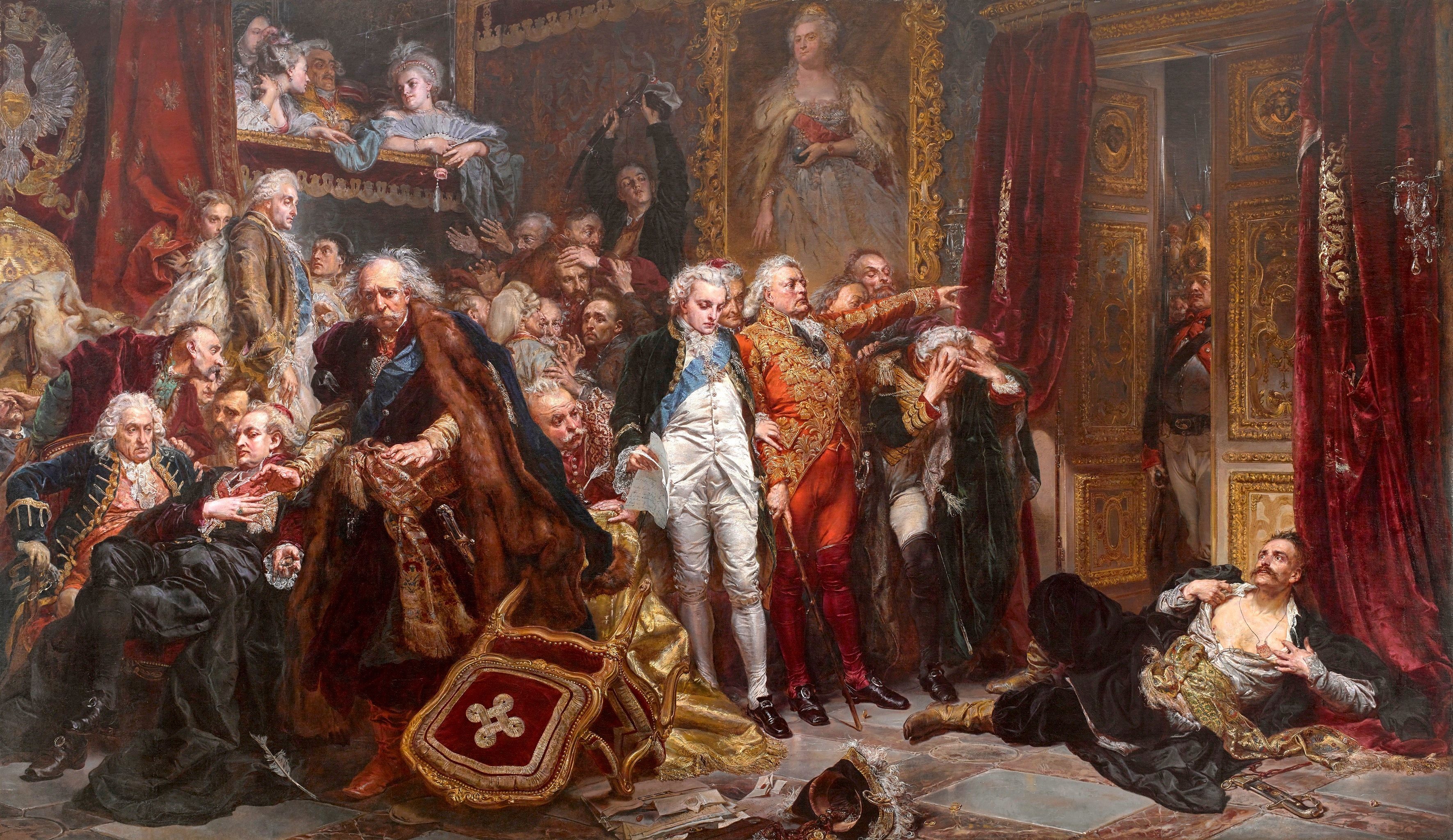
Protest Tadeusza Reytana na Sejmie Rozbiorowym 1773–1775, na obrazie Jana Matejki

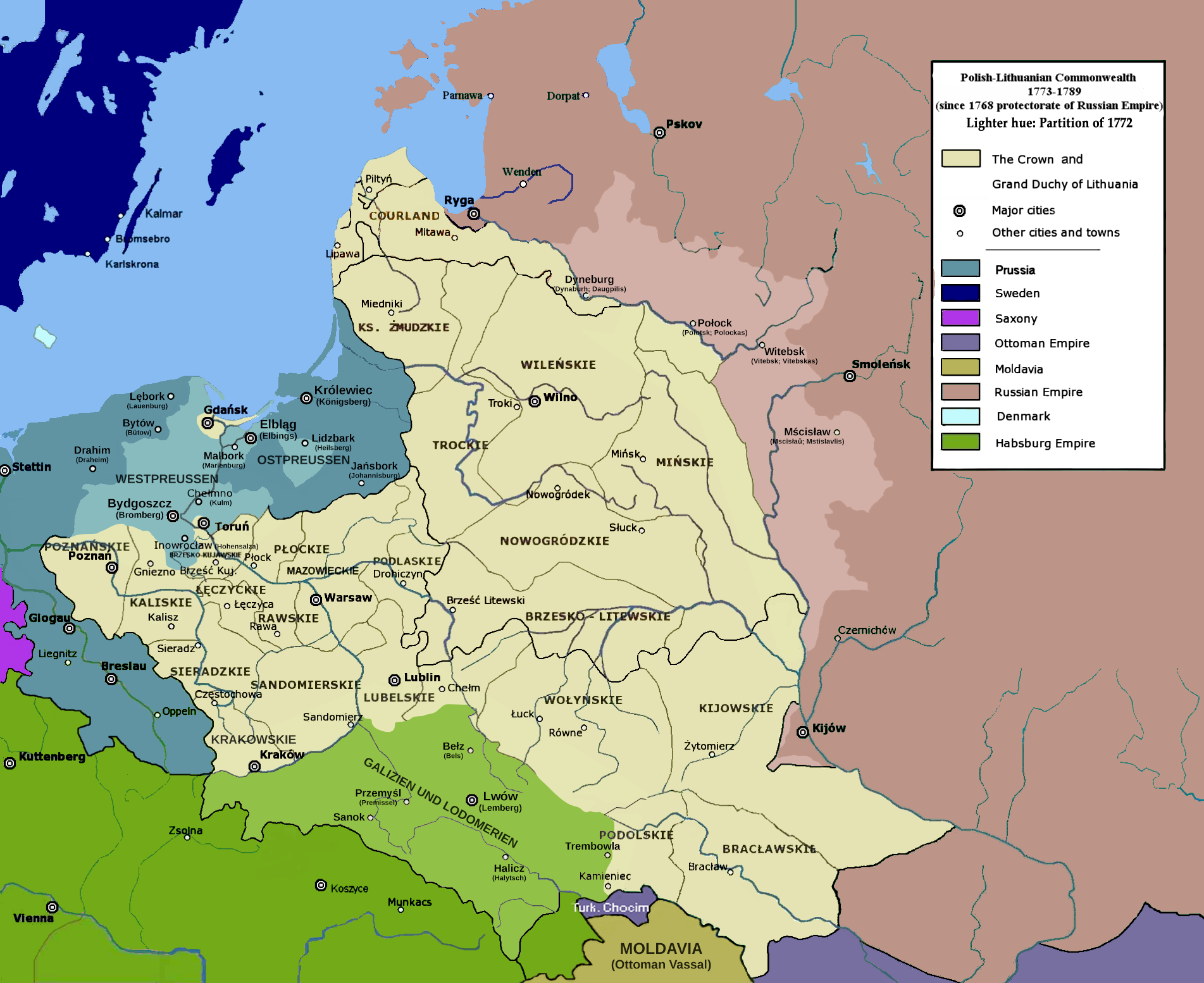
Rzeczpospolita w latach 1773–1789 jako protektorat Imperium Rosyjskiego

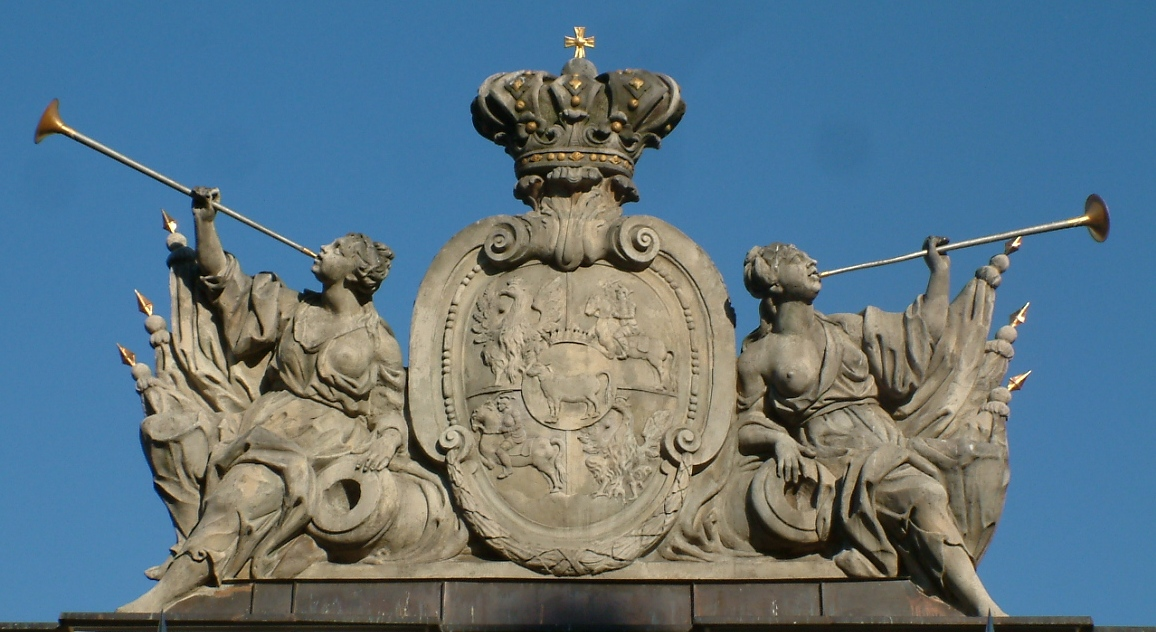
Herb Rzeczypospolitej z czasów stanisławowskich na poznańskim odwachu, na środkowym polu Ciołek, herb Poniatowskich

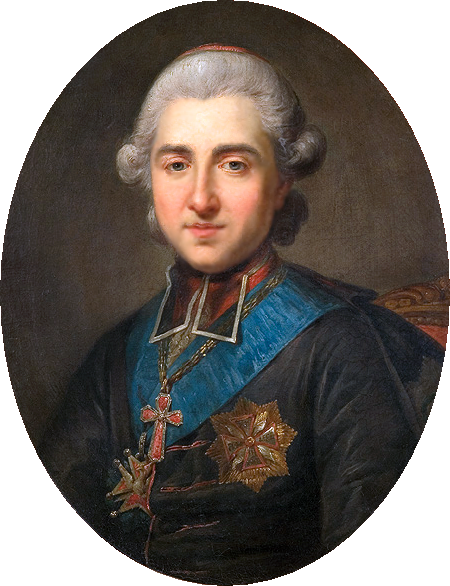
Prymas Michał Jerzy Poniatowski, brat króla jeden z przywódców stronnictwa rosyjskiego w Rzeczypospolitej

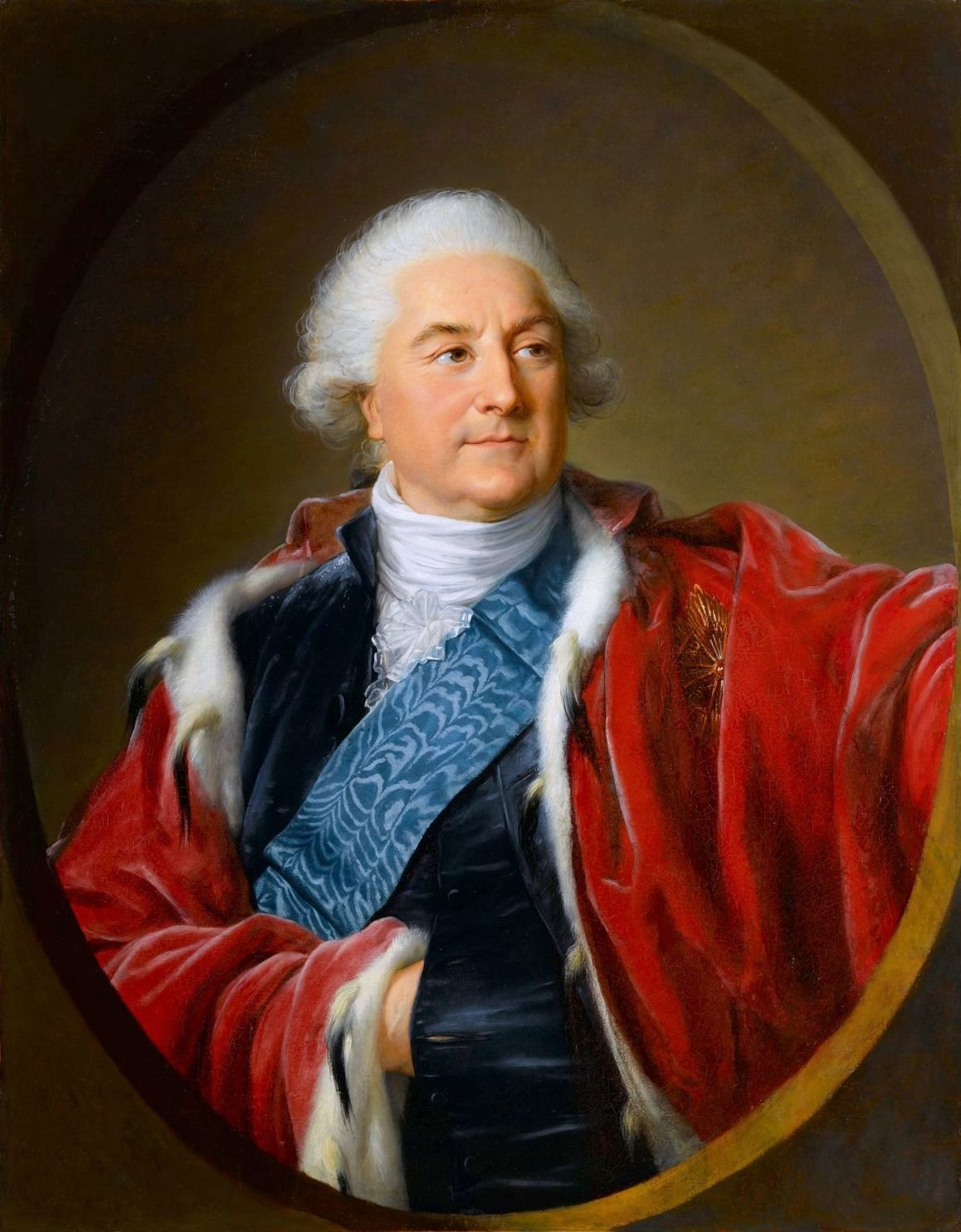
Stanisław August po abdykacji, jeden z dwóch obrazów z 1797 roku namalowanych w Petersburgu przez Élisabeth Vigée-Lebrun, król przestawiony w pełnym monarszym rynsztunku. Obraz ten znajduje się w zbiorach Wersalu.

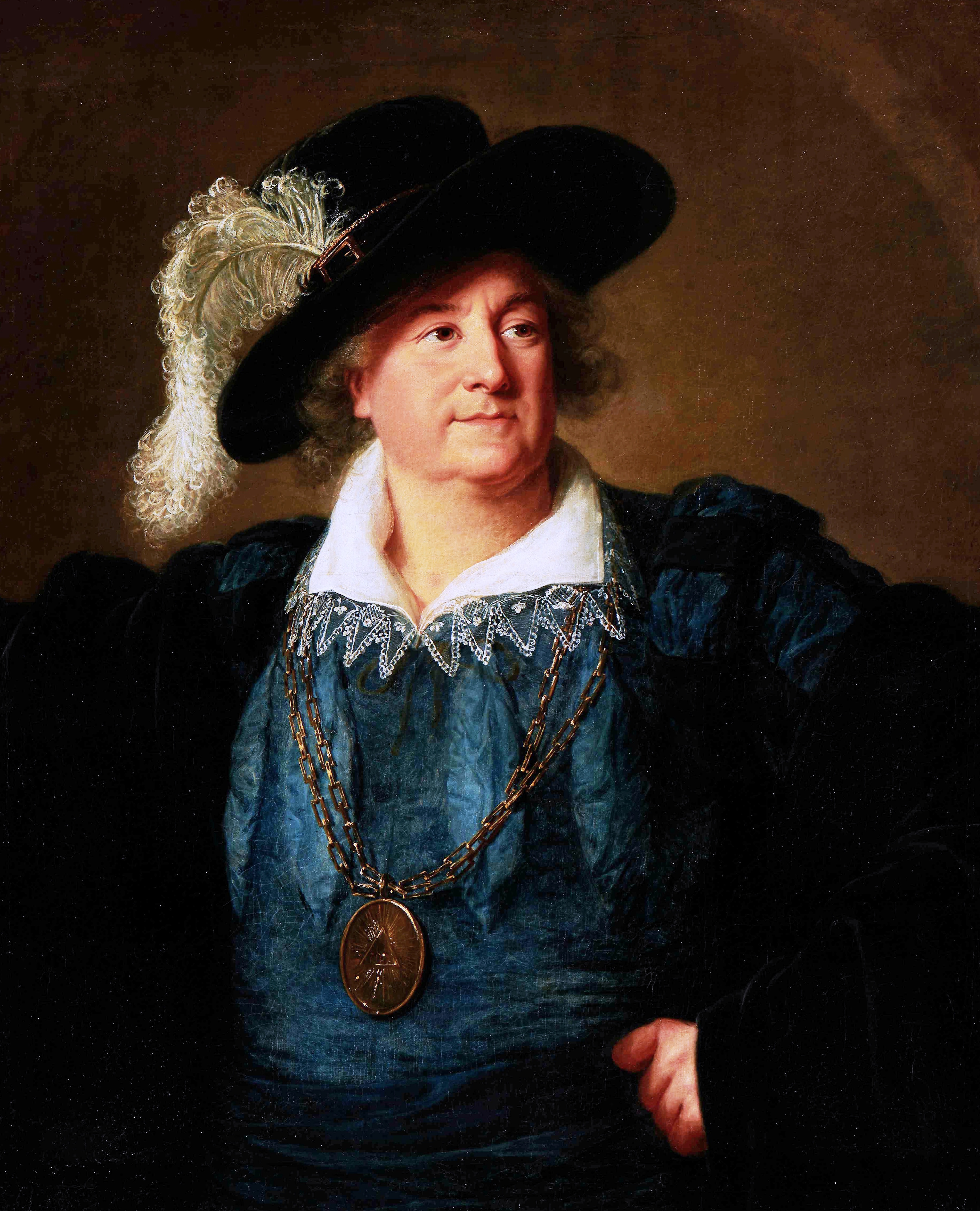
Stanisław August po abdykacji, jeden z dwóch petersburskich obrazów z 1797 roku pędzla Élisabeth Vigée-Lebrun, Stanisław August przedstawiony został jako nowy Henryk IV, z masońskim medalem z Okiem Opatrzności

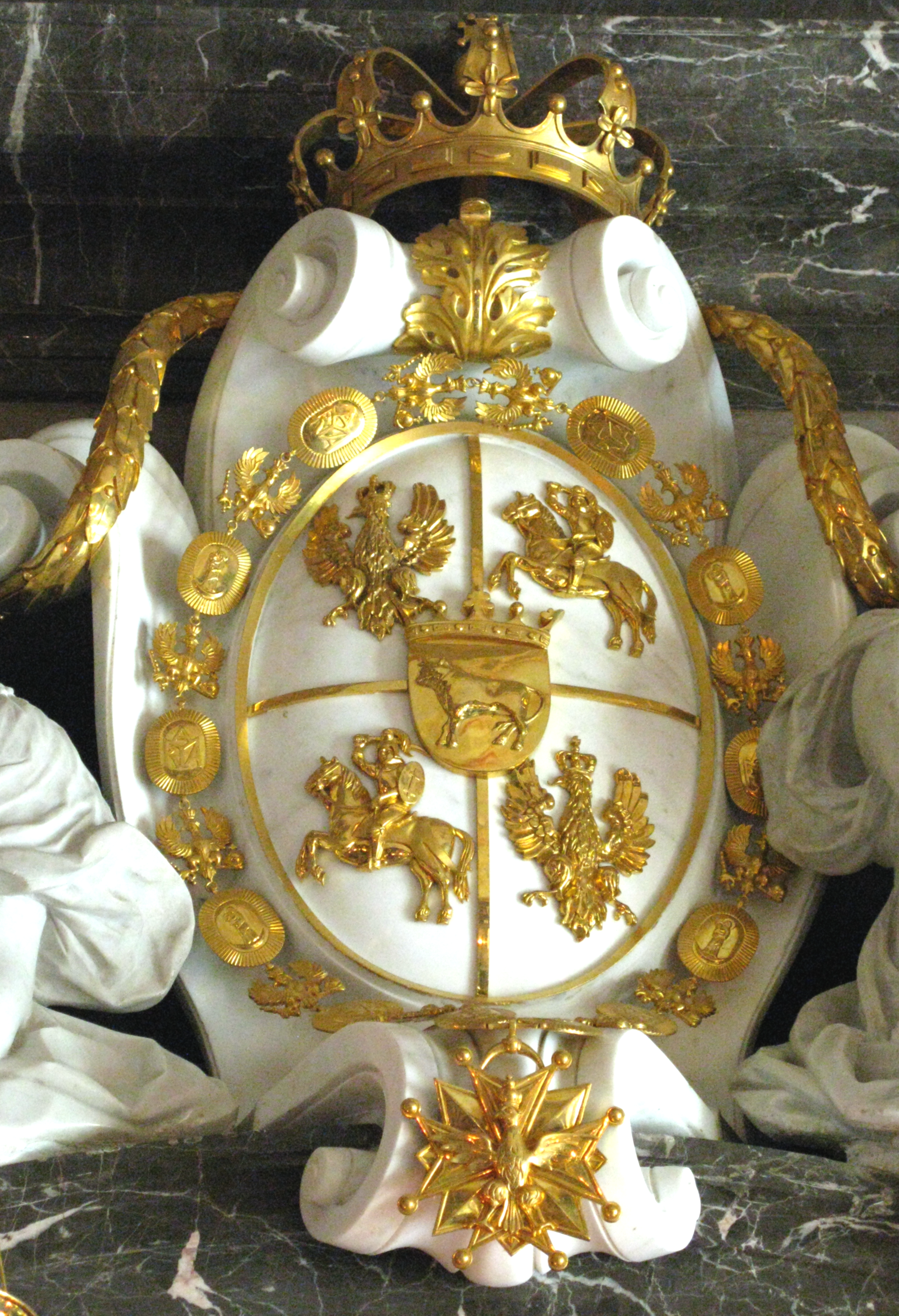
Herb Stanisława Augusta z łańcuchem Orderu Orła Białego

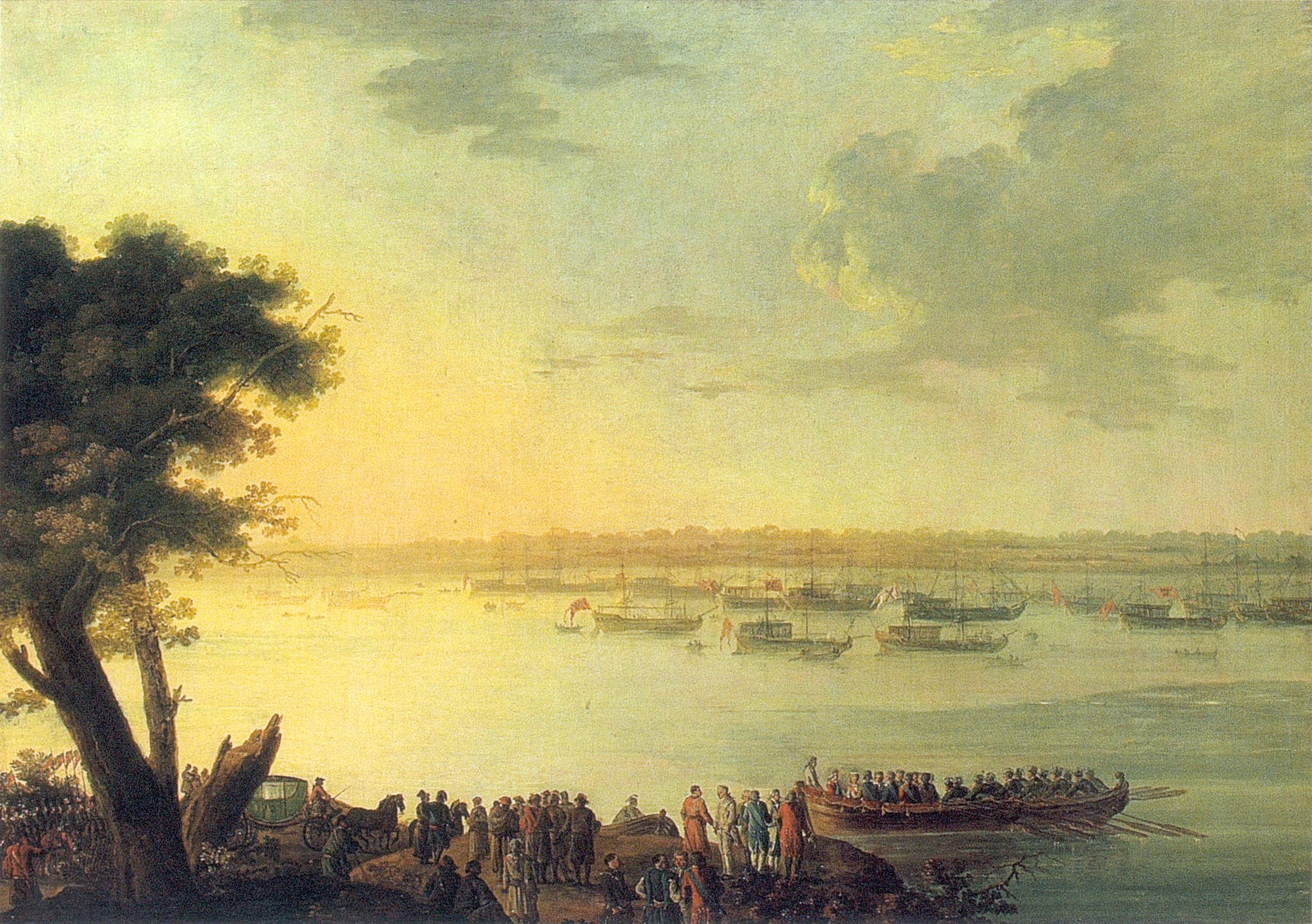
Odjazd Katarzyny II z Kaniowa w 1787 roku, obraz pędzla Jana Bogumiła Plerscha

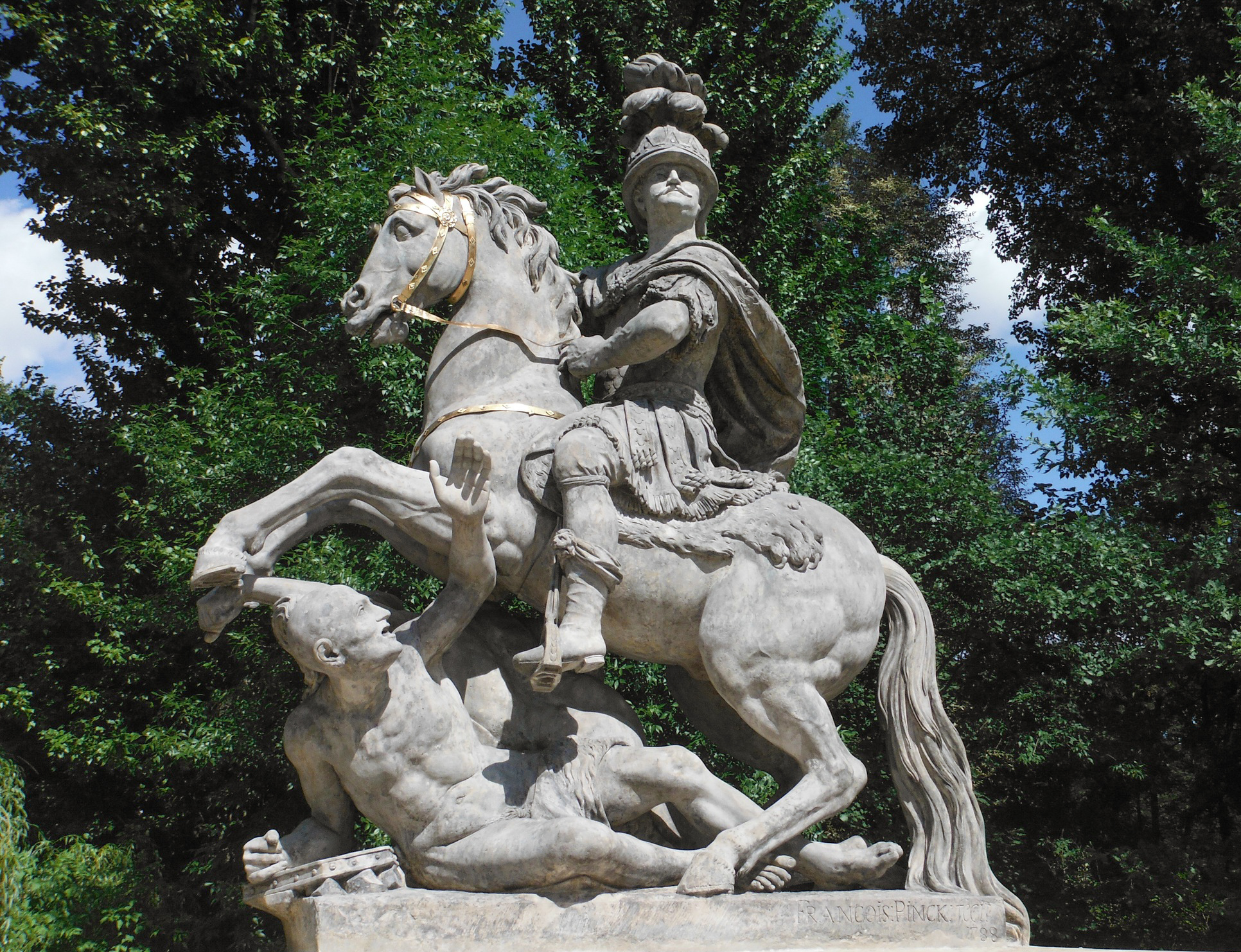
Ufundowany w 1788 roku przez Poniatowskiego Pomnik Jana III Sobieskiego w Warszawie miał wzbudzać nastroje antytureckie w obliczu wojny rosyjsko-tureckiej

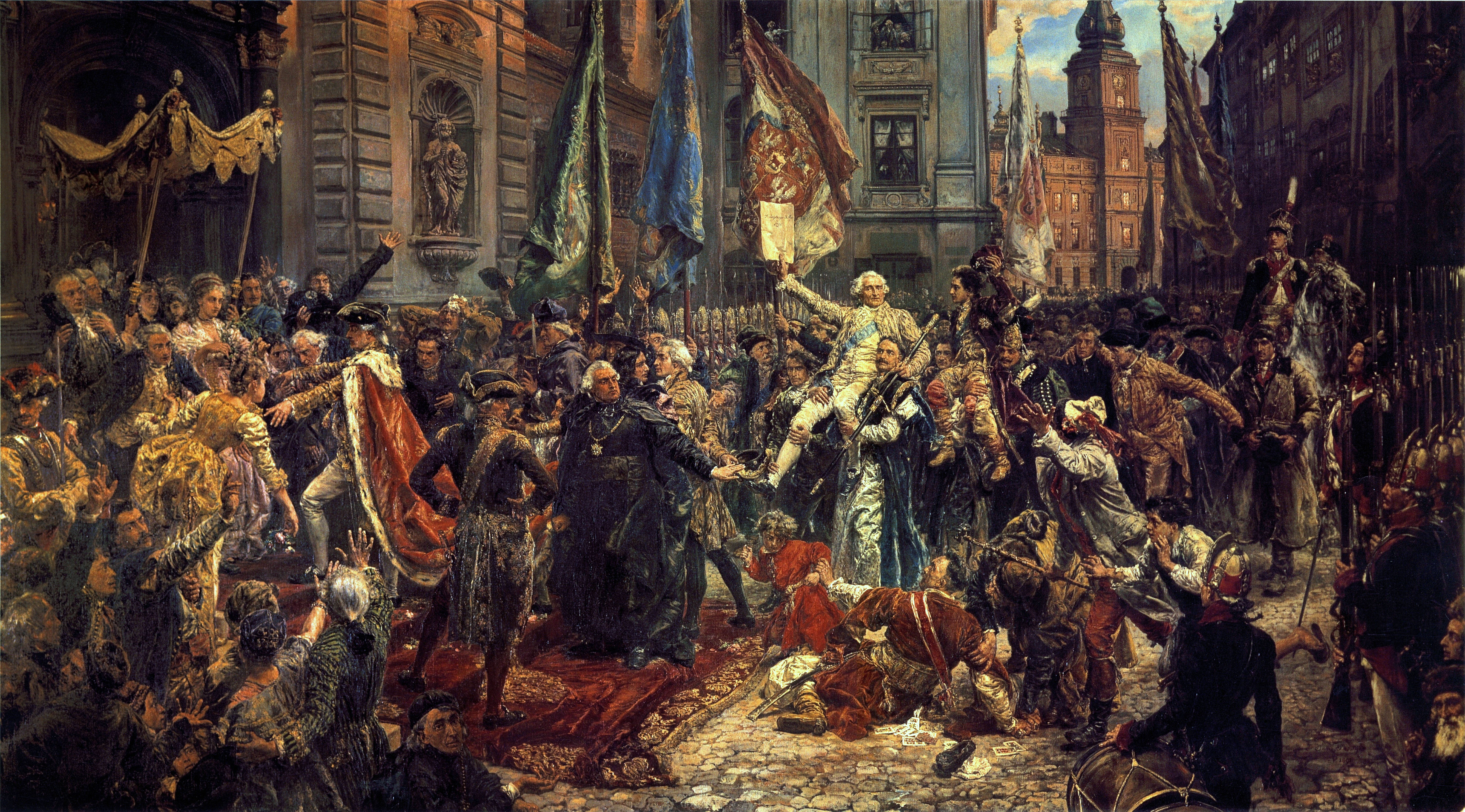
Jan Matejko Uchwalenie Konstytucji 3 maja król wchodzi do kolegiaty św. Jana

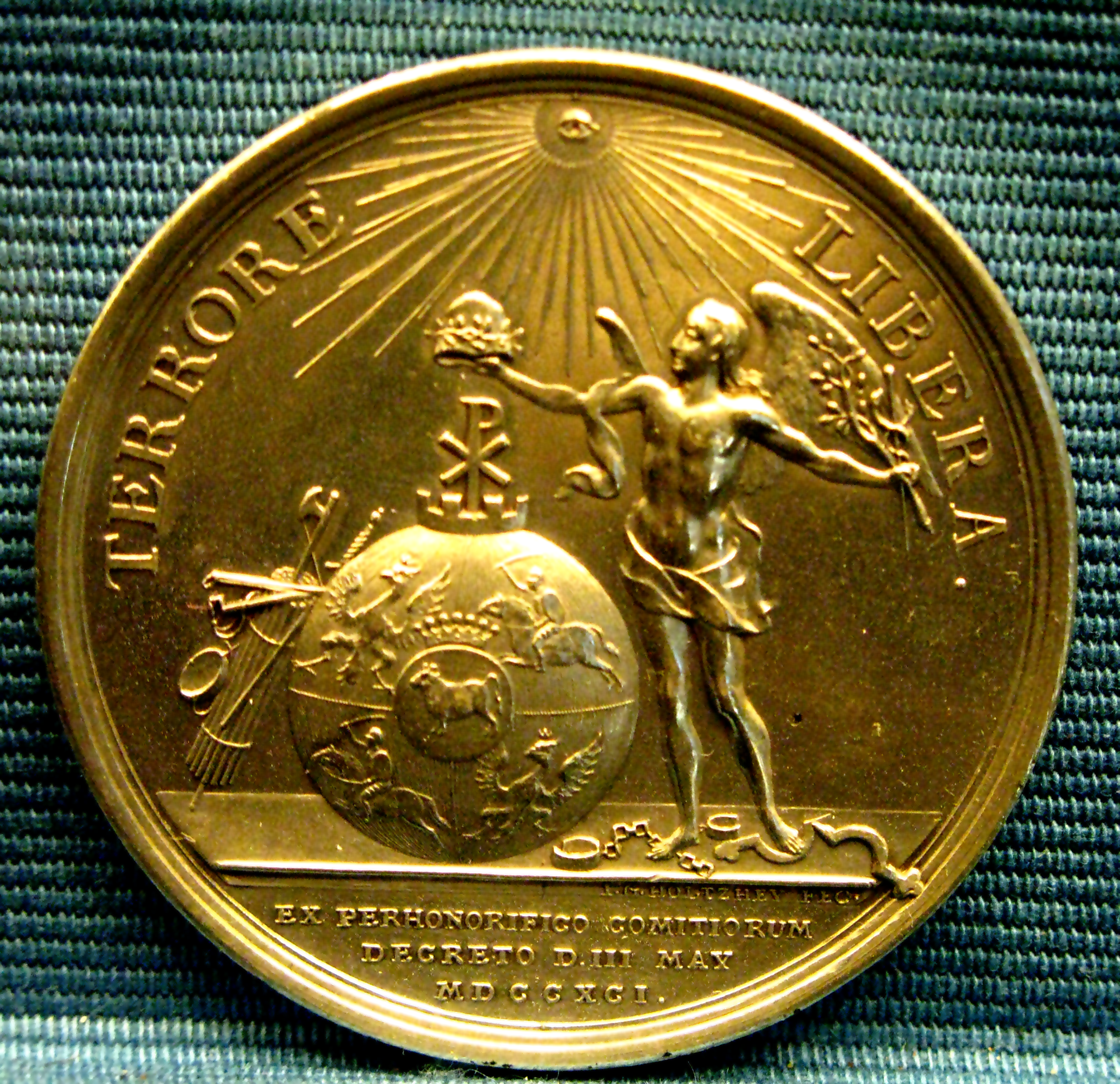
Medal wybity w 1791 z okazji uchwalenia Konstytucji 3 maja

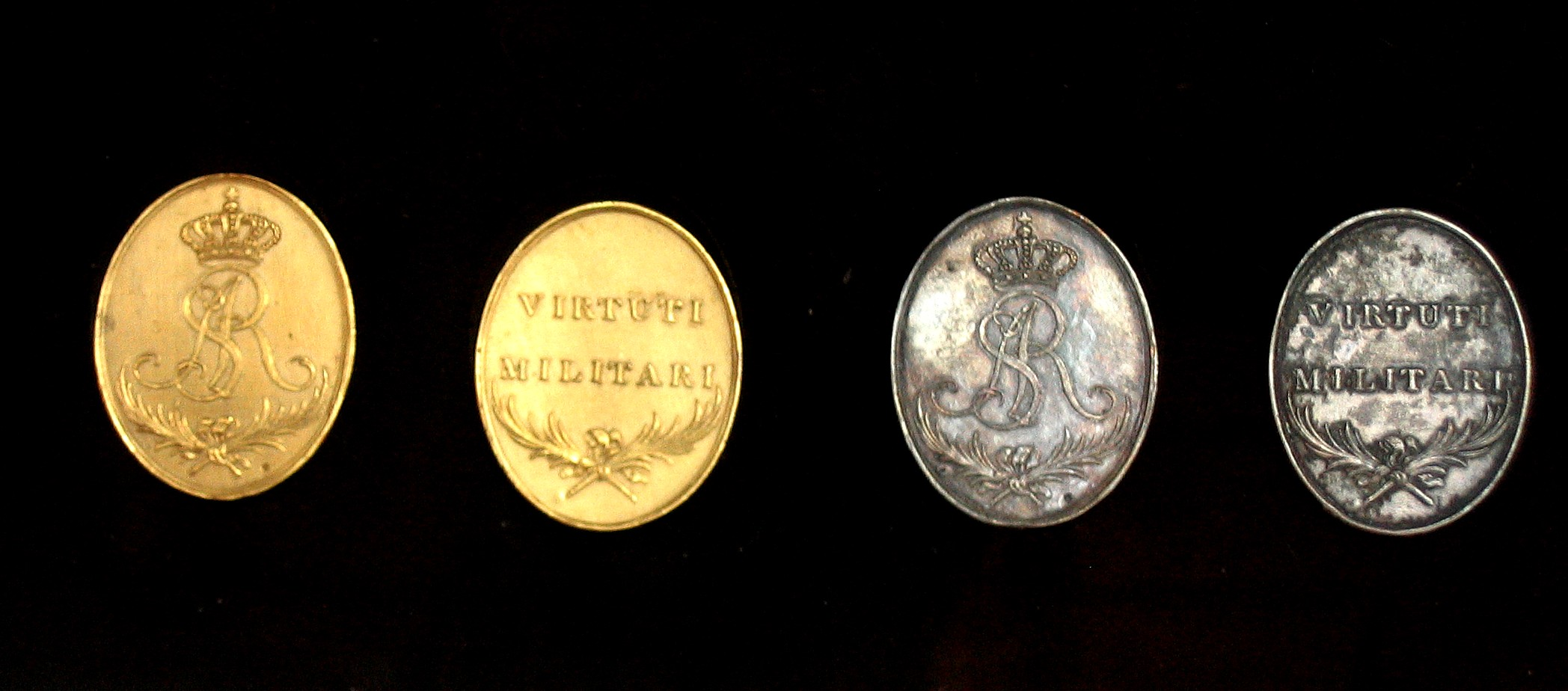
Medale Orderu Virtuti Militari z 1792 roku, ustanowionego przez króla z widoczną cyfrą monarchy

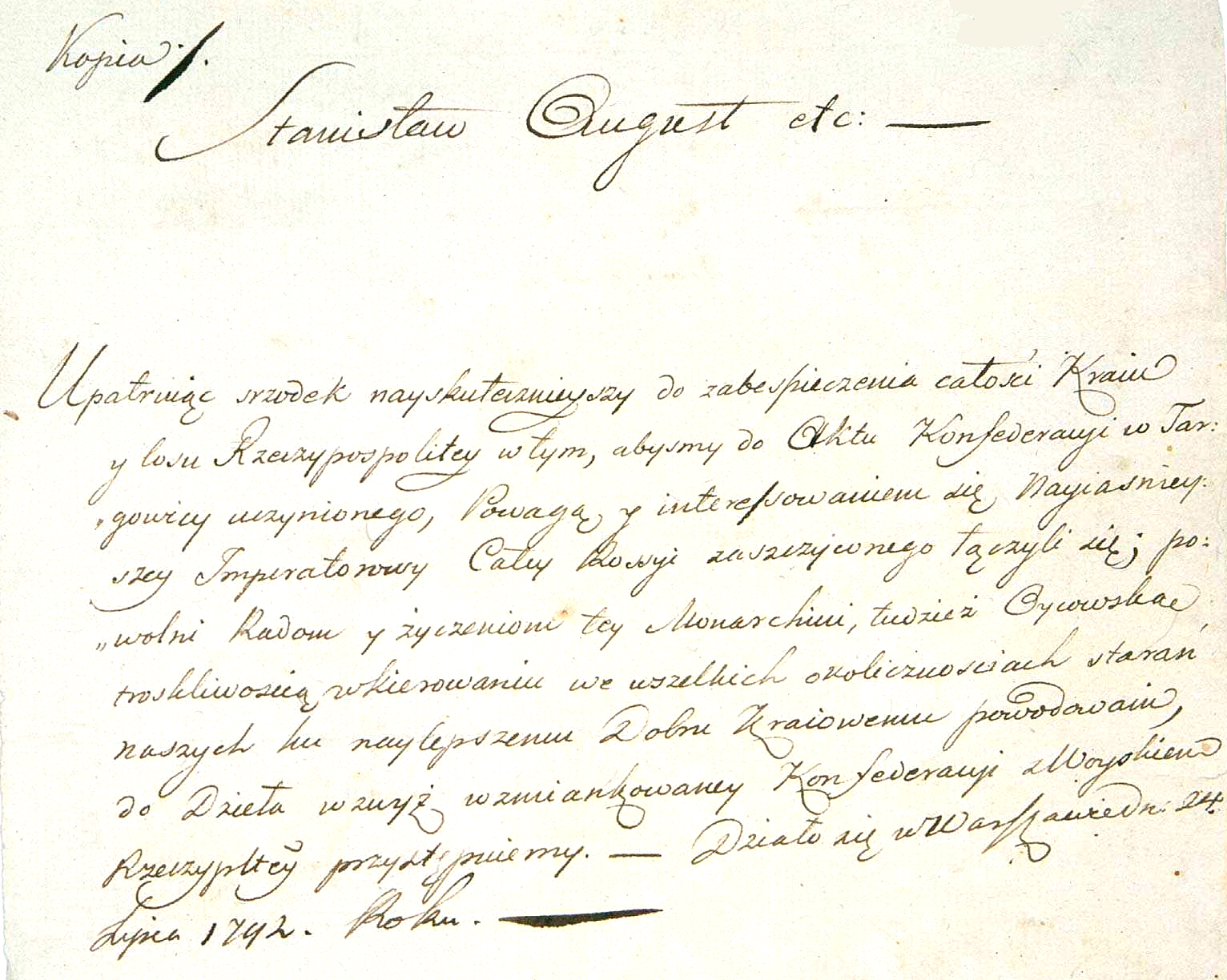
Akces króla do konfederacji targowickiej 24 lipca 1792

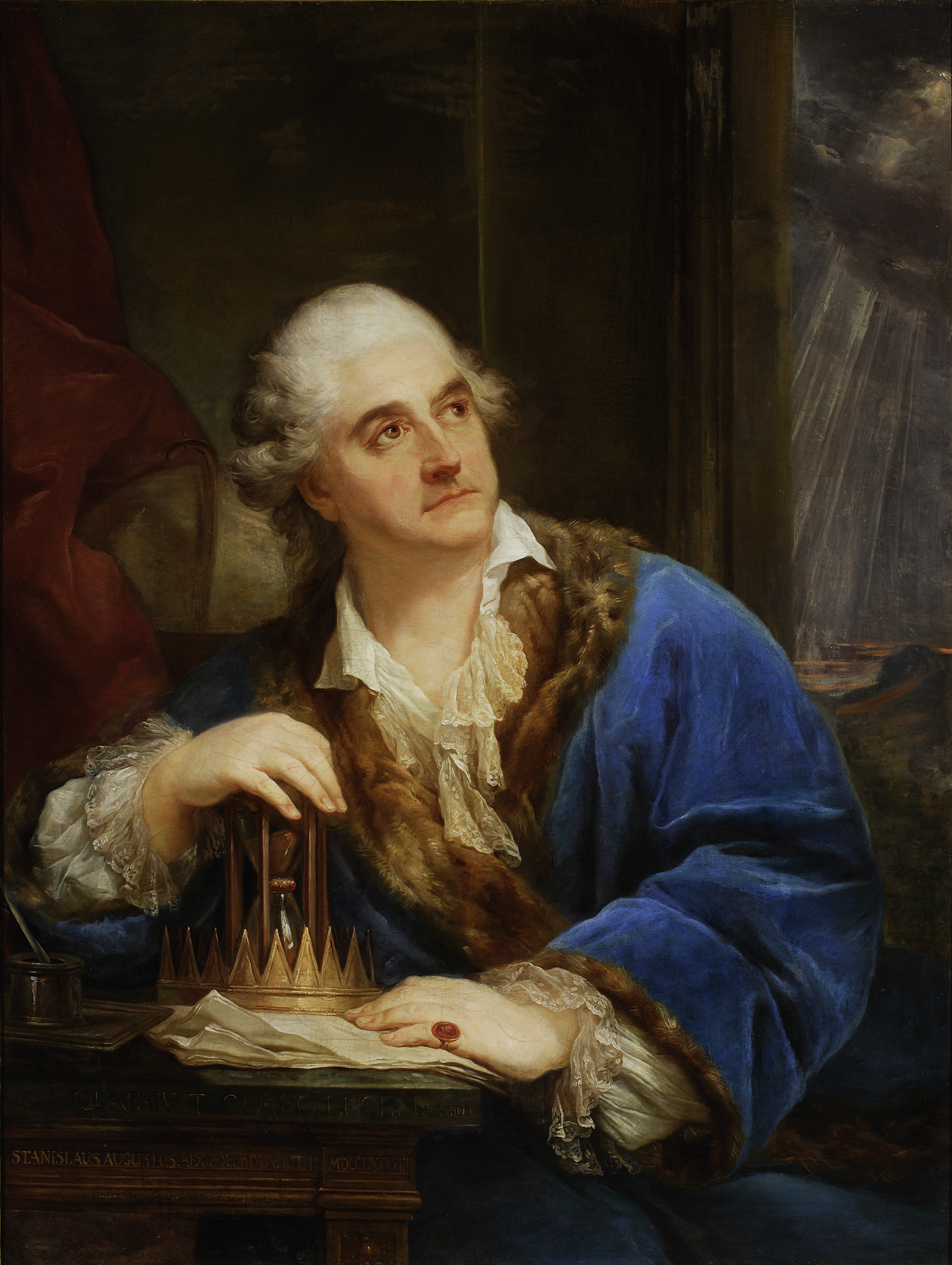
Marcello Bacciarelli: Portret Stanisława Augusta z klepsydrą (1793)

### Młodość
Urodził się 17 stycznia 1732 w Wołczynie jako syn Stanisława Poniatowskiego, kasztelana krakowskiego (od 1752), polityka i pisarza politycznego oraz Konstancji z Czartoryskich. Jego braćmi byli podkomorzy nadworny koronny Kazimierz, feldmarszałek austriacki Andrzej, prymas Michał Jerzy, Aleksander i Franciszek, miał też dwie siostry Ludwikę Marię i Izabellę. Był prawnukiem polskiego poety podskarbiego Jana Andrzeja Morsztyna. Jego prababka Katarzyna Gordon spokrewniona była ze Stuartami i spowinowacona z największymi rodami Szkocji, Hiszpanii i Francji.
Od jesieni 1733 wraz z rodzicami przebywał w Gdańsku, gdzie pod koniec następnego roku, w momencie gdy jego ojciec, już od pięciu miesięcy, stał po stronie króla Augusta III, został porwany na rozkaz wojewody kijowskiego, regimentarza Józefa Potockiego i wywieziony do Kamieńca Podolskiego. Tam przebywał przez kilka miesięcy pod strażą Wacława Rzewuskiego. Odwieziony do rodziców, zapewne w marcu 1735 roku, przez następne lata do 1739 roku wraz z rodzicami przebywał w Gdańsku. Początkowo uczyła go matka, później różni prywatni nauczyciele. Tam też pobierał nauki u historyka Gotfryda Lengnicha, który był osobistym preceptorem młodych Poniatowskich. Po powrocie z Gdańska do Warszawy kształcił się w kolegium teatynów, gdzie uczył go m.in. Antonio Portalupi. W latach 1746–1747 Stanisław dwukrotnie wystąpił jako aktor na scenie teatyńskiej. W 1744 roku lekcji logiki i matematyki udzielał mu poseł rosyjski w Rzeczypospolitej Herman Karl von Keyserling, były profesor Uniwersytetu w Królewcu. Kontynuował on nauczanie Stanisława po ponownym przyjeździe do Warszawy w 1749 r., jednocześnie stwierdzając, że uczeń poczynił duże postępy pod kierunkiem innego nauczyciela. Jerzy Michalski stwierdza, że niektórzy historycy przeceniali wpływ lekcji Keyserlinga na osobowość i poglądy S-a. Od 1749 r. lekcji architektury i inżynierii udzielał przyszłemu królowi były oficer austriacki Jan Łukasz Toux de Salverte. Wybranym przez rodziców spowiednikiem, aż do 1774 r., był misjonarz Piotr Śliwicki. Pod wpływem wpajanej mu przez matkę metafizyki Stanisław Antoni Poniatowski w wieku 12 lat przeszedł załamanie nerwowe.
Dzięki domowej edukacji Stanisław doskonale opanował polszczyznę oraz język francuski, posiadał dobrą znajomość łaciny i niemieckiego, zaś raczej bierną włoskiego i angielskiego. Wyniósł nawyk i zamiłowanie do lektur. „Cieplarniane wychowanie” oraz brak towarzystwa rówieśników (w pamiętnikach żalił się, że pozbawiono go dzieciństwa) wpłynęło na przekonanie o własnej wartości, mimo że zdawał sobie sprawę z niebezpieczeństwa zarozumiałości. Miał silną skłonność do autorefleksji oraz do melancholii.
Po raz pierwszy wyjechał z kraju na życzenie ojca, by zdobyć doświadczenie wojskowe. Wyruszył wraz z wojskiem rosyjskim nad Ren, które szło z pomocą wojskom Marii Teresy podczas wojny o sukcesję austriacką. Opóźniony wyjazd (maj 1748 r.) nastąpił w momencie zakończenia walk zbrojnych. W dniu 10 czerwca przybył do Akwizgranu, gdzie zaopiekował się nim poseł saski J.H. Kauderbach. Dzięki koneksjom ojca udało mu się poznać wiele wybitnych osób, m.in. Maurycego Saskiego czy przyszłego kanclerza W. Kaunitza. Oglądał także obozy wojskowe i twierdze. Zwiedzając następnie Niderlandy austriackie i Holandię interesował się głównie sztuką, w tym szczególnie malarstwem. Zauważył także entuzjazm miejscowej ludności wobec rządzącej dynastii orańskiej. W dniu 5 września wyjechał w podróż powrotną i przez Kassel i Drezno w połowie października wrócił do Warszawy.
Po powrocie do stolicy był świadkiem zerwanego sejmu. Od listopada 1748 (do roku 1750) praktykował w kancelarii swojego wuja Michała Czartoryskiego (wówczas był podkanclerzym litewskim, później kanclerzem wielkim litewskim), początkowo w Warszawie, a potem w Wołczynie. Dzięki temu zetknął się z mechanizmem polityki familii. Okres ten w swoich pamiętnikach Stanisław uznał za jałowy, a nauki wuja za niewiele warte. Na początku października 1749 r. wraz z bratem Kazimierzem, który przewodził partii Czartoryskich, uczestniczył w zerwanej reasumpcji Trybunału w Piotrkowie. Następnie kontynuował naukę domową w Warszawie.
Za radą Keyserlinga, wiosną 1750 roku, wyjechał na kurację do Berlina u sławnego lekarza J. Lieberkühna. Miasto i jego wyższe sfery zrobiły na Stanisławie ujemne wrażenie. Ważnym wydarzeniem z jego pobytu było poznanie angielskiego dyplomaty Charles’a Hunbury Wiliamsa. Nowy przyjaciel przyszłego króla, widząc w młodzieńcu potencjał, postanowił zostać jego opiekunem i mentorem oraz udzielał mu wielu cennych rad. Został on, głównie za przyczyną C. Rulhière’a, uznany za demoralizatora Stanisława. Przyjaźń pogłębiła się, gdy Wiliams przybył w sierpniu tegoż roku do Warszawy na sejm nadzwyczajny, który został zerwany. Wówczas to Stanisław był posłem z ziemi zakroczymskiej.
W roku 1751 został mianowany pułkownikiem łanowym, a wkrótce potem wybrany komisarzem z ziemi łomżyńskiej na przyszłoroczny Trybunał Skarbowy Koronny. Rok później (1752) został wybrany posłem na sejm z ziemi łomżyńskiej. W czasie sejmu ojciec kupił dla niego cesję bogatego starostwa grodowego przemyskiego (ponad 17 tysięcy kwart).
W czasie pobytu w Berlinie poznał tamtejszego posła brytyjskiego Charlesa Hanbury Williamsa. Na jego zaproszenie w 1751 roku przebywał przez 6 tygodni w Dreźnie, gdzie Williams objął nową placówkę. Na polecenie rodziców Poniatowski na początku 1752 roku udał się do Wiednia. Po powrocie spędził jakiś czas w kraju, po czym ponownie udał się w podróż, odwiedzając Wiedeń, skąd z Williamsem wyjechał do Holandii. W końcu sierpnia przyjechał do Paryża, gdzie zyskał przyjaźń znajomej ojca, prowadzącej salon towarzyski, w którym gromadziła się elita intelektualna Francji, Marie Thérèse Rodet Geoffrin (nazywał ją maman). W paryskim więzieniu siedział za długi, skąd wyratowali go znajomi ojca. W końcu lutego 1754 roku przybył do Anglii. Tam podróżował i korespondował z Charlesem Yorke, synem lorda kanclerza Philipa Yorke’a, 1. hrabiego Hardwicke. Z pobytu tam wyniósł znajomość angielskiej kultury politycznej i literackiej. Pozostał anglofilem, ceniąc wyżej teatr szekspirowski od francuskiego.
Związany coraz mocniej politycznie z Augustem Czartoryskim popierał Familię Czartoryskich w jej sporze z dworem o przeprowadzony przez nią niezgodnie z prawem podział majątków Ordynacji Ostrogskiej. W kwietniu 1755 roku uczestniczył z ramienia Czartoryskich w przegranej reasumpcji Trybunału Głównego Wielkiego Księstwa Litewskiego w Wilnie. Z poparcia Familii objął urząd stolnika litewskiego.
Dzięki staraniom Familii udał się do Petersburga jako prywatny sekretarz brytyjskiego ambasadora Charlesa Hanbury Williamsa, którego poznał wcześniej w Berlinie. W czerwcu poznał żonę następcy tronu carskiego Katarzynę, przyszłą cesarzową Rosji Katarzynę II, zaś w grudniu tego samego roku nawiązał z nią romans. Już wtedy Katarzyna obiecała mu swoje poparcie w osiągnięciu polskiej korony. Williams, chcąc ochronić swego sekretarza, odesłał go w sierpniu 1756 roku do Polski. Katarzyna wymogła na kanclerzu Aleksym Bestużewie, by ten zażądał od dworu saskiego ponownego przysłania Poniatowskiego w misji dyplomatycznej. W roku 1757 Stanisław wrócił do Petersburga jako poseł saski, gdzie kontynuował romans z przyszłą carycą, którego owocem była ich córka Anna Piotrowna. 6 lipca 1758 roku został przyłapany in flagranti przez męża Katarzyny wielkiego księcia Piotra; kochanków zasłonił wówczas przed jego gniewem Franciszek Ksawery Branicki.
Wybrany został posłem koronnym z województwa inflanckiego na sejm 1756 roku, który się jednak nie odbył. Poseł litewski na sejm 1758 roku z województwa inflanckiego W 1760 roku posłował z ziemi sanockiej na zerwany sejm. Był posłem z ziemi bielskiej na sejm nadzwyczajny 1761 roku, zerwany przez Czartoryskich. Sejm ten, mający się zająć reformą monetarną, został zerwany m.in. przy wsparciu Poniatowskiego, który jako jeden z 43 posłów podpisał manifest przeciwko jego legalności. Po śmierci ojca w sierpniu 1762 roku odziedziczył spadek obliczany na blisko 4 mln złotych.
Przewrót wojskowy w Petersburgu 9 lipca wyniósł do władzy Katarzynę II. 2 sierpnia cesarzowa zapewniła Poniatowskiego: wysyłam do Polski hrabiego Keyserlinga, by uczynił Cię królem natychmiast po śmierci obecnego (Augusta III). Katarzyna zapewniała Poniatowskiego o swojej protekcji, ale zabraniała mu przyjazdu do stolicy Rosji. Ten zaślepiony uczuciem, wbrew zakazom pisał do niej listy i zapewniał, że woli się wyrzec korony niż ukochanej. Groźby małżeństwa Stanisława i Katarzyny i zjednoczenia dwu państw całkiem poważnie obawiało się wówczas Imperium Osmańskie. Voltaire wierszem składał mu takie życzenie.
5 października 1762 jako poseł ziemi mielnickiej na sejm zaatakował w imieniu Familii Czartoryskich mandat poselski hrabiego Alojzego Fryderyka Brühla, który nie będąc szlachcicem polskim bezprawnie zasiadał w izbie poselskiej. Wywołało to ostrą reakcję jego ojca Henryka von Brühla, zaufanego ministra Augusta III, który wobec takiego obrotu rzeczy zmuszony został zerwać obrady sejmu.
W listopadzie 1762 roku w rozmowie z sekretarzem poselstwa pruskiego Gédéonem Benoît zachęcał króla Prus Fryderyka II do ogólnej pacyfikacji, zapewniając go, że dwory pruski i rosyjski mogą zyskać nieograniczony wpływ w Polsce, a Polacy chętniej przyjmą rozjemstwo Prus niż Rosji, do której nabrali głębokiego wstrętu.

### Zamach stanu Czartoryskich i elekcja

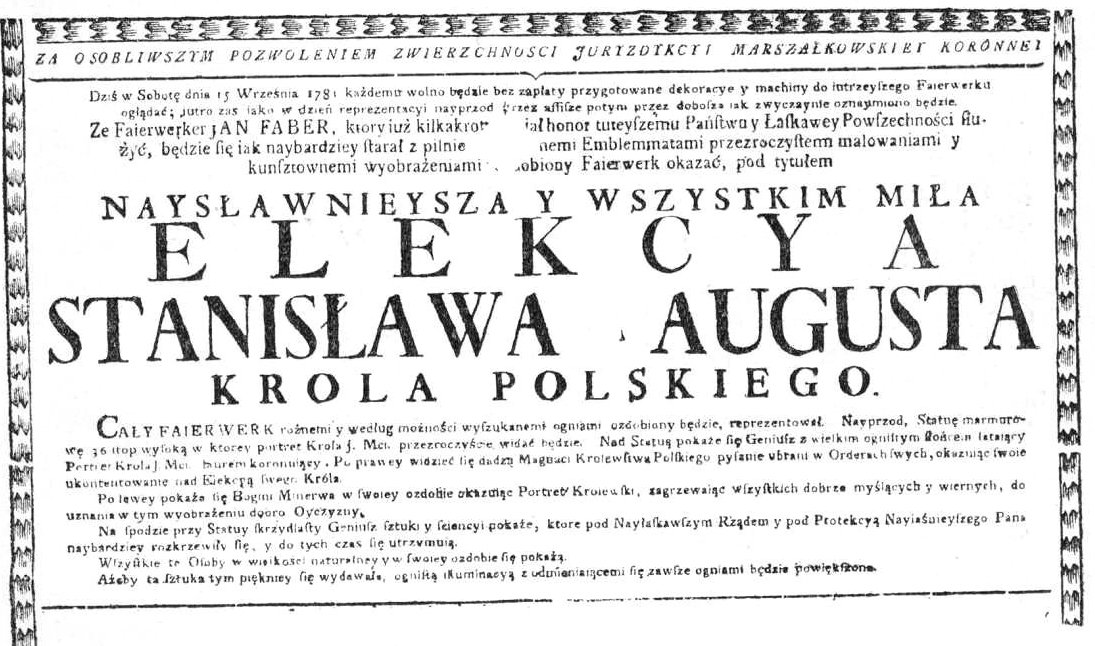
Afisz z 15 września 1781 r. zapowiadający pokaz fajerwerków na cześć elekcji króla Poniatowskiego Strona z Encyklopedii staropolskiej Glogera.

W kraju dużą rolę odgrywały wówczas wielkie stronnictwa magnackie, a coraz więcej do powiedzenia miały mocarstwa ościenne: Prusy, Austria, a szczególnie Rosja, zainteresowane narzuceniem Rzeczypospolitej ograniczonych reform ustrojowych, podważających demokrację szlachecką.
Jeszcze za życia Augusta III, w 1763 roku, stronnictwo Czartoryskich (Familia) przygotowywało zamach stanu i wprowadzenie na tron polski przedstawiciela swojego obozu z pomocą wojsk rosyjskich. Czartoryscy pragnęli zawiązać konfederację, która przy rosyjskiej pomocy ograniczyłaby rolę Augusta III i pozwoliła im przeprowadzić reformę państwa. W piśmie Anectode historique przeznaczonym dla Katarzyny, Poniatowski nakreślił plan przekształcenia Rzeczypospolitej w monarchię konstytucyjną. Postulował wprowadzenie, wzorem brytyjskiego parlamentu, sejmu trwałego, gdzie głosowano by większością. Władza wykonawcza miała spoczywać w rękach króla i dwudziestoosobowej Rady Prywatnej. Plan zakładał m.in. sprzedaż królewszczyzn i przejście wszystkich urzędników na pensję wypłacaną ze skarbu. 6 sierpnia 1763 dotarło polecenie Katarzyny II, by porzucić zamiary konfederacji za życia Augusta III.
Katarzyna II w swym liście do Fryderyka II z 17 października 1763 roku ujawniła kandydaturę Poniatowskiego, pisząc, że ze wszystkich kandydatów do polskiej korony ma najmniej możliwości osiągnięcia jej (...), a zatem będzie za nią najbardziej wdzięczny tym, z rąk których koronę otrzyma.
11 kwietnia 1764 nastąpiło podpisanie porozumienia pomiędzy Rosją i Prusami odnośnie do przeprowadzenia w Rzeczypospolitej elekcji wspólnego kandydata. Wybór padł na stolnika litewskiego Stanisława Antoniego Poniatowskiego, który jako były kochanek Katarzyny II i drugoplanowa postać Familii, miał gwarantować uległość wobec Rosji. Jak pisała wówczas caryca: Jest rzeczą nieodzowną, abyśmy wprowadzili na tron Polski Piasta dla nas dogodnego, użytecznego dla naszych rzeczywistych interesów, jednym słowem człowieka, który by wyłącznie nam zawdzięczał swoje wyniesienie. W osobie hrabiego Poniatowskiego, stolnika litewskiego, znajdujemy wszystkie warunki niezbędne dla dogodzenia nam i skutkiem tego postanowiliśmy wynieść go na tron Polski.
Na prośbę przywódców Familii Andrzeja Zamoyskiego i Augusta Aleksandra Czartoryskiego w granice Rzeczypospolitej wkroczyły wojska rosyjskie. 20 kwietnia 1764 roku podpisał list dziękczynny do Katarzyny II za wprowadzenie wojsk rosyjskich. Katarzyna II wydała specjalną deklarację, w której zaznaczyła, że działanie to ma na celu dbałość o wszystkie swobody Rzeczypospolitej. 7 maja w Warszawie obrady rozpoczął sejm konwokacyjny, który działając pod węzłem konfederacji i wykorzystując absencję konserwatywnych posłów opozycji, przeprowadził ograniczone reformy ustrojowe. Został konsyliarzem konfederacji Czartoryskich w 1764 roku. Poniatowski został wybrany posłem ziemi warszawskiej na ten sejm. Był członkiem konfederacji generalnej Wielkiego Księstwa Litewskiego w 1764 roku, konfederacji generalnej 1764 roku. i posłem na sejm konwokacyjny (1764) z ziemi warszawskiej.
Na kilka dni przed elekcją kancelaria poselstwa rosyjskiego wydała odezwę, zachwalającą kandydaturę Piasta: sztuki rządzenie Polską można się nauczyć tylko w Polsce, a któż jest zdolniejszy od jej osiągnięcia, niż ten, kto od dzieciństwa wpajał sobie jej wolność, prawa i ustawy i uczył się ich słuchać. Deklaracja poselstwa pruskiego głosiła: zarówno korzyść, jak i honor waszego narodu zdają się wymagać, aby wreszcie starym zwyczajem na króla został wybrany kandydat, co jedynie Polskę ma za ojczyznę, co nie będzie mieszał jej interesów z obcymi i wskrzesi sławę Jagiellonów i Sobieskich.
7 września 1764, przy nielicznym udziale szlachty i w obecności wojsk rosyjskich (7 tysięcy żołnierzy w granicach Rzeczypospolitej), w wyniku de facto zamachu stanu został wybrany królem Polski. Jego elekcję podpisało jedynie 5320 osób, co było w tym wypadku liczbą niezwykle niską. 13 września król zaprzysiągł pacta conventa, zobowiązując się m.in. do poślubienia katoliczki.
25 listopada 1764, w dniu imienin carycy, arcybiskup gnieźnieński i prymas Polski Władysław Łubieński koronował go na króla Polski w kolegiacie św. Jana w Warszawie. Ku zgorszeniu tradycjonalistów wystąpił nie w stroju polskim, ale w XVI-wiecznym ubiorze hiszpańskim.
Pod koniec listopada na sejmie koronacyjnym poseł rosyjski Nikołaj Repnin zażądał od Rzeczypospolitej wprowadzenia równouprawnienia dla wyznawców prawosławia i protestantyzmu, jednak Stanisław August nie poparł otwarcie tych roszczeń. Starał się zachować neutralność, nie chcąc zrazić do siebie większości szlachty katolickiej.
Król zamierzał wysłać posłów do wszystkich dworów europejskich by powiadomić je o swoim wyborze. Z uznaniem nowego władcy Rzeczypospolitej zwlekały jednak Francja, Austria, dwory burbońskie i Imperium Osmańskie, które uznawały Poniatowskiego za narzucone przez Rosję Rzeczypospolitej narzędzie Katarzyny II. Przyczynił się do tego m.in. hetman wielki koronny Jan Klemens Branicki, który dążył do przyjęcia mediacji dworów burbońskich i austriackiego w celu zagwarantowania praw Rzeczypospolitej. Wspólne wystąpienie dyplomacji rosyjskiej i pruskiej skłoniło ostatecznie te państwa do uznania Stanisława Augusta. W 1764 roku odznaczony rosyjskim Orderem św. Aleksandra Newskiego.
We wrześniu i październiku 1765 roku zamierzano powierzyć księciu Augustowi Sułkowskiemu misję notyfikacji w Wersalu elekcji i koronacji Stanisława Augusta, jednak Rosja sprzeciwiła się wysłaniu dygnitarza tej rangi i znanego nazwiska.

### Król Polski: 1764–1774

#### Próba reform
Król zmienił obyczaj odbywania Rad Senatu, zwołując je dwa razy w tygodniu na obrady przy drzwiach zamkniętych. W pierwszych latach swojego panowania powołał namiastkę rządu, tzw. konferencję króla z ministrami. W jej skład wchodzili czterej kanclerze, August Czartoryski, Stanisław Lubomirski, Jacek Bartłomiej Ogrodzki i bracia królewscy. We wrześniu 1764 rozpoczął tworzenie kancelarii królewskiej tzw. Gabinetu, na czele z Jackiem Ogrodzkim. Podjął próbę utworzenia stałej polskiej służby dyplomatycznej. Jednakże Rosjanie na każdym kroku dawali mu odczuć, że jest jedynie wykonawcą instrukcji nadsyłanych z Petersburga i że nie powinien nadmiernie korzystać z praw majestatu królewskiego, nie będąc samodzielnym władcą w swoim państwie. Wtedy też zaczęły rozchodzić się drogi polityczne króla i jego wujów Czartoryskich, którzy zamierzali jedynie wykorzystać pomoc rosyjską do wzmocnienia swojej pozycji, co dałoby im okazję do późniejszego uniezależnienia się i zrzucenia zewnętrznej opieki. Swym postępowaniem król udowodnił, że nie dążył do niezależności Rzeczypospolitej, zdając sobie sprawę, że będąc narzucony siłą, nie ostałby się wtedy bez pomocy Katarzyny II.
W 1765 roku Królestwo Prus uznało wprowadzenie cła generalnego w Rzeczypospolitej za godzące w jego interesy handlowe oraz sprzeczne z traktatami polsko-pruskimi i w ramach represaliów w kwietniu tego roku ustanowiło obsadzoną działami pozycyjnymi komorę celną w Kwidzynie, gdzie Prusacy pobierali cło w wysokości od 10 do 15% od wszystkich towarów spławianych do i z Gdańska. Spowodowało to protest władz Rzeczypospolitej, a Stanisław August poprosił o pomoc stronę rosyjską. Po nieudanej próbie skorumpowania króla przez Prusaków (oferowano mu 200 tys. talarów stałej pensji z dochodów komory kwidzyńskiej), dyplomacja Katarzyny II doprowadziła do zawieszenia i likwidacji cła generalnego i zamknięcia w czerwcu 1765 roku komory kwidzyńskiej. Król wysłał podziękowania cesarzowej Rosji, jednak Rzeczpospolita straciła źródło finansowe.
Wkrótce po wstąpieniu na tron król nosił się z zamiarem utworzenia synodu katolickiego w Rzeczypospolitej, niezależnego od Stolicy Apostolskiej.
Pragnąc wzmocnić system obronny państwa, król założył 15 marca 1765 Szkołę Rycerską, która w swym założeniu miała być elitarną uczelnią wojskową, kształcącą przyszłe kadry dla armii Rzeczypospolitej. Sam został szefem Korpusu Kadetów tej placówki, na której utrzymanie zostały przeznaczone dochody z dóbr królewskich. Stanisław August przeznaczył na ten cel 1,5 mln złotych polskich z własnej kiesy, później na utrzymanie jej łożył 600 tys. złp rocznie (200 tys. ze szkatuły królewskiej i 400 tys. ze skarbu Rzeczypospolitej). Pozwoliło to na wychowanie w ciągu roku 200 kadetów. Oddał też na użytek Szkoły Rycerskiej swój Pałac Kazimierzowski w Warszawie.
W 1765 władca podjął próbę wzmocnienia miast, powołując we wszystkich województwach Komisje Dobrego Porządku. Zajęły się one uporządkowaniem praw własności na terenach miejskich, rewindykując bezprawnie zagarniętą własność magistratów. Zlikwidowały też wiele jurydyk magnackich, a poprzez usprawnienie zbierania podatków miejskich miasta zyskały nowe fundusze, przeznaczane teraz m.in. na wybrukowanie ulic.
Wypełniając art. 45 swoich zobowiązań podpisanych w pactach conventach, Stanisław August rozpoczął przeprowadzanie reformy monetarnej. Powołana przez króla komisja mennicza zajęła się projektem wprowadzenia nowych stóp monetarnych. Jeszcze w roku 1765 otwarto zamknięte w Rzeczypospolitej od trzech pokoleń mennice. 10 lutego 1766 podskarbi wielki koronny Teodor Wessel wydał uniwersał o monecie, mocą którego wprowadzał nową stopę złotego. Z grzywny kolońskiej miano odtąd wybijać 80 złotych, a złoty dzielił się na 4 grosze srebrne lub 30 miedzianych. Talar równy był 8 złotym, a dukat 16,75 złotego. Z obiegu wycofano wszystkie monety obce, a także tzw. efraimiki – bite stemplami Augusta III w Saksonii przez okupacyjne wojska pruskie.
21 marca 1765 król wraz z Ignacym Krasickim i Franciszkiem Bohomolcem założył czasopismo „Monitor”. Artykuły w nim zamieszczone traktowały m.in. o potrzebie poprawy doli chłopskiej i tolerancji religijnej.

#### Kwestia równouprawnienia różnowierców i przegrana walka o głosowanie większością
Postulat wspierania polskich innowierców znajdował się jako punkt tajny we wszystkich rosyjsko-pruskich traktatach sojuszniczych od roku 1730.
Sprawa równouprawnienia dysydentów nabrała znaczenia, gdy w lipcu 1765 roku prawosławny biskup mohylewski Jerzy przedstawił królowi memoriał w sprawie prześladowania ludności prawosławnej Rzeczypospolitej. Kierownik rosyjskiej polityki zagranicznej w reskrypcie dla Repnina zwracał mu uwagę, że w sprawie dysydentów Rosja może liczyć tylko na Stanisława Augusta, gdyż Familia Czartoryskich, wywierająca wpływ na króla będzie stanowczo przeciwna podnoszeniu tej kwestii. We wrześniu 1765 Repnin opisał w swojej korespondencji dyplomatycznej rozmowę z królem, który zobowiązał się popierać plany rosyjskie rozwiązania kwestii dysydentów i zawarcie przymierza, przewidując nawet możliwość wybuchu wojny domowej, na którą władca jest przygotowany byleby tylko dowieść nieograniczonej uległości woli Imperatorowej. W swojej korespondencji dyplomatycznej Nikita Panin zalecał, by sprawa równouprawnienia innowierców stała się pretekstem do mieszania się na przyszłość w wewnętrzne sprawy Rzeczypospolitej, a rozwiązanie tej kwestii powinno być osią polityki rosyjskiej w tym kraju. Z listu króla do Rzewuskiego, z którego treścią zapoznał się poseł pruski w Petersburgu Victor Friedrich Solms wynika, że Stanisław August radził stronie rosyjskiej by sprawę równouprawnienia innowierców podnieść nagle przy otwarciu sejmu, by władca mógł wystąpić jako rozjemca pomiędzy Polakami a dworem rosyjskim i działać jako pełnomocnik Rosji. Gdy król próbował oponować przeciwko żądaniom Repnina, ten zagroził mu, że wycofa wojska rosyjskie do Grodna, co wobec niechęci większości narodu do swojego monarchy oznaczać mogło jego detronizację.
Latem 1766 roku Poniatowski wysłał do Petersburga posła Franciszka Rzewuskiego, który miał przekazać Katarzynie II poufną radę króla, by ta wysłała na Litwę i do Korony oficerów rosyjskich, którzy mieli poruszyć wskazanych przez władcę magnatów i działaczy na rzecz praw dysydentów. Rzewuski przekazał im wystawione przez siebie w imieniu króla pisma rekomendacyjne. Sekretarz Rzewuskiego Piotr Maurycy Glayre przedstawił Rosjanom poufną prośbę Stanisława Augusta o gotówkę. Nikita Panin polecił wypłacić królowi Polski 50 tysięcy rubli srebrem.
Plany wysłania przez króla posła do Francji wzbudziły zaniepokojenie strony rosyjskiej. Na spotkaniu z Repninem Poniatowski zasłaniał się swoją wiernością dla Katarzyny II, powiedział: tracę więcej niż życie i koronę, z utratą przyjaźni i zaufania Imperatorowej. Okazuje się, że Imperatorowa nie dosyć mnie zna, jeżeli może wątpić o mojej szczerości. Król bezskutecznie próbował uzyskać pomoc austriacką, wysyłając 4 memoriały, w których ostrzegał, że prawdziwą intencją Katarzyny II jest uczynienie z Polski prowincji rosyjskiej, a przywrócenie liberum veto ma na celu osłabienie Rzeczypospolitej.
Król wziął od Nikołaja Repnina sumę 11 000 dukatów na agitację sejmików by te wybrały stronników królewskich. Dotychczasowy obóz wspierający reformy w Rzeczypospolitej uległ rozpadowi, a na zbliżającym się sejmie miały wystąpić stronnictwa: królewskie, Czartoryskich i obóz starorepublikański.
Projekt równouprawnienia innowierców był na tyle rewolucyjnym zerwaniem z tradycją ustrojową Rzeczypospolitej, że na sejmie Czaplica przestał go popierać nawet obóz Familii Czartoryskich. Odtąd osamotniony Stanisław August mógł liczyć jedynie na wsparcie rosyjskie. Sejm 1766 roku przywrócił zasadę liberum veto i wbrew interwencji dyplomatycznej Rosji, Prus, Wielkiej Brytanii i Danii, na wniosek biskupów katolickich potwierdził uprzywilejowaną pozycję Kościoła katolickiego.
W czasie obrad sejmu Stanisław August wysłuchując głosów opozycji zemdlał na tronie i rozpłakał się, gdy próbowano go odwieść od opierania się na Rosji. Według pruskiego dyplomaty przegrana sprawa głosowania większością przyprawiła monarchę o chorobę, tak że nie był w stanie przyjmować gratulacji w rocznicę swojej koronacji. Król uspokajał Repnina, że przyjęta przez sejm w nocy z 29 na 30 listopada 1766 roku ustawa wprowadzająca głosowanie większością głosów na sejmikach godzi najbardziej w samego monarchę, bo nie będzie on odtąd mógł ich zrywać, tak by nie wybierały nieprzychylnych dworowi posłów.
3 grudnia 1766 król w liście do Katarzyny II podkreślał podporządkowanie się jej zaleceniom w kwestii liberum veto, tłumaczył się z niemożliwości przeprowadzenia równouprawnienia dysydentów i prosił o ewakuację wojsk rosyjskich z Polski.
Dla poparcia równouprawnienia innowierców, zwanych również dysydentami (co zresztą było tylko pretekstem dla nietolerancyjnej prawosławnej Katarzyny II), wkroczył czterdziestotysięczny korpus wojsk rosyjskich. Pod jego ochroną Nikołaj Repnin zawiązał 20 marca 1767 dwie konfederacje innowiercze: konfederację słucką dla Litwy i konfederację toruńską dla Korony. Król łamiąc ustalone prawa państwowe, wbrew prawu kanonicznemu zatwierdził mianowanie przez posła rosyjskiego Nikołaja Repnina prymasem Polski referendarza Gabriela Podoskiego.

#### Konfederacja radomska
Poseł rosyjski powołał też do życia w czerwcu w Radomiu ogólnokrajową konfederację radomską w obronie zagrożonego katolicyzmu oraz szlacheckich wolności, przeciwko „Ciołkowi”, jak zwali króla jego przeciwnicy. Wsparły ją wydatnie Prusy, pragnące umniejszenia wpływów i siły Rosji. Repnin wykorzystał niezadowolenie konserwatywnej szlachty katolickiej, umiejętnie kierując jego ostrze przeciwko osobie króla, dodatkowo tym samym szachując Poniatowskiego i zmuszając do wypełnienia woli Katarzyny II. Król uległ naciskom Repnina i do swojego uniwersału na sejmiki przedsejmowe włączył postulaty zawarcia traktatu gwarancyjnego z Rosją, równouprawnienia innowierców i przywrócenia swobód szlacheckich. Monarcha zagrożony widmem utraty korony, zdał się całkowicie na posła rosyjskiego, którego przyzwolenia oczekiwał nawet w mniej ważnych sprawach natury finansowej jak ustanowienie monopolu tabacznego w Rzeczypospolitej.
Papież Klemens XIII zaniepokojony popieraniem przez Rosję konfederacji radomskiej, słuckiej i toruńskiej i zagrożeniem praw Kościoła katolickiego w Rzeczypospolitej Obojga Narodów powołał w połowie 1767 roku Kongregację do Spraw Polskich.

#### Sejm repninowski
Zawiązany pod węzłem konfederacji radomskiej tak zwany sejm repninowski w Warszawie zajął się rewizją reform przeprowadzonych przez sejm konwokacyjny w 1764. Kością niezgody pozostała nadal sprawa równouprawnienia innowierców, popierana przez Poniatowskiego. W rozmowie z biskupem krakowskim Kajetanem Sołtykiem Repnin dał mu do zrozumienia, że sam król nastawał na wywiezienie biskupa, by tym samym pozbyć się przywódcy stronnictwa, przeciwnego równouprawnieniu innowierców.
Repnin postanowił sterroryzować posłów, porywając 14 października przywódców konfederacji radomskiej: biskupa krakowskiego Kajetana Sołtyka, biskupa kijowskiego Józefa Andrzeja Załuskiego, hetmana polnego koronnego Wacława Rzewuskiego i jego syna Seweryna. Rola Stanisława Augusta w tych wydarzeniach do dzisiaj pozostaje niejasna. Współcześni oskarżali go, że sam doniósł Repninowi o przygotowaniach czynionych przez spiskowców. 22 października 1767 roku król dokonał przeglądu wojsk rosyjskich, odbywających manewry pod Wolą.
Poza delegacją traktatową król wraz z prymasem Gabrielem Podoskim prowadził negocjacje z Repninem, zmierzające do podziału kwestii polityki wewnętrznej na trzy kategorie: prawa kardynalne, niezmienne zasady ustrojowe Rzeczypospolitej, sprawy wewnętrzne, rozstrzygane zgodnie z liberum veto oraz sprawy ekonomiczne głosowane większością. Nikita Panin w liście do posła rosyjskiego, zapewniał go, że przy swoim głosie wolnym, i z takiemi prawami kardynalnemi, pozostanie Polska na zawsze, przy wewnętrznym swym bezwładzie, politycznem dla nas zerem. W szyfrowanym dodatku zalecał wniesienie praw kardynalnych i praw dla dysydentów do traktatu gwarancyjnego, utrzymanie w całej rozciągłości liberum veto, tak, by sejmy zwyczajne mogły być zrywane w całości. Porwanie to wywarło spodziewany skutek na posłach. 24 lutego 1768 Rzeczpospolita podpisała z Rosją Traktat wieczystej przyjaźni, mocą którego stawała się protektoratem rosyjskim. Katarzyna II gwarantowała ze swojej strony nienaruszalność granic i ustroju wewnętrznego tego państwa.

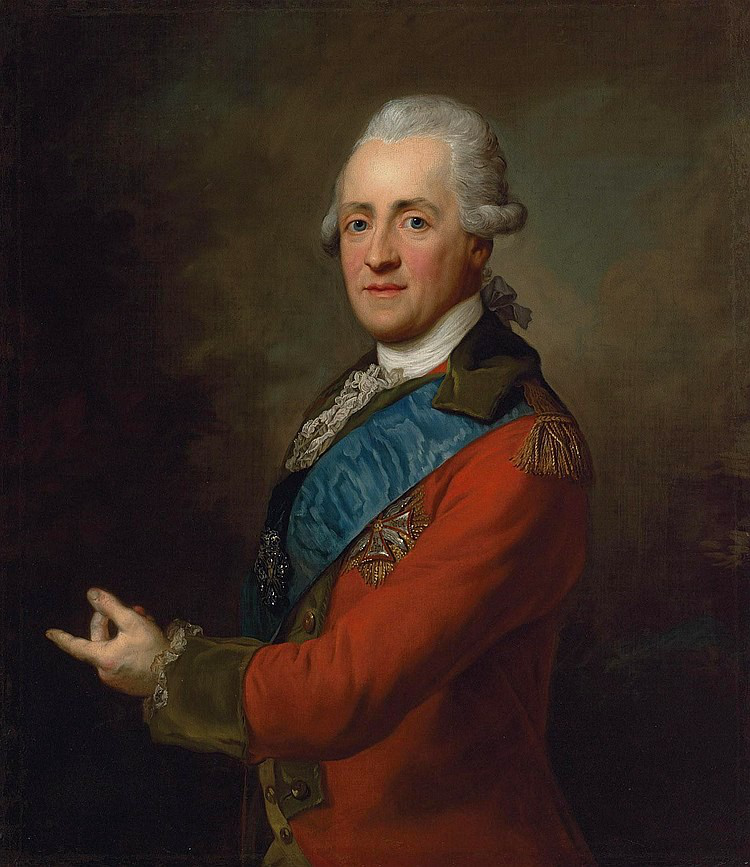
Bratanek i ulubieniec króla podskarbi wielki litewski Stanisław Poniatowski, Stanisław August bezskutecznie próbował załatwić mu następstwo tronu

26 lutego uchwalono prawa kardynalne (m.in. liberum veto, wolną elekcję, prawo wypowiadania posłuszeństwa królowi, wyłączne prawo szlachty do sprawowania urzędów, całkowitą władzę szlachty nad chłopami – z zaostrzeniem odpowiedzialności w razie zabójstwa, p. główszczyzna) wraz z nienaruszalnym prawem równouprawnienia dysydentów. Uchwała przyczyniła się do utrwalenia starego porządku ustrojowego (z wyjątkiem stosunku do innowierców), którego gwarantem stała się Rosja. Skomplikowało to znacznie szansę szerszych reform ustroju.
W czasie ratyfikacji traktatu Rosjanie opuścili słowo Najjaśniejszy przy królu co stało się powodem interpelacji władcy u Repnina 23 kwietnia 1768 roku wskazującej, że było ono zapisane w traktacie Grzymułtowskiego.

#### Konfederacja barska
Część szlachty, przeciwna faktycznemu uzależnieniu od Rosji, zorganizowała 29 lutego 1768 roku konfederację barską, która wszczęła wojnę przeciwko Rosji w obronie niepodległości Rzeczypospolitej i wiary katolickiej.
24 marca 1768 na Radzie Senatu, nawet wbrew większości senatorów gotów był podpisać uchwałę o wezwaniu wojsk rosyjskich w celu stłumienia konfederacji barskiej, aby tym okazać swą gorliwość i niewzruszoną wierność ku Rosji.
W październiku 1768 roku Turcja wypowiedziała wojnę Rosji i zarzuciła Rzeczypospolitej złamanie traktatu karłowickiego. Repnin zaproponował królowi wspólne wystąpienie przeciwko Turcji. Stanisław August jednak odmówił, zasłaniając się tym, że nie może tego uczynić bez zgody sejmu, i że mogłoby to tylko pogłębić nienawiść narodu do jego osoby. W czerwcu 1769 roku otrzymał z kasy ambasady rosyjskiej 600 dukatów na utrzymanie oddziału walczącego z konfederatami barskimi na Litwie. Po przegranej przez Barżan bitwie pod Dobrą około 500 wziętych do niewoli konfederatów, odartych z odzieży i obuwia pędzono przez Warszawę by stawili się przed królem.
2 i 17 lutego 1770 roku biskup poznański Andrzej Stanisław Młodziejowski wydał z inspiracji posła rosyjskiego listy pasterskie z okazji otworzenia jubileuszu przez papieża, w których piętnował imieniem zdrajców religii i ojczyzny tych wszystkich, którzy by śmieli powątpiewać o dobrych i świętobliwych zamiarach króla a podzielać zdanie konfederatów barskich.
13 października 1770 w Preszowie Generalność konfederacji barskiej wydała akt detronizacji Stanisława Augusta Poniatowskiego i ogłosiła bezkrólewie.
Na początku 1771 roku wojewoda mazowiecki Paweł Michał Mostowski próbował zainteresować koroną polską Fryderyka II Heskiego.
16 maja 1771 roku król zawarł układ, mocą którego dowódca wojsk rosyjskich w Polsce gen. Iwan Weymarn i Franciszek Ksawery Branicki, na czele królewskich pułków nadwornych i części gwardii mieli wspólnie toczyć walki z konfederatami. Król dostał na ten cel od ambasadora rosyjskiego Kaspra von Salderna subsydia pieniężne.
W październiku 1771 roku kierownik Generalności Michał Jan Pac wydał upoważnienie płk Kazimierzowi Pułaskiemu do porwania władcy i przewiezienia go do twierdzy na Jasnej Górze. Uczestnikiem przygotowań do porwania był nuncjusz apostolski w Rzeczypospolitej Angelo Maria Durini.
Późnym wieczorem 3 listopada 1771 na ulicy Miodowej w Warszawie król, wracający karetą został napadnięty przez oddział konfederatów. Zraniony w głowę został uprowadzony poza obwałowania miasta. Tam królowi udało się wzbudzić skruchę u ostatniego z eskortujących go porywaczy o nazwisku Kuźma, który odprowadził go do młyna na Marymoncie. Stamtąd został odwieziony na Zamek przez oddział gwardii królewskiej pod dowództwem Karola Cocceiego. Zamach potępili biskupi w listach pasterskich, a okolicznościowe utwory napisali z tej okazji m.in. Stanisław Konarski i Adam Tadeusz Naruszewicz. Na mającym miejsce później sądzie nad sprawcami porwania król w miarę możności starał się łagodzić wyroki wydane na konfederatów.

#### I rozbiór Polski
Decyzja o rozbiorze Polski zapadła w Petersburgu już w połowie 1771 roku, jednak ambasador rosyjski Saldern miał polecone trzymanie Polaków w nieświadomości. Gdy ambasador rosyjski zagroził królowi, że wycofa wojska rosyjskie do Grodna, Stanisław August 16 maja 1771 roku wystawił tajny rewers, zobowiązując się szukać we wszystkim rady Jej Imperatorskiej Mości, działać zgodnie z nią, nie wynagradzać bez jej przyzwolenia spólnych przyjaciół, nie nadawać wakansów i starostw etc. 18 września 1772 roku Rosja, Austria i Prusy notyfikowały Rzeczypospolitej fakt rozbioru, żądając zwołania sejmu dla przeprowadzenia cesji. Opór łamały groźby i dokuczliwa okupacja kraju przez wojska trzech mocarstw. Przywódcy nowej partii rosyjskiej w Polsce zawiązali w kwietniu 1773 roku konfederację pod laską Adama Ponińskiego. Król wstrzymywał się z przystąpieniem do niej do czasu ustania protestu posła nowogródzkiego Tadeusza Reytana. Opór króla podtrzymywał nuncjusz apostolski Giuseppe Garampi. Trwanie króla w opozycji, co według współczesnych było jedynie grą mającą na celu zachowanie i zwiększenie jego władzy, stało się powodem drwin, gdy jeden z Sułkowskich odezwał się do władcy: Łatwo to Waszej Królewskiej Mości udawać zucha, będąc bezpiecznym na tronie. Wasza Królewska Mość nie narażasz ani dóbr, ani bogactw, ani honoru ani dzieci bo ich nie masz... Po ultimatum ambasadora rosyjskiego Ottona Magnusa von Stackelberga, grożącym zrujnowaniem do szczętu kraju, władca przystąpił do konfederacji oświadczając senatorom, że nie chce być winny nieszczęścia publicznego.
Król i Senat na początku 1773 roku rozesłali wszystkim rządom Europy noty wyrażające sprzeciw wobec pogwałcenia praw Rzeczypospolitej, z prośbą o interwencję.
Cesję terytorium zatwierdził Sejm Rozbiorowy (1773–1775), zwołany w kwietniu 1773 w Warszawie. Powołano na nim Radę Nieustającą przy królu – pierwowzór gabinetu ministrów. Król początkowo opierał się żądaniom aneksyjnym dyplomatów trzech mocarstw, posiadając większość wśród członków izby poselskiej, jednak wobec nieustannych ataków stronnictwa rosyjskiego przeważającego w Senacie ostatecznie uległ.
W wyniku zatwierdzenia traktatu rozbiorowego, król uzyskał spłatę swoich długów, których wysokość w znacznej mierze podał fikcyjną. Pieniądze te zostały wypłacone podstawionym przez niego fikcyjnym wierzycielom, którzy w dużej mierze byli jego zausznikami. Uzyskał także wysoką indemnizację za wyrzeczenie się prawa dystrybucji starostw. W czasie przeprowadzania rozbioru Stanisław August wziął z kasy wspólnej dworów Rosji, Austrii i Prus, utworzonej na przekupienie posłów sejmu delegacyjnego sumę 6000 dukatów. Delegacja sejmowa w ramach rekompensaty za dobra królewskie zagarnięte przez państwa zaborcze przyznała mu i jego dziedzicom starostwa białocerkiewskie, bohusławskie, kaniowskie, chmielnickie, które Stanisław August natychmiast rozdał. Książę Józef Poniatowski dostał starostwo chmielnickie, Franciszek Ksawery Branicki białocerkiewskie, jego synowiec Stanisław Poniatowski dostał starostwa kaniowskie i bohusławskie.
Król nie oponował, gdy Sejm Rozbiorowy w milczeniu przyjął breve kasacyjne Klemensa XIV Dominus ac Redemptor, likwidujące zakon jezuitów w Rzeczypospolitej. W celu uporządkowania spraw finansowych likwidowanego zakonu utworzono Komisje Rozdawnicze Koronną i Litewską z referencją do króla. 14 października 1773 na wniosek Stanisława Augusta Poniatowskiego i za zgodą rosyjskiego posła nadzwyczajnego i ministra pełnomocnego Ottona Magnusa von Stackelberga powołano Komisję Edukacji Narodowej.
We wrześniu 1774 roku za pośrednictwem rosyjskiego posła nadzwyczajnego i ministra pełnomocnego Ottona Magnusa von Stackelberga król zawarł pakt z przywódcami delegacji Sejmu Rozbiorowego.

### Król Polski: 1775–1791

#### System rządów królewsko-ambasadorskich 1775–1788
Po narzuceniu Rzeczypospolitej gwarancji ustrojowych w 1775 roku, ambasador rosyjski Otto Magnus von Stackelberg stał się faktycznym współrządcą państwa. Według rosyjskich zamierzeń wszystkie decyzje monarchy miały być uprzednio z nim konsultowane i przez niego zatwierdzane. Dyplomata rosyjski miał przemożny wpływ na rozdawanie urzędów, od jego decyzji zależało m.in. nadanie orderów Orła Białego i Świętego Stanisława.
Przeciwko systemowi rządów króla i rosyjskiego ambasadora oraz narzuconej Radzie Nieustającej powstała opozycja magnacka, grupująca Czartoryskich, Potockich, hetmanów Branickiego, Seweryna Rzewuskiego i Michała Ogińskiego. Na niektórych sejmikach opór stronników magnackich złamała interwencja wojsk rosyjskich. Na Litwie stronnictwo królewskie zyskało przewagę.
Wraz ze Stackelbergiem król próbował ograniczyć liczbę posłów na nowym sejmie 1776 roku, przeciwstawiał się projektom obierania ich z ziem objętych zaborami. Bardzo ostrą rywalizację wyborczą w 1776 roku stronnictwo królewskie wygrało m.in. dzięki asyście wojsk rosyjskich wysłanych na sejmiki. W Ciechanowie żołnierze użyli broni palnej i były ofiary śmiertelne wśród szlachty. Dzięki wsparciu ambasadora rosyjskiego zawiązał w 1776 roku konfederację z Radą Nieustającą, dzięki czemu, korzystając z osłony wojsk rosyjskich, które otoczyły Warszawę, na skonfederowanym sejmie udało mu się wzmocnić własną pozycję kosztem ministrów magnackich. Odzyskał wtedy m.in. prawo nadawania wszystkich szarż wojskowych.
Na prośbę Stanisława Augusta papież Pius VI poprzez brewe z 23 maja 1775 roku wydane dla biskupów polskich zniósł niektóre święta kościelne.
Sejm 1776 roku wzmocnił władzę Rady Nieustającej nad ministrami, zniósł Komisje Wojskowe, ograniczył kompetencje hetmanów, oddał zwierzchność nad wojskiem Departamentowi Wojskowemu Rady Nieustającej oraz przyznał Komisji Edukacji Narodowej całkowitą kontrolę nad majątkiem pojezuickim. Na sejmie tym król zadeklarował, że jest przyjacielem Katarzyny II, bo jest polskim patriotą. W 1776 utworzono Kancelarię Wojskową Króla, wykonawczy organ monarchy faktycznie nadrzędny nad wojskiem i Departamentem Wojskowym Rady Nieustającej, dzięki czemu Stanisław August wzmocnił swoją pozycję.
W drugiej połowie 1777 roku Rosjanie zażądali od króla odwołania posła do Turcji Karola Boscampa-Lasopolskiego i wysłannika w Paryżu Piotra Maurycego Glayre’a. Katarzyna II nie pozwoliła skonfederować sejmu w 1778 roku, jednak większość jego posłów stanowili stronnicy króla. W 1780 roku rosyjski korpus okupacyjny opuścił terytorium Rzeczypospolitej. Pomimo tego, że na kolejnych sejmach król dysponował za każdym razem większością posłów, nie potrafił przeprowadzić nawet tak drobnych zmian jak np. ustanowienie funduszy na poszukiwanie złóż soli, ustanowienie emerytur oficerskich itp. W 1784 król padł ofiarą intrygi tzw. sprawy Marii Dogrumowej, która to kwestia na sejmie 1786 poróżniła go z wpływowymi rodami magnackimi.

#### Gospodarka
Dochody roczne skarbu Stanisława Augusta w wysokości 7 mln złotych polskich były dalece niewystarczające na pokrycie zakrojonych na szeroką skalę projektów artystycznych władcy. Król nigdy nie liczył się z wydatkami, obejmującymi m.in. tzw. pensje gratiskowe lub posagi dla baletnic, dlatego od początku swojego panowania zmuszony był szukać pożyczek. Udzielali je mu jego bogaci krewni, zagraniczni, warszawscy i krakowscy bankierzy, lichwiarze. Król nie wstydził się zaciągać długów u swoich własnych dworzan i służby.
W 1766 otwarto w Warszawie mennicę państwową. Reformy monetarne przeprowadzono jeszcze dwukrotnie w 1788 i 1794. Wprowadzono wówczas urzędowe miary i wagi. W 1766 zlikwidowano cła wewnętrzne, w 1775 wprowadzono jednolite cło generalne. Wybudowano wiele manufaktur włókienniczych, sukienniczych, skórzanych, hut szkła, garbarni, młynów, browarów, cegielni, fabryk powozów, mebli, fajansów, broni. W 1783 Prot Potocki założył Kompanię Handlu Czarnomorskiego, która wobec blokady pruskiej zajęła się eksportem polskich towarów przez Morze Czarne. Powstała wówczas także rządowa kompania manufaktur wełnianych. W 1787 brat króla, prymas Michał Poniatowski, założył Fabrykę Krajową Płócienną. Największymi inwestycjami były budowy Kanału Ogińskiego, łączącego rzeki Dniepr i Niemen oraz Kanału Królewskiego, łączącego Prypeć z Bugiem. Nastąpiło też szybkie uprzemysłowienie okolic Grodna przez podskarbiego litewskiego Tyzenhauza. Warszawa wzbogaciła się o zbudowany w stylu klasycystycznym Pałac Łazienkowski, Oś Stanisławowską, Królikarnię, przebudowany został Zamek Królewski. Powstały pałace w Szczekocinach, Natolinie. Niektórzy magnaci dobrowolnie likwidowali pańszczyznę, zamieniając ją na oczynszowanie (Andrzej Zamoyski). Warszawę oplotła także sieć nowo powstających królewskich folwarków, mających ożywiać ekonomicznie stolicę, oraz zaopatrywać miasto w produkty spożywcze. Przykładem takiego folwarku założonego z inicjatywy Stanisława Augusta Poniatowskiego jest istniejący do dziś Folwark Sielce.

#### Nauka i oświata
Stanisław August radził Polakom, wysyłającym swoich synów w celu dalszego kształcenia za granicę by wyprawiali ich do Petersburga, gdzie na oświeconym dworze Katarzyny II mogą nabrać ogłady i dopełnić swojego wykształcenia.
W 1765 król założył pierwszą polską uczelnię świecką, Szkołę Rycerską, kształcącą przyszłe kadry dla armii Rzeczypospolitej i był jej szefem do 1794 roku. W 1766 z jego inicjatywy powstała Szkoła Języków Orientalnych w Stambule, kształcąca kadry polskiej dyplomacji. W 1773 dzięki zgodzie ambasadora rosyjskiego Ottona Magnusa von Stackelberga powstała zależna tylko od króla i sejmu
Komisja Edukacji Narodowej – pierwsza na świecie centralna instytucja zajmująca się edukacją, która przejęła kadrę i budynki skasowanych szkół jezuickich. W 1775 roku powstało zaś Towarzystwo do Ksiąg Elementarnych, zajmujące się opracowywaniem podręczników. W 1777 polski astronom Marcin Poczobutt-Odlanicki dla uczczenia króla stworzył nowy (nieistniejący już dziś) gwiazdozbiór Ciołek Poniatowskiego.

#### Kultura i sztuka
Epoka oświecenia była w Polsce okresem dużego rozwoju kultury i sztuki. Król był wielkim mecenasem nauki, sztuki i literatury, organizował obiady czwartkowe, na które zapraszał uczonych, pisarzy, poetów. Nad królewskimi zbiorami sztuki pieczę sprawował malarz Marcello Bacciarelli. Król był inicjatorem powstania ukazującego się począwszy od 21 marca 1765 czasopisma „Monitor”. Z jego inicjatywy kilka miesięcy później (19 listopada 1765) powstała publiczna scena narodowa. Częstymi gośćmi króla byli: poeta i historyk Adam Tadeusz Naruszewicz, poeta Stanisław Trembecki, satyryk i komediopisarz Franciszek Zabłocki, twórca teatru narodowego Wojciech Bogusławski i inni. Do najwybitniejszych przedstawicieli epoki oświecenia należeli: biskup Ignacy Krasicki, ksiądz Stanisław Staszic, Hugo Kołłątaj, Stanisław Konarski.
Zbiory kartograficzne
Król pozostawił po sobie, jeden z największych, trzeci co do wartości zbiór kartograficzny w Europie. Nad dokładnym wyrysowaniem szczegółowych map Rzeczypospolitej, pracował przez 20 lat kartograf Karol de Perthées.
Kolekcja malarstwa
Król w czasach swojego panowania stworzył znakomitą kolekcję malarstwa liczącą 2289 obrazów, w skład której wchodziły między innymi dzieła Rembrandta van Rijn (13 pozycji w tym Jeździec polski, Uczony przy pulpicie i Dziewczyna w ramie obrazu), Leonarda da Vinci, Rubensa (3 pozycje), van Dycka (3), Bruegla (14), Cranacha, Holbeina (3), Teniers (5), Tycjana, Guido Reniego, Veronese, Per Kraffta, de Largillière, Angeliki Kauffmann, Bacciarellego, Antona Rafaela Mengsa, Jacoba Jordaensa („Satyr grający na flecie”), Fragonarda, Davida, Gabriëla Metsu. W skład kolekcji wchodziło także 700 rzeźb (w tym 176 marmurowych), 1800 rysunków, 70 tys. rycin oraz porcelana, meble i miniatury. Kolekcja ta została rozprzedana lub rozgrabiona po jego abdykacji i III rozbiorze. Część obrazów związanych z historią Polski car Mikołaj I kazał spalić w 1834 r. 39 najcenniejszych dzieł z kolekcji króla stało się zaczątkiem jednej z najlepszych kolekcji malarstwa na Wyspach Brytyjskich – Dulwich Picture Gallery w Londynie. Do dzisiaj zlokalizowano z kolekcji króla ok. 600 obrazów, z czego w zbiorach polskich znajduje się jedynie ok. 260 (Łazienki Królewskie – 116, Zamek Królewski w Warszawie – 106, Muzeum Narodowe w Warszawie – 54).
Biblioteka Królewska
Z polecenia króla w latach 1779–1783 Dominik Merlini zbudował przy zamku w Warszawie nowy gmach biblioteki królewskiej, w której mieściły się zbiory króla szacowane w 1798 roku na 15–20 tys. woluminów. Po śmierci króla zbiory przeszły na własność księcia Józefa Poniatowskiego, który sprzedał książki wraz z instrumentami astronomicznymi, matematycznymi, medalami (54 tys. sztuk), minerałami oraz zabytkami starożytnymi Tadeuszowi Czackiemu. Tenże przekazał je do biblioteki Liceum Krzemienieckiemu. Zbiory te po Powstaniu listopadowym na rozkaz cara Mikołaja I zostały zagrabione przez Rosjan i wywiezione do Kijowa, gdzie stały się zalążkiem Biblioteki Uniwersytetu Kijowskiego.
Stanisław August został przyjęty w czerwcu 1778 roku w poczet członków Petersburskiej Akademii Nauk, a w październiku roku 1791 został przyjęty do Akademii Nauk w Berlinie.

#### Działalność masońska
W czasie swojej podróży edukacyjnej na Zachód w latach 1753–1754, zetknął się z ruchem wolnomularskim. Po wstąpieniu na tron zachodnie koła wolnomularskie traktowały go bądź jako członka loży, bądź eksponenta jej idei.
Już od września 1768 brał udział w posiedzeniach loży Cnotliwy Sarmata. 24 czerwca 1770 złożył 2000 złp na uroczystość oficjalnego otwarcia siedziby tej loży (instalacji) w jurydyce Bielino. Dopiero jednak w 1777 został formalnie przyjęty do masonerii rytu Ścisłej Obserwy w loży Karola pod Trzema Hełmami. Uzyskał od razu wszystkie stopnie wtajemniczenia z najwyższym, ósmym włącznie, za co zapłacił 66 i pół talara w złocie. Przyjął imię zakonne Salsinatus (anagram od Stanislaus) Eques a Corona vindicata. Jego akces do masonerii był zachowywany w ścisłej tajemnicy, wiedziało o nim w Rzeczypospolitej jedynie kilku wolnomularzy siódmego i ósmego stopnia. Król podpisał m.in. zobowiązanie do posłuszeństwa zwierzchnikowi Ścisłej Obserwy, księciu Ferdynandowi Brunszwickiemu. Władca brał także aktywny udział w pracach warszawskiego kółka Różokrzyżowców. 8 maja 1788 loża Katarzyny pod Gwiazdą Północną na jego cześć zmieniła nazwę na Stanisława Augusta pod Gwiazdą Północną.

#### Zjazd kaniowski
W 1780 wojska rosyjskie opuściły terytorium Rzeczypospolitej, został jedynie ambasador Otto Magnus von Stackelberg. Magnateria pozostawała nadal w ostrej opozycji do króla. Król wysłał do Katarzyny II opracowany przez siebie projekt przymierza polsko-rosyjskiego, ujęty w formę tzw. Souhaits du Roi (Życzeń króla). Zakładał on wspólne wystąpienie Rzeczypospolitej i Rosji przeciwko Turcji. Rekompensatą dla RP za udział w wojnie miały być nabytki terytorialne w postaci Besarabii i jakiegoś portu nad Morzem Czarnym. W celu podjęcia bezpośrednich negocjacji król rozpoczął starania o spotkanie z Katarzyną. Niebawem nadarzyła się okazja, gdy cesarzowa udała się na spotkanie z cesarzem Józefem II w Chersoniu. Po drodze zatrzymała się na Ukrainie. W związku z tym król wyruszył na spotkanie z Katarzyną wraz z orszakiem 350 osób wizytując po drodze około 400 miejscowości. Władca musiał jednak czekać na 1-dniowe spotkanie z cesarzową Rosji aż 7 tygodni, gdy ta w międzyczasie konferowała w Kijowie z przywódcami malkontentów magnackich, którym przewodził Stanisław Szczęsny Potocki. W czasie spotkania z carycą Katarzyną II 6 maja 1787 w Kaniowie na galerze zacumowanej na Dnieprze król zaproponował ścisły sojusz obu państw w wojnie z Turcją. Miało w niej wziąć udział 45 tys. wojska Rzeczypospolitej, dozbrojonego przez Rosję. Katarzyna zgodziła się częściowo. Po pewnym czasie powstał dwunastotysięczny korpus polsko-litewski pod wodzą hetmana wielkiego koronnego Franciszka Ksawerego Branickiego. Młodopolski pisarz Tadeusz Miciński oparł na tych wydarzeniach fabułę swojej powieści Wita.
W drodze powrotnej król odwiedził Kraków, gdzie przebywał dwa tygodnie zatrzymując się na Wawelu (16 – 29 czerwca). W trakcie pobytu odbył wiele spotkań, przyjęć, zwiedzał zabytki i kościoły, brał udział w nabożeństwach (m.in. tradycyjnej procesji ekspiacyjnej królów polskich z Wawelu na Skałkę), chcąc tym samym powetować miastu fakt, iż swoją koronację – niezgodnie ze zwyczajem – odbył przed laty w Warszawie.

#### Sejm Czteroletni i Konstytucja 3 maja (1789–1791)
Król, widząc wzmagające się sympatie Polaków do Szwecji i Turcji, dążył do podsycania nastrojów antytureckich, czemu miało służyć ufundowanie we wrześniu 1788 roku Pomnika Jana III Sobieskiego w Warszawie. Jednak jego propaganda nie przyniosła rezultatów.
6 października 1788 roku zwołany został za zgodą Rosji w Warszawie sejm, zwany później Sejmem Wielkim. Rozpoczął on gruntowne dzieło reformy ustroju.
Król opracował wstępny projekt sojuszu polsko-rosyjskiego na życzenie Stackelberga, licząc, że dzięki wspólnemu z Rosją wystąpieniu przeciwko Turcji uzyska od Katarzyny II margines swobody w decydowaniu o sprawach wewnętrznych Rzeczypospolitej. Rosji nie zależało jednak na drażnieniu Prus w chwili, gdy prowadziła wojny z Turcją i Szwecją, niewątpliwie sprzeczne z interesami imperium rosyjskiego było też uaktywnienie Rzeczypospolitej na arenie międzynarodowej. Już 28 września 1788 ambasador rosyjski zawiadomił Stanisława Augusta, że projekt przymierza polsko-rosyjskiego jest w obecnej sytuacji nierealny.
13 października odczytano na posiedzeniu sejmu deklarację posła pruskiego Ludwiga Heinricha Buchholtza, w której przestrzegał on zgromadzonych przed wiązaniem się sojuszem wojskowym z Rosją przeciwko Turcji, ofiarując w zamian przymierze polsko-pruskie, gwarantujące całość i niepodległość Rzeczypospolitej, wyrażając formalną zgodę na reformy wewnętrzne kraju.
Wobec ostrego sprzeciwu posłów, król zmuszony był wycofać swój projekt sojuszu z laski marszałkowskiej. Gdy ambasador rosyjski Stackelberg zagroził sejmowi, że obalenie systemu gwarantowanego przez Katarzynę II będzie równoznaczne ze złamaniem traktatu z 1775 roku, król wystąpił w sejmie, gdzie przestrzegał przed zerwaniem z Rosją... nie masz potencji żadnej, której by interesa mniej spierały się z naszymi jak Rosji.
Posłowie Stronnictwa Patriotycznego, wspierani przez dyplomację pruską, rozpoczęli likwidację instrumentów panowania rosyjskiego nad Rzecząpospolitą. 19 stycznia 1789 sejm zniósł Radę Nieustającą. Stanisław August Poniatowski stracił tym samym realny wpływ na władzę wykonawczą w Rzeczypospolitej, jaką sprawował w porozumieniu z ambasadorem rosyjskim za pośrednictwem tego organu. Opozycja popierana przez Prusy odebrała królowi prawo mianowania oficerów oraz kierownictwo dyplomacji, powierzając je wyłonionej przez sejm i przed nim odpowiedzialnej Deputacji Interesów Zagranicznych. Król próbował jeszcze ratować resztki wpływów rosyjskich, proponując Rosji i Austrii zawarcie przymierza wojskowego. Katarzyna II nie była jeszcze zainteresowana wojną z Prusami, a Austria chciała przez zawarcie takiego sojuszu zabezpieczyć jedynie posiadanie Galicji. Król bezskutecznie próbował sabotować zawarcie sojuszu polsko-pruskiego, próbując skłonić sejm do podpisania najpierw traktatu handlowego z Prusami, na zasadach korzystniejszych niż ten z 1775 roku. Ostatecznie przychylił się do zdania większości i poparł zawarcie tego sojuszu. W marcu 1790 podpisano przymierze polsko-pruskie wymierzone w Rosję. Rezultatem tego było zbliżenie króla z obozem Stronnictwa Patriotycznego i podjęcie wspólnych prac nad ustawą zasadniczą. 13 września 1790 roku Sejm Czteroletni podjął uchwałę o przywróceniu królowi prawa do nadawania urzędów, które odebrano mu w 1775 roku.

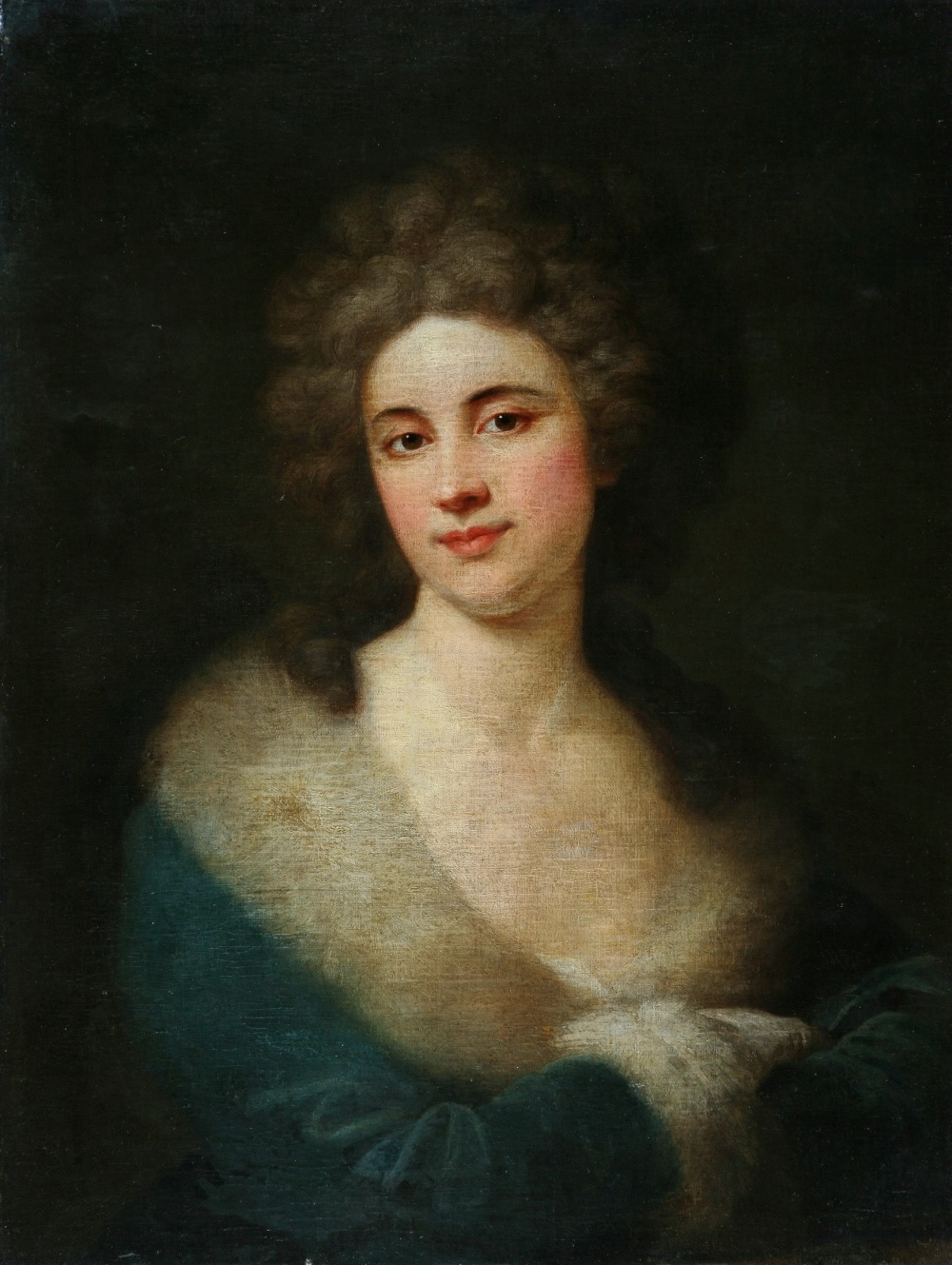
Elżbieta Grabowska domniemana morganatyczna żona Stanisława Augusta

Od 1789 król był konsultowany w sprawach zmiany ustroju państwa. Przywódcy Stronnictwa Patriotycznego przedstawiali mu projekty opracowane w Deputacji do Formy Rządu tzw. Zasady do Formy Rządu, jednak były one wyrazem ideologii republikańskiej Ignacego Potockiego, dlatego Stanisław August będąc zwolennikiem monarchii konstytucyjnej przyjmował je z niechęcią. Od maja do lipca 1790 pozostający na służbie króla Włoch Scipione Piattoli przedkładał mu przygotowane przez Ignacego Potockiego projekty ustawodawcze, do których król wprowadzał poprawki w nikłym jednak stopniu uwzględniane. W listopadzie 1790 wybrano drugi komplet posłów, co zwiększyło liczbę stronników królewskich w sejmie. Od grudnia 1790 Stanisław August zobowiązał się opracować projekt zmian ustrojowych Rzeczypospolitej. Do marca 1791 roku król za pośrednictwem Piattolego przedstawiał kolejne wersje nowej Ustawy rządowej Ignacemu Potockiemu, Stanisławowi Małachowskiemu i Hugonowi Kołłątajowi. W końcu marca Kołłątaj opracował kompromisową redakcję tekstu, która stała się podstawą Ustawy rządowej 3 maja 1791 roku.
W dniu 3 maja 1791 sejm uchwalił nową konstytucję państwową. Zgodnie z postanowieniami konstytucji król stanął na czele Straży Praw, zyskując tym samym kierownictwo dyplomacji polskiej i polityki zagranicznej państwa oraz kontrolę nad działalnością władz wykonawczych.
13 kwietnia 1792 roku Piattoli przedstawił Stanisławowi Augustowi plan ustanowienia dyktatury w pierwszą rocznicę uchwalenia Konstytucji 3 maja, co miało wzmocnić władzę monarchy, zgodnie z notą elektora saskiego, który postulował zwiększenie uprawnień króla jako warunek objęcia przez niego tronu polskiego. Planów tych jednak zaniechano. Po stolicy krążyły pogłoski o przygotowywanym zamachu na osobę króla w Warszawie 3 maja 1792 roku.
Przeciwko zamierzonej w konstytucji zmianie ustroju państwa 14 maja 1792 zawiązana została przez nieliczną grupę magnatów koronnych i litewskich konfederacja targowicka, która wezwała do obalenia monarchicznego ustroju Rzeczypospolitej, wprowadzonego postanowieniami Konstytucji 3 maja. Konfederaci zwrócili się o pomoc wojskową do Katarzyny II, która traktując nadal państwo polskie jako protektorat rosyjski, zdecydowała 18 maja o wkroczeniu wojsk rosyjskich w granice Rzeczypospolitej bez wypowiedzenia wojny. Stanisław August był głównym autorem tekstu Konstytucji 3 maja.

### Król Polski: 1792–1795

#### Wojna polsko-rosyjska 1792
Pomimo ostrzeżeń polskiego posła w Petersburgu Antoniego Augustyna Deboli o wrogich zamiarach cesarzowej Katarzyny II wobec Rzeczypospolitej, król nie dopuszczał do siebie myśli o możliwości rosyjskiej interwencji. Próby króla nawiązania negocjacji ze stroną rosyjską zakończyły się niepowodzeniem. 18 maja 1792 roku wojska rosyjskie wkroczyły do Rzeczypospolitej. Sejm Czteroletni powierzył Stanisławowi Augustowi naczelne dowództwo nad armią i 29 maja zalimitował swoje obrady. Sejm przyznał królowi 2 mln złotych polskich na wyprawę wojenną. Z przekazanych mu 600 tysięcy złp, których władca nie zdążył użyć w celach militarnych, po wojnie zwrócono jedynie 327 czerwonych złotych.
Rozpoczęła się wojna polsko-rosyjska, która trwała od maja do niemal końca lipca. Król Stanisław August Poniatowski został wielkim mistrzem ustanowionego przez siebie Orderu Virtuti Militari i z mocy prawa kawalerem Krzyża Wielkiego tego orderu. Wojska koronne, zmagając się z ogromną przewagą przeciwnika, odniosły kilka sukcesów (zwłaszcza na froncie ukraińskim, gdzie dowodził bratanek królewski ks. Józef Poniatowski), natomiast wojska litewskie na skutek zdrady swojego wodza (ks. Ludwika Wirtemberskiego) nie stawiły Rosjanom praktycznie żadnego oporu.

#### Przystąpienie do konfederacji targowickiej
Mając na uwadze dysproporcję sił oraz praktyczny brak szans kampanii obronnej, król (jako naczelny wódz) zgodnie z opinią Straży Praw postanowił o zaniechaniu oporu i przystąpieniu (podpisując akces) do konfederacji targowickiej 23 lipca 1792. Dwa dni wcześniej otrzymał list, w którym caryca Katarzyna wzywała go do przystąpienia do konfederacji. Akces do konfederacji targowickiej król ponowił pięć tygodni później (25 sierpnia 1792).
W korespondencji prywatnej z Katarzyną II władca miał na uwadze, że dalsze kontynuowanie oporu zbrojnego może spowodować zażądanie przez cesarzową spłaty długów prywatnych króla w wysokości ok. 30 mln złp, wpłacone przez imperatorową do prywatnej szkatuły monarchy. Pozbawiony pomocy zbrojnej swojego pruskiego alianta, król zwrócił się listownie do Katarzyny II, proponując jej wieczyste przymierze i ewentualną swą abdykację na rzecz wnuka carycy, Konstantego. W odpowiedzi cesarzowa podtrzymała swe poparcie dla konfederatów targowickich i zażądała przystąpienia króla do konfederacji. 23 lipca Straż Praw odpowiedziała się za wstąpieniem Poniatowskiego do konfederacji targowickiej. Popierając tę decyzję Hugon Kołłątaj powiedział: „Dziś jeszcze, Miłościwy Panie, przystąpić potrzeba do konfederacji targowickiej, nie jutro; każdy moment jest drogi, bo krew Polaków go oblewa”. 24 lipca władca złożył na ręce posła rosyjskiego Jakowa Bułhakowa żądany akces do konfederacji targowickiej.
Stanisław August Poniatowski już wcześniej za pośrednictwem podkanclerzego litewskiego Joachima Litawora Chreptowicza tajnie negocjował warunki zaprzestania działań wojennych z pozostałym w Warszawie posłem rosyjskim Jakowem Bułhakowem. Stosując się do nowej instrukcji wicekanclerza Imperium Rosyjskiego Iwana Andrejewicza Ostermanna, poseł rosyjski zredagował ostateczną wersję przedstawionego mu aktu przystąpienia króla do konfederacji targowickiej. Król stosując się do żądania dworu petersburskiego nie zwołał Straży Praw, konstytucyjnego organu państwa, ale swoją decyzję przedstawił na zebraniu ministrów Rzeczypospolitej 23 lipca 1792.
Na wieść o tym książę Józef Poniatowski odesłał mu swoje ordery Orła Białego i Świętego Stanisława. Decyzja monarchy spotkała się ze sprzeciwem i wzburzyła mieszkańców Warszawy. 24 i 25 lipca w Ogrodzie Saskim miały miejsce manifestacje patriotycznego mieszczaństwa i szlachty, na których wznoszono okrzyki Konstytucja nawet bez króla! 25 lipca marszałkowie sejmu Stanisław Małachowski i Kazimierz Nestor Sapieha złożyli do akt ziemskich na Zamku Królewskim w Warszawie uroczyste protesty przeciwko uznaniu przez króla konfederacji targowickiej za legalną władzę Rzeczypospolitej.
W tym samym czasie król nawiązał korespondencję z generałami rosyjskimi Michaiłem Kachowskim i Michaiłem Kreczetnikowem, prosząc ich usilnie o jak najszybsze zajęcie Warszawy. Obawiając się oporu garnizonu warszawskiego przeciwko wkraczającym wojskom rosyjskim i oddziałom targowiczan, 1 sierpnia król rozkazał Eustachemu Sanguszce zamknięcie broni ciężkiej w Arsenale Warszawskim.
Konfederaci targowiccy zajęli wówczas wszystkie województwa Rzeczypospolitej. Prusacy łamiąc przymierze wkroczyli do Wielkopolski w styczniu 1793.

#### II rozbiór Polski

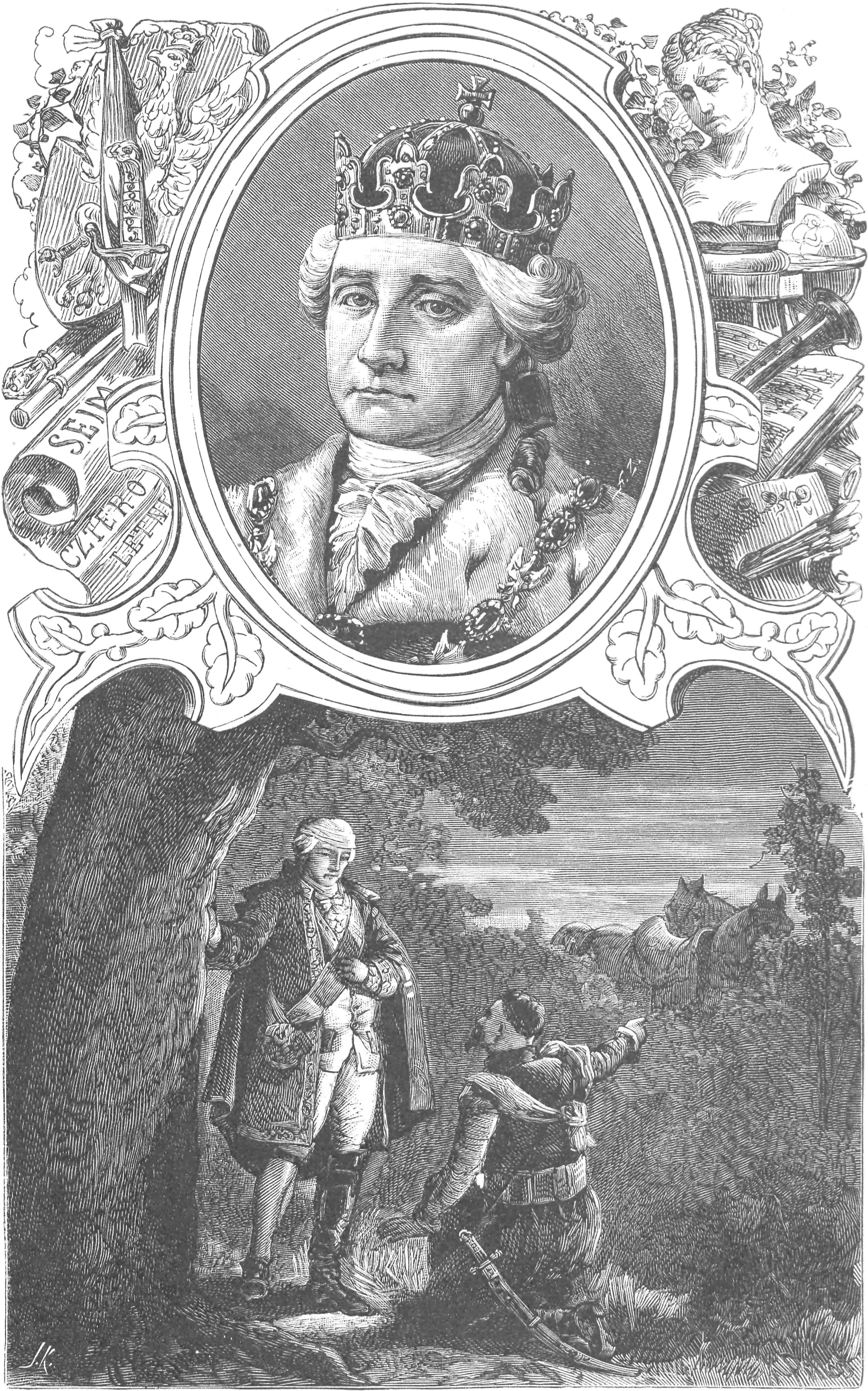
Stanisław August Poniatowski w cyklu Wizerunki książąt i królów polskich Ksawerego Pillatiego z 1888

Jeszcze przed II rozbiorem cała Rzeczpospolita była okupowana: Wielkopolska została zajęta przez Prusy, Warszawa przez Rosję. Okupacja wojskowa obcych mocarstw i rządy targowiczan (głównie przedstawiciele stronnictwa hetmańskiego na Sejmie Wielkim) były bardzo uciążliwe, toteż wśród ludności szybko narastało niezadowolenie i bunt. Zawiązywały się spiski przeciwko okupantom.
23 stycznia 1793 roku podpisany został w Petersburgu przez Prusy i Rosję II rozbiór Rzeczypospolitej. Austria nie brała udziału w II rozbiorze Polski, gdyż była zajęta wojną ze swymi sąsiadami (szczególnie z ogarniętą rewolucją Francją). Prusy chciały wynagrodzić sobie straty poniesione w walkach z Francją, natomiast Rosja w walkach z Turcją. 12 maja 1793 roku król wysłał list do Katarzyny II, w którym ponownie wyraził chęć abdykacji, gdyż nie widzi możliwości służenia swojemu krajowi z honorem. Cesarzowa w liście do posła rosyjskiego Jakoba Sieversa uzależniła załatwienie abdykacji zgodnie z życzeniem króla od zakończenia obecnego kryzysu. Król bezskutecznie próbował się porozumieć z Sieversem za plecami przywódców konfederacji targowickiej. Celem Stanisława Augusta był powrót do przymierza polsko-rosyjskiego i dlatego w rozmowach z dyplomatą rosyjskim władca usprawiedliwiał się, że w czasie Sejmu Czteroletniego, był zmuszany do podjęcia kroków przeciwnych tej linii politycznej.
W obliczu kryzysu bankowego w Polsce w 1793 roku król, będąc zadłużony na ponad 30 mln złp stracił zdolność pozyskiwania nowego kredytu. Po miesięcznych wahaniach Stanisław August, nakłaniany przez Sieversa zgodził się ostatecznie wyjechać do Grodna (wyjechał z Warszawy 4 kwietnia 1793), przyjmując z rąk posła rosyjskiego 20 tys. złp na koszty podróży. Monarcha powiedział wtedy jednemu ze swoich zaufanych dworzan, że z pewnością podpisze przedstawiony mu traktat rozbioru, nie przestając publicznie rozgłaszać, że nigdy tego nie uczyni.
W czerwcu 1793 roku został zwołany ostatni sejm w Grodnie. Poseł rosyjski zmusił króla do wydania uniwersałów na sejmiki w dniu 3 maja 1793 roku. 12 lipca król zmuszony został do wyznaczenia 31 członków deputacji sejmowej, której zadaniem było podjęcie pertraktacji z Sieversem.
W celu sprawnego przeprowadzenia traktatów podziałowych, 15 września 1793 z inicjatywy posła rosyjskiego Jakoba Sieversa zawiązano konfederację grodzieńską przy majestacie Stanisława Augusta. Sejm po wyłoneniu deputacji traktatowych dla przeprowadzenia II rozbioru, 22 lipca przeprowadził cesję terytorium Rzeczypospolitej na rzecz Rosji, a w nocy z 23 na 24 września 1793 roku na rzecz Prus. Sejm grodzieński zajął się też sprawą długów królewskich, które oceniono na 33 mln złotych polskich. Sievers narzucił sejmowi uchwałę, w której skarby Korony i Litwy zobowiązywały się zaspokoić ratami wierzycieli monarchy. Na sejmie król optował za tym, żeby wyznaczyć jedynie dolny limit liczebności wojska Rzeczypospolitej. Jak argumentował: z myśli to wyrzucić, abyśmy mogli takie wojsko utrzymywać, jakim byśmy się sile sąsiadów naszych oprzeć zdołali. Stanisław August powrócił do Warszawy 3 grudnia 1793 roku.
W wyniku upadku banków warszawskich w 1793 roku zadłużony król pozbawiony został kredytu i zmuszony został przyjąć darowiznę z kasy ambasady rosyjskiej w wysokości 400 tys. złp gotówką. Po podpisaniu traktatu cesyjnego z Rosją król uściskał Sieversa dwa razy, tulił go do piersi i wylewał łzy radości.
7 stycznia 1794 pod presją Katarzyny II król wydał uniwersał, w którym wprowadził zakaz noszenia odznak Orderu Virtuti Militari, nakazując posiadaczom ich zwrot wraz z dyplomami do Rady Nieustającej. Jednocześnie zapowiedział wysłanie do carycy poselstwa z wyrazami najgłębszego żalu, iż mogło przystąpić choć na moment najnieszczęśliwsze Polski posądzenie o sentymentach żadnej odmianie niepodległych, którym towarzyszy najdokładniejsza ufność w spaniałości i opiece Wielkiej Katarzyny.

#### Insurekcja kościuszkowska 1794
W marcu 1794 wybuchło powstanie narodowe przeciwko Rosji i Prusom, kierowane przez gen. Tadeusza Kościuszkę, który w latach 1775–1783 był uczestnikiem wojny o niepodległość Stanów Zjednoczonych, a w 1792 dowodził w bitwie pod Dubienką.
Stanisław August w liście do ks. Józefa Poniatowskiego z 19 marca uznał za swój obowiązek trzymać z Rosjanami. Dowiedziawszy się o działaniach Kościuszki, uznał go za rebelianta, którego musi zwalczać jako aliant Rosji. 2 kwietnia król podpisał uniwersał przeciwko powstaniu, przygotowany przez Departament Sprawiedliwości Rady Nieustającej. W akcie tym król potępiał rewolucję francuską, wzywał naród do opamiętania i przestrzegał przed wiarą w pomoc francuską.
Po insurekcji warszawskiej, gdy zdobyto ambasadę rosyjską w Warszawie i przejęto dokumenty świadczące o pobieraniu przez otoczenie Stanisława Augusta stałej pensji rosyjskiej – król stał się faktycznie zakładnikiem powstańców i zamknął się w zamku.
Kościuszko polecił odebrać królowi mennicę i usuwać wizerunek władcy z wybijanych monet, uznał też, że nie może on wchodzić do władz powstania.
8 maja 1794 król udał się na Pragę, by obejrzeć roboty fortyfikacyjne. W tym samym czasie rozpuszczono w Warszawie pogłoskę, że król ucieka ze stolicy oraz o nadciąganiu wojsk rosyjskich i pruskich pod miasto. Tłum opanował Arsenał i zdobył broń. Obawiano się, że Stanisław August wzorem Ludwika XVI przygotowuje ucieczkę do wroga. Ostrzeżony władca powrócił do zamku, jednak przed wejściem spotkał się ze wzburzeniem tłumu. Wśród okrzyków Niech żyje król, ale niech nie ucieka! i Niech ginie zdrajca! ktoś wystrzelił niecelnie do monarchy. W ostatniej chwili Onufry Kicki podbił strzelbę. Od tej pory przydzielono władcy asystę składającą się z mieszczan. Pod presją ulicy zdarzenie to przyspieszyło osądzenie targowiczan i ich egzekucję 9 maja.
Po rzezi Pragi nawiązał pertraktacje kapitulacyjne z Aleksandrem Suworowem, który pozwolił zachować królowi 1-tysięczną gwardię. 1 grudnia 1794 zlikwidował Szkołę Rycerską. Katarzyna II zażądała jego wyjazdu do Grodna. 7 stycznia 1795 roku władca opuścił Warszawę pod rosyjską eskortą wojskową. 12 stycznia przyjechał do Grodna, gdzie bezpośredni nadzór nad nim pełnił gen. Bezborodko.

#### III rozbiór Polski

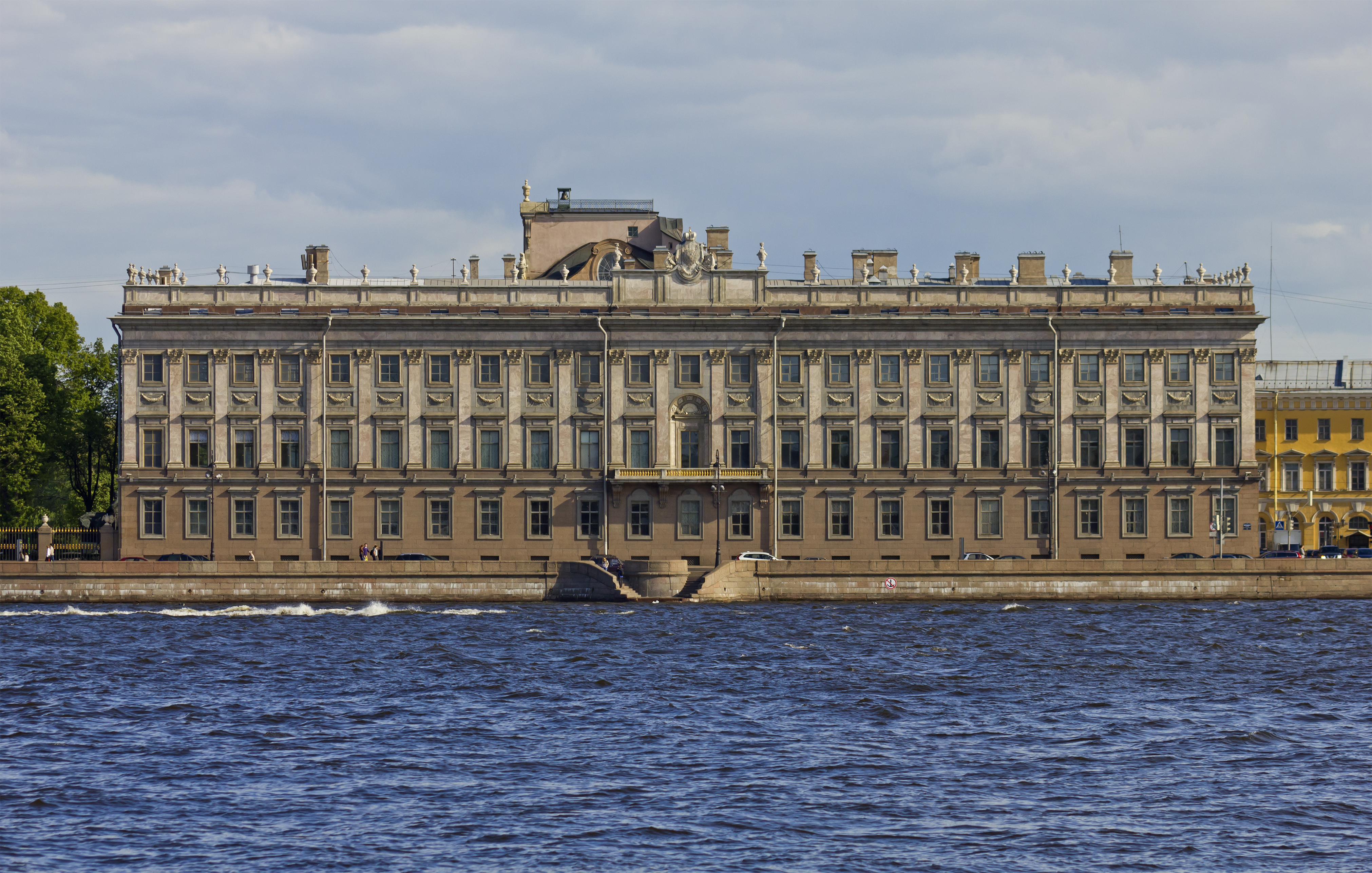
Pałac Marmurowy, miejsce zamieszkania zdetronizowanego Stanisława Augusta w Petersburgu

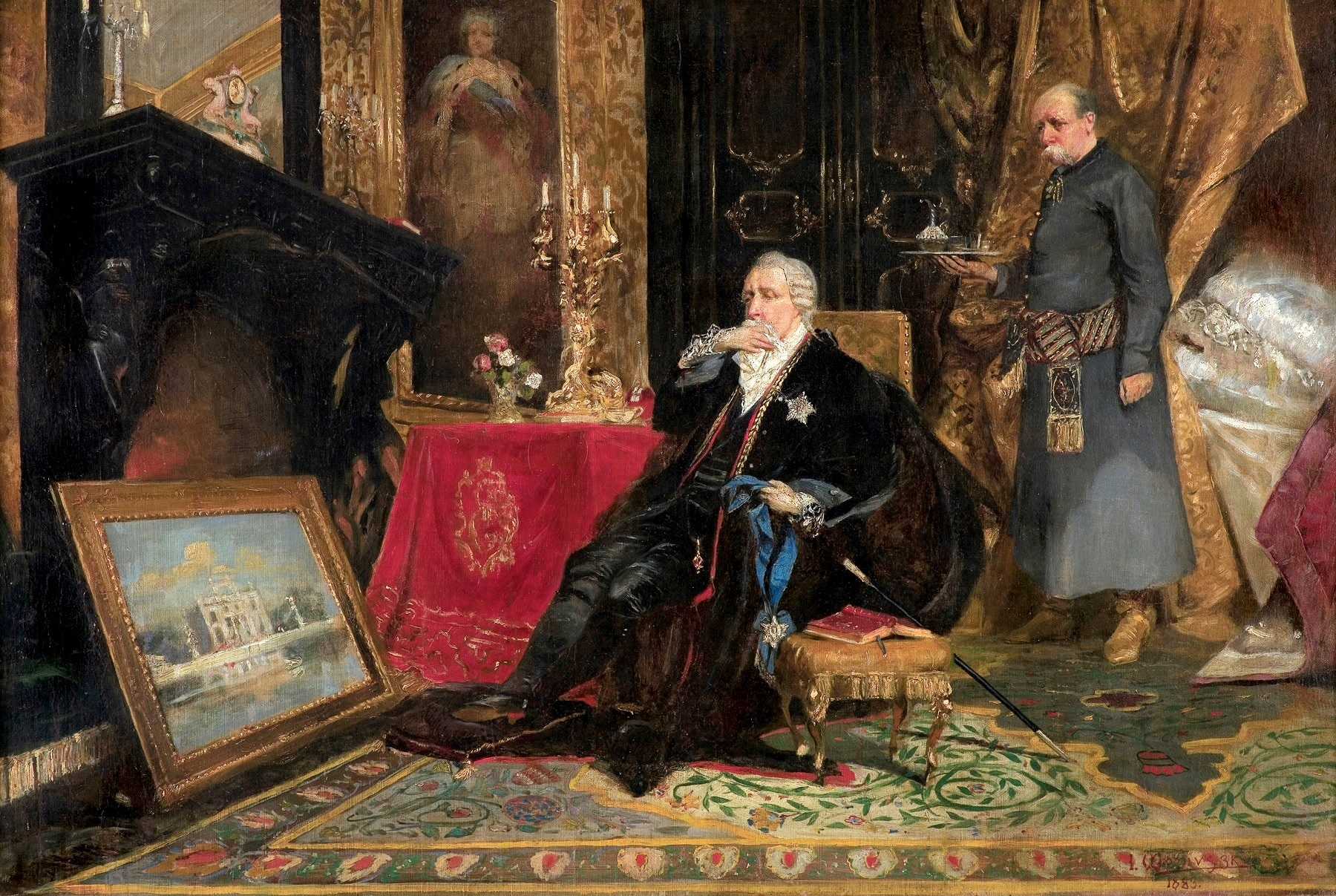
Stanisław August Poniatowski w Petersburgu, obraz pędzla Jana Czesława Moniuszki z 1883 roku

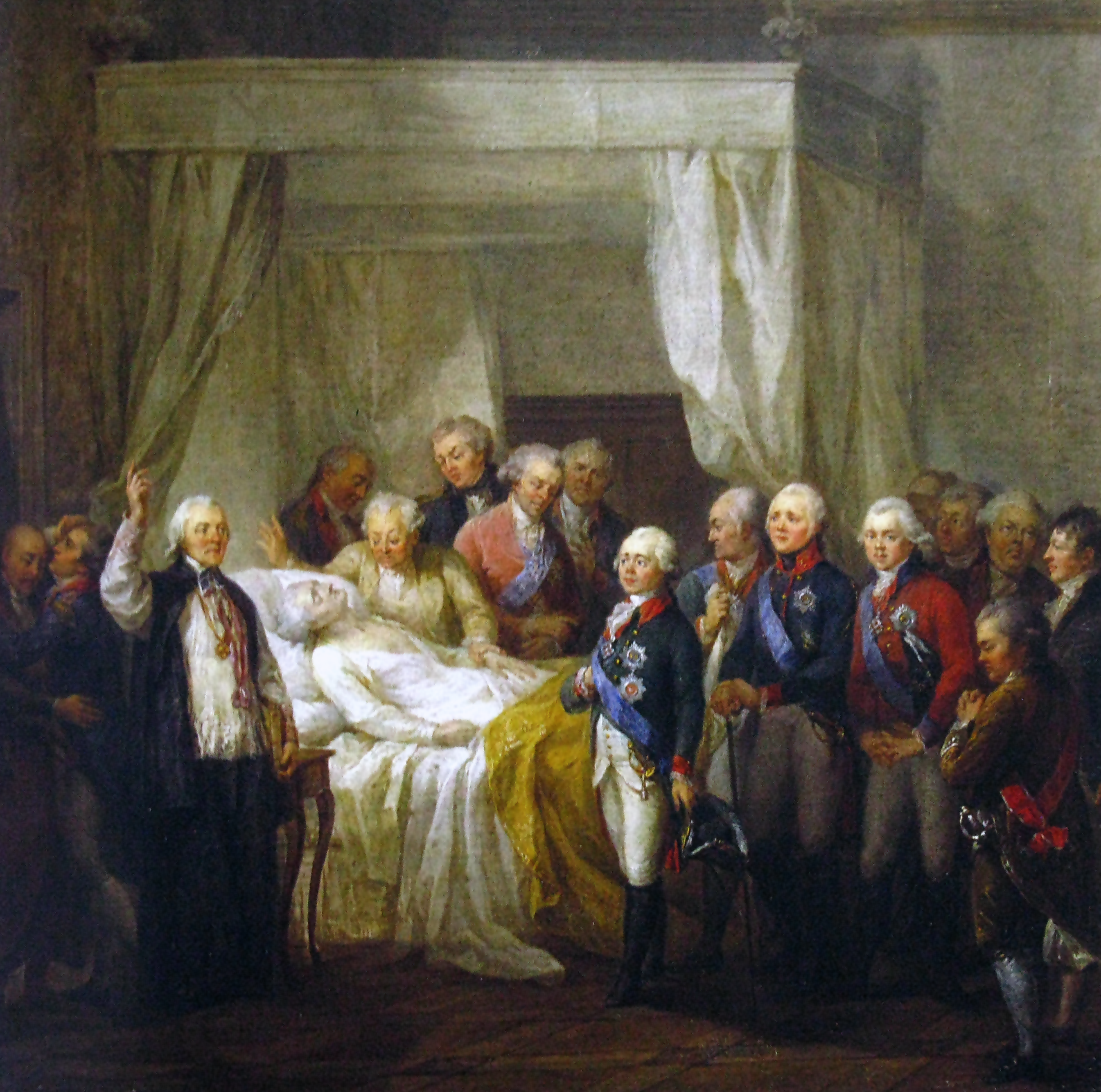
Śmierć Stanisława Augusta Poniatowskiego, obraz pędzla Marcello Bacciarellego

Po upadku powstania, 24 października 1795 nastąpiło podpisanie III rozbioru Rzeczypospolitej przez Rosję, Austrię i Prusy. I Rzeczpospolita przestała istnieć jako państwo. Caryca Katarzyna II zażądała od Poniatowskiego abdykacji, której akt, po pewnych zmianach podpisał 25 listopada 1795 (w dniu imienin Katarzyny II) i w 31 rocznicę swojej koronacji. Otrzymywał od carycy stałą pensję. 15 stycznia 1797 roku mocarstwa rozbiorowe zawarły konwencję, w myśl której Rosja i Austria przejęły po 2/5, a Prusy 1/5 długu króla w wysokości 40 milionów złotych polskich. Trzy dwory podjęły zobowiązanie wypłaty dożywotnio 200 tysięcy dukatów rocznie.

### Po abdykacji (1796–1798)
Po śmierci cesarzowej Katarzyny II (17 listopada 1796 roku) tron rosyjski objął życzliwy Poniatowskiemu cesarz Paweł I Romanow, który zaprosił go do Petersburga. Przybył tam 10 marca i zamieszkał w Pałacu Marmurowym. Była to rezydencja wzniesiona w latach 1768–1785 dla faworyta Katarzyny II Grigorija Orłowa. Jej budowniczym był Antonio Rinaldi. Pałac został ostatecznie wykończony już po śmierci Orłowa, któremu nigdy nie było dane w nim zamieszkać. Do wystroju wnętrz i fasady budynku użyto różowych marmurów syberyjskich. W chwili powstania Pałac Marmurowy ustępował swoim przepychem jedynie Pałacowi Zimowemu, ale po przybyciu Stanisława Augusta okazało się, że siedziba wymaga gruntownych napraw wewnętrznych z powodu panującej tam wilgoci oraz braku odpowiednich mebli i sprzętów. Pałac Marmurowy był rezydencją króla w miesiącach zimowych. Latem przenosił się on do Pałacu Kamiennoostrowskiego na Wyspie Kamiennej.
Król szybko został wciągnięty w petersburskie życie dworskie. W swojej rezydencji przyjmował arystokrację, dostojników dworskich, przedstawicieli korpusu dyplomatycznego oraz licznych gości polskich, m.in. zwolnionych przez cara uczestników insurekcji kościuszkowskiej, których wspierał finansowo. Uczestniczył w uroczystościach koronacyjnych Pawła I w Moskwie. Zmarł w Petersburgu 12 lutego 1798 nagłą śmiercią po wypiciu zawartości filiżanki. Przyczyną śmierci był atak apoplektyczny. W chwili śmierci był bardzo zadłużony. Został pochowany w kościele św. Katarzyny w Petersburgu.

### Losy szczątków

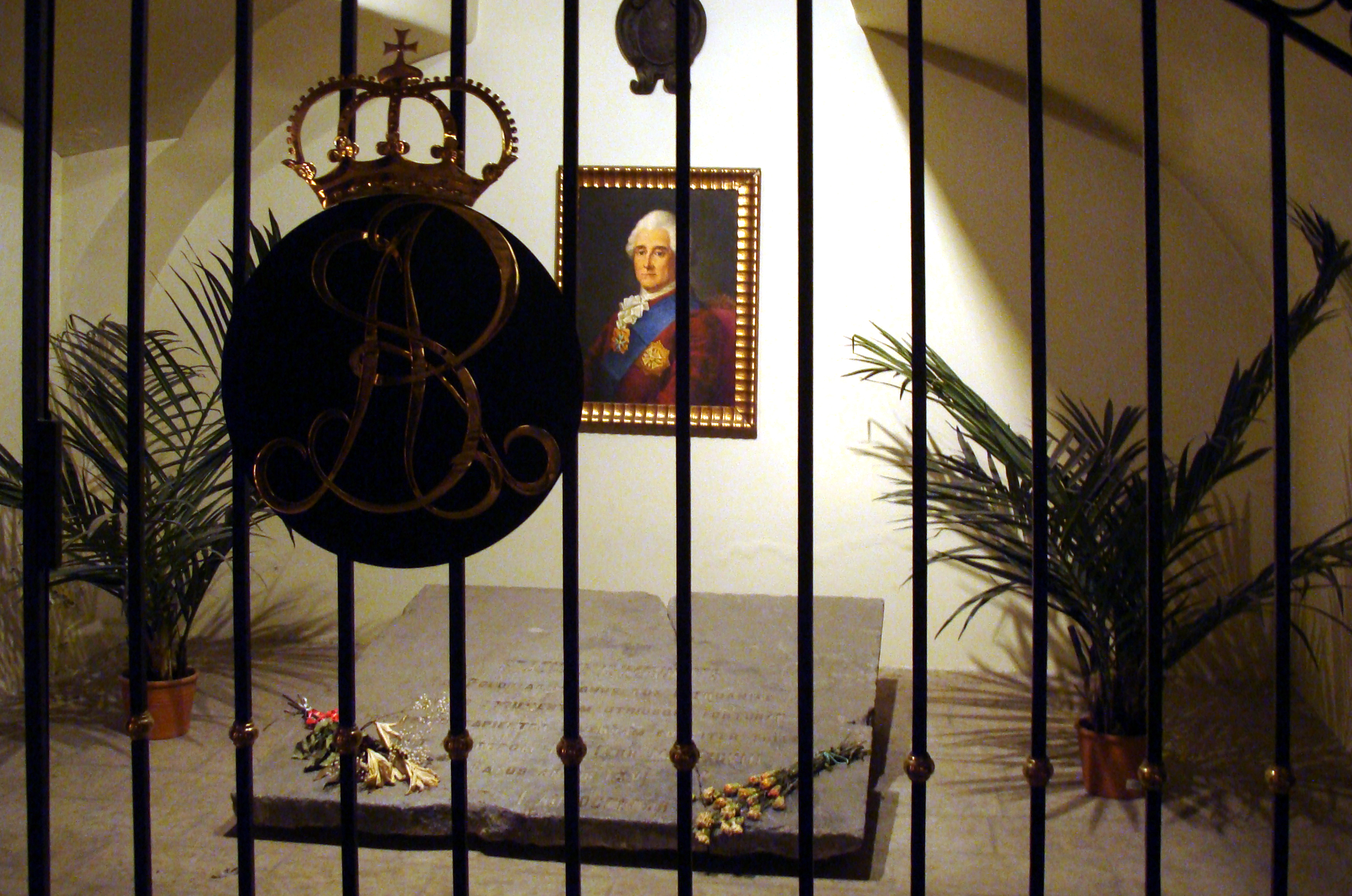
Pierwotne miejsce pochówku Stanisława Augusta Poniatowskiego w kościele św. Katarzyny w Petersburgu, 2015 r.

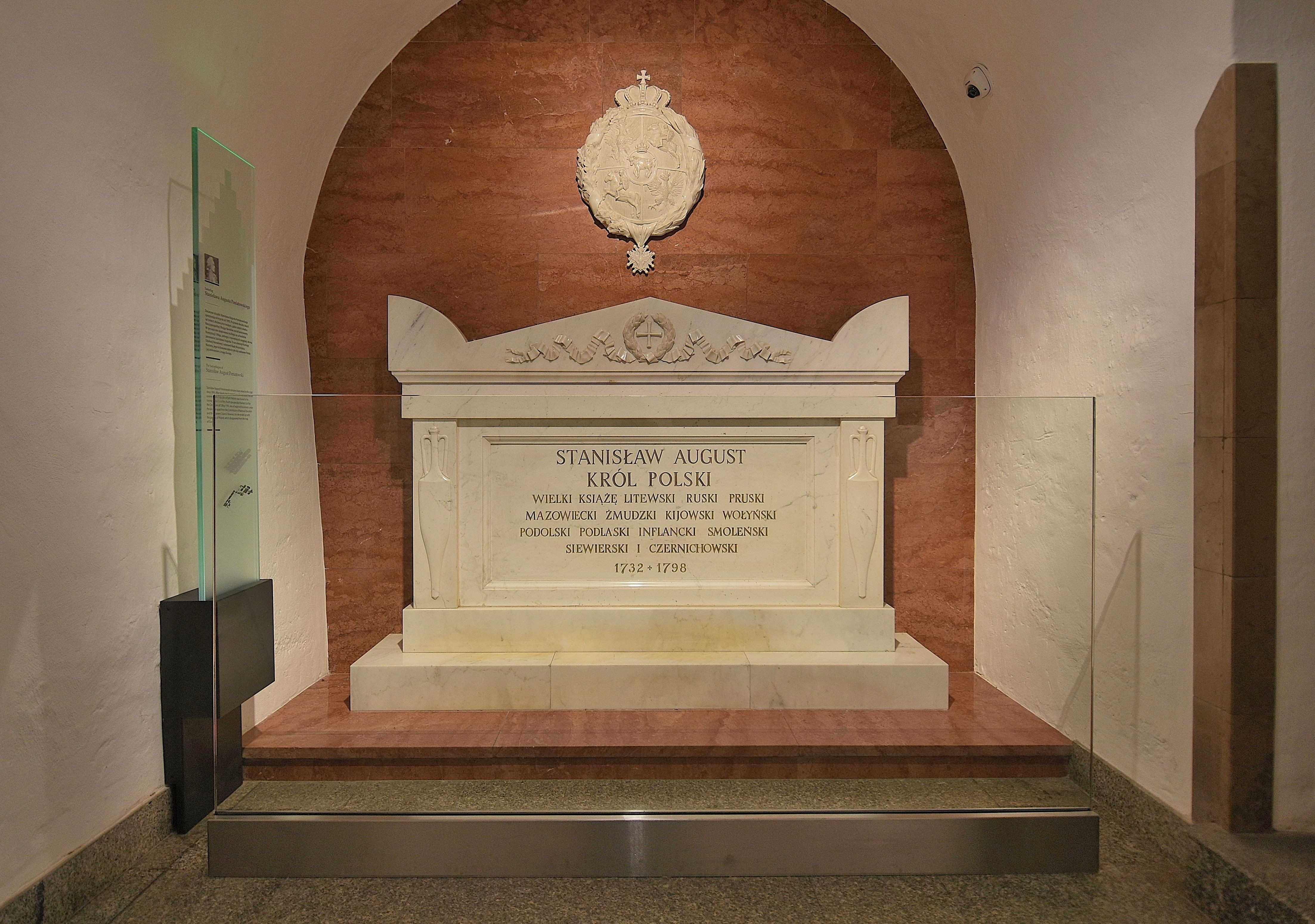
Grobowiec Stanisława Augusta Poniatowskiego w podziemiach bazyliki archikatedralnej św. Jana Chrzciciela w Warszawie

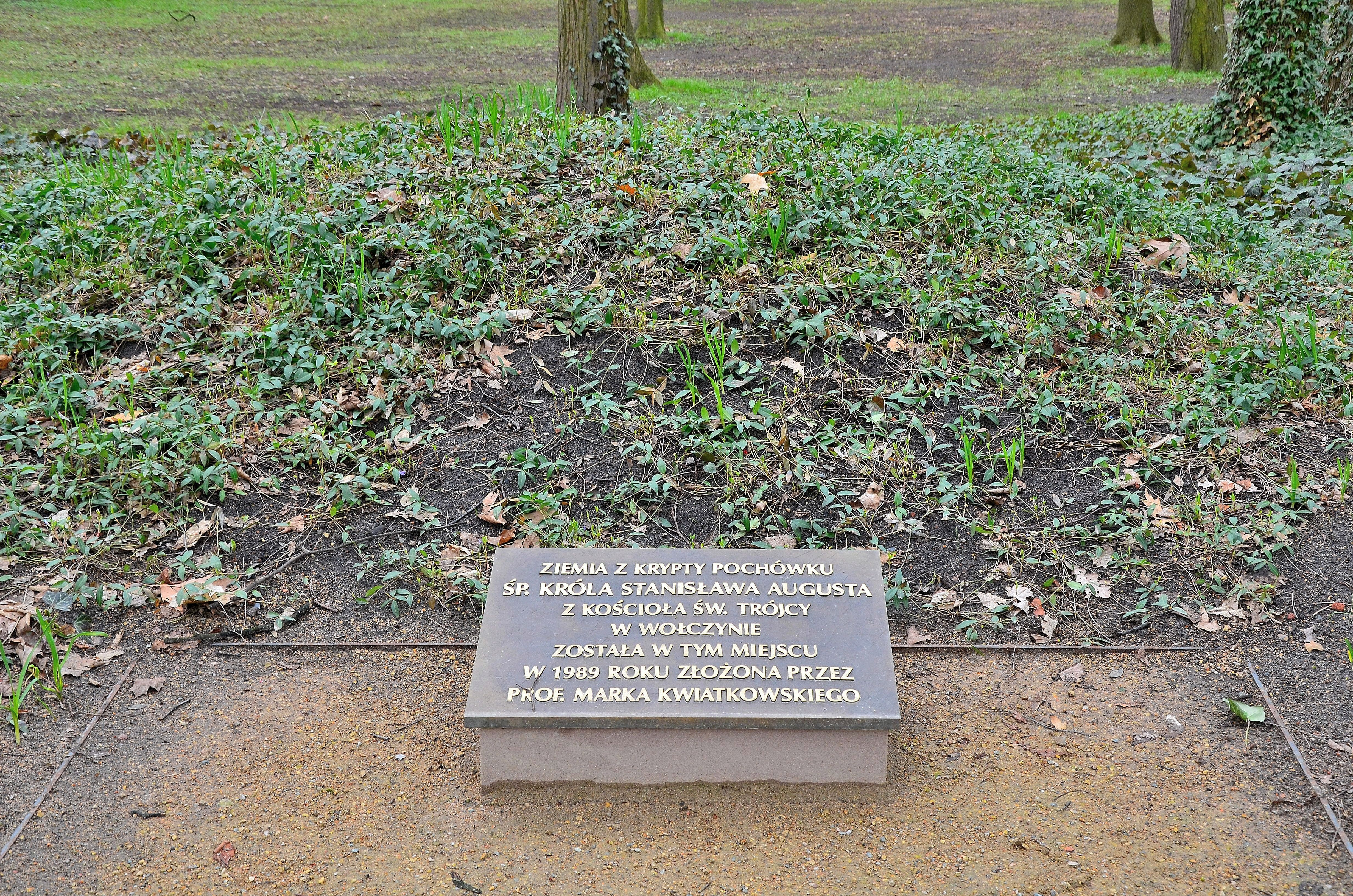
Tablica upamiętniająca miejsce rozsypania w 1989 ziemi z krypty pochówku króla w kościele Świętej Trójcy w Łazienkach Królewskich w Warszawie

Sarkofag Stanisława Augusta pozostawał w kościele św. Katarzyny aż do czasu, gdy władze Leningradu postanowiły zlikwidować świątynię w 1938. Wówczas to w następstwie działań konsula RP trumna i dwie urny z ziemskimi szczątkami króla oraz insygnia zostały przekazane Polsce przez władze sowieckie, przetransportowane do kraju i w lipcu tego samego roku złożone w tajemnicy w niszy kościoła Trójcy Przenajświętszej w rodzinnym Wołczynie. Miejsce to, znajdujące się obecnie na terytorium Białorusi, władze sanacyjne wybrały oficjalnie ze względu na fakt, że tam właśnie przyszły monarcha został ochrzczony. Spekuluje się jednak, że kierowały się one głównie obawą, że jawny pogrzeb monarchy w dużym ośrodku miejskim byłby świętowany przez środowiska endeckie.
We wrześniu 1939 po wkroczeniu do miasteczka Armii Czerwonej grobowiec został splądrowany, a sarkofag zniszczony. W takim pogarszającym się ciągle stanie pozostawał on do 1987, kiedy to konserwatorzy z muzeum w Grodnie uporządkowali zrujnowany gmach. W 1988 domniemane fragmenty szczątków trumny Stanisława Augusta i jego szat zebrane w kaplicy władze sowieckie po raz kolejny przekazały do Polski. 15 grudnia 1988 przywiozła je z Mińska delegacja pod kierownictwem Aleksandra Gieysztora. Zostały one początkowo wystawione w pałacu Na Wyspie w Łazienkach Królewskich, a następnie złożone na Zamku Królewskim w Warszawie. Propozycja pochowania króla w bazylice archikatedralnej św. Jana Chrzciciela w Warszawie spotkała się m.in. ze sprzeciwem hierarchii kościelnej ze względu na jego przynależność do masonerii.
Ostatecznie jego uroczysty pogrzeb w archikatedrze św. Jana odbył się 14 lutego 1995. Przywiezione z Białorusi szczątki z kaplicy w Wołczynie pochowano w symbolicznym grobowcu w podziemiach katedry. Autorem projektu grobowca króla był Robert Kunkel.
Wcześniej, w 1989, niewielka ilość ziemi z krypty pochówku króla została złożona przez Marka Kwiatkowskiego w Łazienkach, w miejscu planowanego przez króla mauzoleum (na północ od pawilonu zachodniego pałacu Na Wyspie). W 1992 w tym miejscu odsłonięto brązowe popiersie Stanisława Augusta Poniatowskiego (w 2013 przeniesione w pobliże Białego Domku). Obecnie znajduje się tam tablica pamiątkowa.

## Twórczość
Stanisław August był także pisarzem politycznym i mówcą, pamiętnikarzem, tłumaczem, epistolografem i mecenasem sztuki. W twórczości literackiej posługiwał się zazwyczaj jednym z kilku pseudonimów: Eques Salsinatus; Miłośnicki; Salisantus Magnus; Un bon citoyen.

### Ważniejsze mowy i utwory
1. Anecdote historique. Fragmenty powiastki filozoficznej, powst. 1763, rękopis: Biblioteka Czartoryskich, sygn. 798
2. Mowa po złączeniu się Izby Poselskiej z Senatorską, przy oddaniu Pieczęci Koronnych i Litewskiej, d. 4 Decembris anno 1764 siedząc na tronie miana, brak miejsca wydania 1764
3. Mowa Króla JMci na sejmie dnia 23 Septembris 1766 miana, brak miejsca wydania 1766; w czasie tegoż sejmu Stanisław August ogłosił ponadto osobną mową dat. 11 października 1766
4. Considérations d’un bon citoyen sur les mémoires russe et prussien du 11 novembre, powst. 11/12 listopada 1766; ogł. [w:] Mémoires, t. 1, Petersburg, s. 547–552 (zobacz poz. 23); pamflet rozrzucany był w anonimowych rękopisach
5. Mowa JKMci na sejmie d. 12 8bris miana, brak miejsca wydania (1767)
6. (Uwagi nieinteresownego obywatela), powst. I połowa roku 1768; streszcz. niemieckie: Lipsk 1777
7. Mowa, którą Król JMć PNM miał dnia 5 maja na sejmie 1773 (oraz:) Nota a Ministerio JKmci Rzplitej podana ministrom Dworu Wiedeńskiego, Petersburskiego i Berlińskiego, brak miejsca wydania 1773; w czasie tegoż sejmu ogł. ponadto osobne mowy dat.: 10 maja (2 wydania), 12 maja, 14 maja; przekł. niemiecki 1773
8. Mowa JKM, miana za królobójcami w Izbie Senatorskiej dnia 2 sierpnia 1773, brak miejsca wydania 1773; przekł.: francuski (1773), niemiecki: Warszawa 1773
9. Mowa Króla JMci na sesji sejmowej dnia 29 Augustii miana, brak miejsca wydania 1776, w czasie tegoż sejmu ogł. ponadto osobno mowę dat. 23 września; przekł.: francuski 1776, niemiecki 1776
10. Mowa JKMci w Stanach Zgromadzonych na sejmie dnia 23 Octobra 1782 miana, brak miejsca wydania 1782 (3 wydania)
11. Mowa JKMci miana na sejmie grodzieńskim przed rozłączeniem Izb dnia 23 Octobra 1784, Warszawa 1784; także, [w:] Zbiór mów w czasie sejmu... 1784 mianych w Grodnie, Wilno 1784, s. 65–80
12. Odpowiedź Jego Królewskiej Mości na mowę Książęcia Prymasa, [w:] Powitanie Najjaśniejszego Pana powracającego do stolicy z podróży kaniowskiej, przez JOXcia Imci Prymasa w kościele kolegiaty warszawskiej d. 22 lipca r. 1787 (Warszawa 1787)
13. Mowa JKMci po złączeniu się Izb dnia 7 paźdz. i Akt Konfederacji Generalnej Obojga Narodów, Warszawa 1788; mowa wyd. także osobno: Warszawa 1788; w czasie Sejmu Czteroletniego ogł. ponadto osobno „Mowy” i „Głosy” dat.: 2 z roku 1788, 4 z roku 1789, 3 z roku 1790, 1 z roku 1791 i 2 z roku 1792; przekł.: francuski 1788, niemiecki 1788
14. List Najjaśniejszego Pana do Króla Jego Mości Pruskiego d. 17 marca 1790 r. pisany, brak miejsca wydania 1790
15. Pismo ważne ze strony Króla, brak miejsca wydania 1790; tekst ten rejestruje Estreicher XXV (1913) 20, powołując się na egz. Biblioteki Krasińskich
16. Reforma konstytucji, powst. przed 3 marca 1791, rękopis (autograf A. Linowskiego pisany „pod dyktatem króla”): Archiwum Główne Akt Dawnych (Archiwum Wilanowskie, sygn. 98, s. 785–810); projekt konstytucji oparty na wcześniejszych projektach redagowanych przy współpracy S. Piattolego (rękopisy Archiwum Głównego Akt Dawnych, Archiwum Wilanowskie, sygn. 197, s. 657–684, 689–706, 723–725; sygn. 98, s. 829–832); projekt ten stał się podstawą „Uchwały rządowej” z 3 maja 1791
17. Lettre du Roi de Pologne à l’Assemblée Nationale, avec les détails de la révolution arrivée dnas ce pays, envoyé par lui-même (Paryż) 1791
18. Mowa JKM. dnia 3 miesiąca maja roku 1792 w kościele Świętego Krzyża miana (Warszawa 1792)
19. Kopia listu królewskiego do JW. Stanisława Szczęsnego Potockiego, generała artylerii konnej, marszałka konfederacji generalnej d. 24 lipca 1792 r. z Warszawy pisanego (oraz:) kopia responsu JW. Potockiego na list Jego Królewskiej Mości d. 24 lipca pisany, Dubno 1792
20. Zdanie o królu polskim, powst. listopad-grudzień 1792, wyd. (Gdańsk, przed 16 lutego 1793); także z rękopisu Biblioteki Polskiej w Paryżu, sygn. 31 (z popr. króla) ogł. (pod nazwiskiem M. Wolskiego) B. Zaleski, razem z pismem Wolskiego (odpowiedź na zarzuty uczynione Stanisławowi, królowi polskiemu), pod wspólnym tytułem: Obrona Stanisława Augusta, „Rocznik Towarzystwa Historyczno-Literackiego w Paryżu. R. 1867”, Paryż 1868; rękopisy Archiwum Główne Akt Dawnych (Archiwum Królestwa Polskiego), sygn. 364, 356 k. 799-835 i 839-873, sygn. 359 k. 77-95; szkic drugiego tomiku „Zdania” zachowany był w Archiwum jak wyżej, pudło 90, k. IV, nr 12; wersja francuska (brak daty)
21. Kopia listu JKMci do Marszałka Konfederacji O. N. z Warszawy d. 18 lutego 1793 (oraz:) kopia listu Xcia Poniatowskiego prymasa do Generała Artylerii Marszałka Konfederacji d. 18 lutego 1793 z Warszawy, brak miejsca wydania 1793
22. Głos Najjaśniejszego Króla Imci na sejmie extraordynaryjnym w Grodnie, po notach od posłów JP. Sieversa rosyjskiego i Buchholtza pruskiego, d. 20 czerwca roku 1793 miany, Warszawa 1793 (2 wydania); także, [w:] Zbiór mów sejmu extraordynaryjnego roku 1793 dnia 17 czerwca w Grodnie zaczętego, Warszawa 1793; w czasie tegoż sejmu ogł. ponadto osobno mowy dat.: 17 i 26 lipca oraz 10 i 17 sierpnia; przekł. francuski 1793
23. Mémoires, t. 1-10, powst. w latach 1771–1797; t. 1-8 wyd. S.M. Goriainow: Mémoires du roi Stanislas-Auguste Poniatowski, t. 1 (dot. lat 1732–1773), Petersburg 1914; t. 2 (dot. lat 1771–1779), Leningrad 1924 (s. 1–660 wydrukowano w Petersburgu 1915, s. 661–726, 4 nlb. i tablice dodruk. w roku 1924; egz. Ossolineum sygn. 186829, złożony tylko z partii wydruk. w roku 1915, posiada specjalną kartę tytułową dodruk. we Lwowie 1922 z adresem: Petersburg 1915); niewydane t. 9-10 dot. powstania kościuszkowskiego i podróży do Moskwy; przekł. polski, t. 1-2, dotyczą lat 1732–1758: Pamiętniki Stanisława Augusta, tłum. B. Zaleski, wyd. J. I. Kraszewski, Drezno 1870 „Biblioteka Pamiętników i Podróży po Dawnej Polsce” nr 3 (według rękopisu Mémoires z Biblioteki Czartoryskich, kopia w Bibliotece Polskiej w Paryżu, sygn. 30); wyd. następne: Warszawa 1903 (dodatek do „Kuriera Codziennego”); pierwodruk t. 1 (skrócony) pt. Młodość i wychowanie Stanisława Augusta, ogł. tłumacz w „Roczniku Towarzystwa Historyczno-Literackiego w Paryżu. R. 1866” Paryż 1867, s. 232–278 – Pamiętniki króla Stanisława Augusta, t. 1, cz. 1 (t. 1-2 rękopisu jak wyżej); przekł. dokonany z upoważnienia Cesarskiej Akademii Nauk w Piotrogrodzie pod red. W. Konopczyńskiego i S. Ptaszyckiego, Warszawa 1915 (według wyd. Goriainowa, tłum. dokonane także w oparciu o przekł. B. Zaleskiego); przekł. niemiecki: t. 1-4, Monachium (1917); wyd. fragmentaryczne: Mémoires de Stanislas-Auguste Poniatowski... et sa correspondance avec l’impératrice Catherine II, Poznań 1862 (z rękopisów po M. Wolskim w Bibliotece Polskiej w Paryżu, sygn. 38, dot. lat 1760–1763, 1787; obok tekstu oryginalnego przekł. polski); przekł. rosyjski (fragm.) 1808; fragmenty rękopisów pamiętników zachowane zostały także w Archiwum Głównym Akt Dawnych: Archiwum Królestwa Polskiego: pudło 89, nr 39 – fragm. brulionu, t. 4 czystopisu; pudło 91, k. VIII, nr 12.

Litteraria Stanisława Augusta: bajka Celestyn reformat warszawski i poemacik Invocatio Musarum (pisane prozą podzieloną na wiersze) oraz szkic poematu na zniesienie zakonu jezuitów, z nieistniejącej obecnie teki litterariów królewskich (przechowywanej przed rokiem 1944 w Bibliotece Narodowej, sygn. 262) ogł. S. Tomkowicz, [w:] Stanisław August jako poeta, „Czas” 1879 nr 83-84 i osobno Kraków 1879; przedr. [w:] Z wieku Stanisława Augusta (t. 1), Kraków 1882; bruliony niektórych litterariów zachowane w rękopisie Biblioteki Czartoryskich, sygn. 938. Królowi przypisywano także inne utwory poetyckie (W. Gomulicki: Poeci na tronie polskim, [w:] Kłosy z polskiej niwy, Warszawa 1912).
Ponadto Stanisław August pozostawił też pisma urzędowe: instrukcje, listy okólne, rozporządzenia, uniwersały – zobacz Estreicher XXV (1913), 15-27 oraz dodatki i sprostowania do t. XXV. Miał także pisywać w „Monitorze”; jest uznawany za autora nr 46 z roku 1769 (podpisanego pseudonimem: Miłośnicki).
Z rękopisów jego mów sejmowych i przemówień zachowano m.in.: zbiór mów z lat 1761–1793 w Archiwum Głównym Akt Dawnych (Archiwum Królestwa Polskiego, sygn. 207), 12 mów z lat 1773–1781 z własnoręcznymi uwagami króla w rękopisie Ossolineum, sygn. 5832/III. Bardziej szczegółowe dane o rękopisach Stanisława Augusta podaje P. Bańkowski: Archiwum Stanisława Augusta, Warszawa 1958.

### Przekłady
1. W. Shakespeare: Essai du traduction de César de..., powst. 1753, z rękopisu Biblioteki Jagiellońskiej, sygn. 911, s. 81–95 ogł. L. Bernacki: W. Shakespeare, Julius Caeser ins Französische übersetzt von Stanislaus August Poniatowski... Aus der Handschrift mie Einleitung und Fascimile herausgegeben von..., „Jahrbuch der Deutschen Shakespeare-Gesellschaft”, Berlin-Schöneberg 1906, s. 187–202 i osobno Weimar 1906; przedr. [w:] Teatr, dramat i muzyka za Stanisława Augusta, t. 2, Lwów 1925
2. Allégorie traduite de l’anglois (L’Esprit et le Savoir furent enfants d’Apollon de différentes mères...), rękopis jak wyżej, niewydano (tłum. lekcyjne)
3. Q. Horatius Flaccus: Próbki przekładu pieśni, ogł. S. Tomkiewicz, [w:] Stanisław August jako poeta, „Czas” 1879 nr 83-84 i osobno Kraków 1879; przedr. [w:] Z wieku Stanisława Augusta (t. 1), Kraków 1882
4. A. Naruszewicz: Traduction libre de la cantate exécutée en langue polonaise à l’inauguration de la statue du roi Jaen Sobieski, Warszawa (1788), rękopis: Biblioteka Czartoryskich, sygn. 938, s. 391–398 (druk anonimowy)
5. S. Trembecki: Traduction d’un hymne militaire, powst. 1791à, z autografu Biblioteki PAN Kraków, sygn. 2665 I, k. 8, ogł. E. Rabowicza: Stanisław Trembecki w świetle nowych źródeł, Wrocław 1965 Instytut Badań Literackich PAN. Studia z okresu oświecenia nr 3, s. 348
6. A.G. Rezzonico della Torre: Traduction du sonnet italien que le Cte... adressa à Catherine II, lors de son expédition navale destinée à porter la guerre dans l’Archipel. (Je crois voir couvert de son armure...), autograf: Archiwum Główne Akt Dawnych (Archiwum Królestwa Polskiego, sygn. 356, k. 951); przekład na język franc. składający się z 35 białych wierszy

### Wybrane listy i materiały
1. Komplet korespondencji z Katarzyną II 1764–1796 wyd. Zofia Zielińska: Correspondence de Stanislas-Auguste avec Catherine II et ses plus proches collaborateurs (1764-1796), ed. Zofia Zielińska, Wydawnictwo Arcana, Kraków 2015, s. 724.
2. Do Ch. Williamsa z roku 1756, ogł. i przełożył Earl of Ilchester, Langford-Brooke: Correspondence of Catherine the Great when Grand-Duchess, with sir Charles Handbury-Williams and Letters from Poniatowski, Londyn 1929, s. 143–144, 153–156, 172–176, 254-255
3. Do H.K. Kayserlinga z roku 1757, do H. Brühla z lat 1757–1758 zbiór listów, do kanclerza rosyjskiego A.P. Biestużewa-Riumina z roku 1758, do hr. M. I. Woroncowa z roku 1758; korespondencja z Katarzyną II z lat 1762–1764, 1766, 1770; od Augusta III Sasa z roku 1757 oraz inne listy i dokumenty; włączone w tekst Mémoires, zobacz Ważniejsze mowy i utwory poz. 23
4. Do Katarzyny II memoriał z 10/21 sierpnia 1763, z autografu Ossolineum, sygn. 1621/I tekst francuski wraz z przekł. polskim ogł. „Biblioteka Ossolineum”, t. 8 (1866), s. 1–21
5. Korespondencja z Katarzyną II, [w:] Mémoires de Stanislas-Auguste Poniatowski... et sa correspondance avec l’impératrice Catherine II, Poznań 1862
6. Correspondance inédite du roi... et de Mme (M. T.) Geoffrin (1764-1777), wyd. C. de Mouÿ, Paryż 1875; przekł. polski: Listy Stanisława Augusta do pani Geoffrin od r. 1764 do r. 1777, wyd. L. Siemieński, „Czas” 1875 nr 219-297, 1876 nr 1 (z przerwami) i odb. Kraków 1876; przekł. angielski: Genewa 1961 nr 12562
7. Do Katarzyny Mniszech z września/października 1764, ogł. T. Besterman: Voltaire’s Correspondence, t. 56, Genewa 1960 nr 11275
8. Do J.H. S. Formey z 4 maja 1765, ogł. T. Wierzbowski, [w:] Materiały do dziejów piśmiennictwa polskiego, t. 2, Warszawa 1904
9. Korespondencja z aktorami, antreprenerami i ludźmi teatru z lat 1765–1775, m.in. z: K. Tomatisem, J. Bielawskim, F. Ryxem; ogł. K. Wierzbicka, [w:] Źródła do historii teatru warszawskiego, cz. 1, Wrocław 1951; przedr. niektóre i uzupełn. nowymi, [w:] Scena 1765-1795
10. Korespondencja z I. Krasickim z lat 1765–1790, A. Husarzewskim z roku 1766, A.S. Grabowskim z roku 1766, A.K. Czartoryskim z roku 1768, Anną Charczewską z roku 1788; ogł. L. Bernacki, „Pamiętnik Literacki” rocznik 26 (1929), s. 421–426, 457, 657-679
11. Korespondencja z I. Krasickim z lat 1765–1796, wyd. Z. Goliński, M. Klimowicz, R. Wołoszyński, [w:] Korespondencja Ignacego Krasickiego, t. 1-2, Wrocław 1958 (tam też szczegółowe informacje o wcześniejszych drukach listów i rękopisach Stanisława Augusta)
12. Do dyrektora mennicy warszawskiej, ogł. H. Sadowski: Listy Stanisława Augusta, „Wędrowiec” 1900, t. 2, s. 678
13. Korespondencja z lat 1766–1783 z Leonardem Eulerem, petersburską Akademią Nauk i synem Leonarda – Janem Albrechtem Eulerem (24 listy), ogł. T. Kłado, R.W. Wołoszyński, „Studia i Materiały do Dziejów Nauki Polskiej” seria C, zeszyt 10 (1965)
14. Korespondencja z A. Moszyńskim z lat 1767–1785, z rękopisu Biblioteki Czartoryskich sygn. 676 fragment ogł. T. Mańkowski, [w:] Kolekcjonerstwo Stanisława Augusta w świetle korespondencji z Augustem Moszyńskim, Lwów 1926
15. Korespondencja z Voltaire’em z lat 1767–1772 (5 listów Stanisława Augusta i 3 listy Voltaire’a), przekł. angielski ogł. T. Besterman: Voltaire’s Correspondence, t. 64 Genewa 1961 nr 13016, 13088; t. 67 Genewa 1961 nr 13660; t. 80 Genewa 1963 nr 16443, 16454, 16488; t. 81 Genewa 1963 nr 16495; przekł. polski 1 listu ogł. „Gazeta Lwowska” 1878 nr 287
16. Do F. Abregati z 10 lutego 1768, ogł. E. Masi: La Vita e templi gli amici de Francesco Abregati commediografo del secolo XVIII, Bolonia 1888, nr 183-184
17. Do F. K. Branickiego 28 listów z roku 1768 i 3 listy do innych osób, ogł. L. Gumplewicz: Korespondencja między Stanisławem Augustem a Ksawerym Branickim w r. 1768, Kraków 1872
18. Do A. Krasińskiego z 2 kwietnia 1768; od J. Puławskiego z 2 kwietnia 1768; do A. Mokronowskiego 3 listy z okresu kwiecień-maj 1768, odpowiedź z 28 maja 1768; do A. Zamoyskiego z roku 1769; ogł. K. Sienkiewicz, [w:] Skarbiec historii polskiej, t. 1-2, Paryż 1839–1840
19. Do S. Sz. Potockiego 49 listów z lat 1768–1792, ogł. J. I. Kraszewski, „Rocznik Towarzystwa Historyczno-Literackiego w Paryżu. R. 1868” Paryż 1869, s. 259–310
20. Korespondencja z K. S. Radziwiłłem z lat 1768–1790, ogł. E. Łuniński, [w:] Listy ks. Karola Radziwiłła „Panie kochanku” (1751-1790), Warszawa 1906
21. Do P. A. Metastasio z 2 listopada 1771, ogł. W. Roszkowska, „Pamiętnik Literacki” rocznik 56 (1965), zeszyt 3
22. Korespondencja z A. Naruszewiczem z lat 1771–1796, wyd. J. Platt, [w:] Korespondencja Adama Naruszewicza, 1762-1796, Wrocław 1959; uzupełnili: S. Pełeszowa: Nieznane listy A. Naruszewicza (do króla z 30 marca 1785), „Ruch Literacki” 1965 nr 6; A.F. Grabski: Nieznane fragmenty korespondencji A. Naruszewicza z królem Stanisławem Augustem z l. 1793–1794, „Przegląd Historyczny” rocznik 51 (1960), zeszyt 4; w edycji Platta szczegółowe informacje o drukach wcześniejszych i rękopisach; zobacz także poz. 57
23. Listy z Warszawy z lat 1772–1774, ogł. H. Schmitt, [w:] Materiały historyczne z XVIII w., t. 1: Materiały do dziejów bezkrólewia po śmierci Augusta III i pierwszych lat dziesięciu panowania Stanisława Augusta Poniatowskiego, t. 2, Lwów 1857, s. 5–271 (przedr. z „Dziennika Literackiego” 1857)
24. Korespondencja z M. Glayre’em z lat 1772–1792, gen. Monet z lat 1772–1787, F. K. Branickim z lat 1772–1773; ogł. E. Mottaz: Stanislas Poniatowski et Maurice Glayre. Correspondance relative aux partages de la Pologne, Paryż 1897; przekł. polski: J. z Chmielowskich Baranowska: Stanisław Poniatowski i Maurycy Glayre. Korespondencja dotycząca rozbiorów Polski, cz. 1-2, Warszawa (1901) „Biblioteka Dzieł Wyborowych” nr 199-200
25. Do K. Sapiehy z 29 grudnia 1733, od K. Sapiehy z 1 grudnia 1773, od I. Wodzickiego z 25 września 1794; ogł. K. Mrozowska, [w:] Szkoła Rycerska Stanisława Augusta Poniatowskiego (1765–1794), Wrocław 1961 „PAN. Monografie Pedagogiczne” nr 8
26. Korespondencja z S. Trembeckim z lat 1774–1795, wyd. J. Kott, R. Kaleta, [w:] S. Trembecki: Listy, t. 1-2, Wrocław 1954; publikację uzupełniają: J. Platt: Nieznane listy S. Trembeckiego w zbiorze Jabłonny, „Pamiętnik Literacki” rocznik 45 (1954), zeszyt 3 (32 listy z lat 1796–1797); J. Platt: Trembeciana, „Pamiętnik Literacki” rocznik 47 (1956), zeszyt 3 (list Trembeckiego z roku 1780); E. Rabowicz, [w:] Stanisław Trembecki w świetle nowych źródeł, Wrocław 1965 „Instytut Badań Literackich PAN. Studia z Okresu Oświecenia” nr 5 (aneks, listy uzupełnione z lat 1776–1797); w edycji Kotta szczegółowe informacje o wcześniejszych drukach listów i rękopisach
27. Do nieznanej osoby z 19 marca 1775, ogł. W. Konopczyński: Geneza i ustanowienie Rady Nieustającej, Kraków 1917, s. 410
28. Do Seweryna Rzewuskiego z 27 sierpnia 1775, ogł. L. Rzewuski, [w:] Kronika podhorecka, 1706-1779, Kraków 1860
29. Do P. Brzostowskiego 2 listy z roku 1775, do T. Bukatego 4 listy z lat 1788–1797; ogł. M. Baliński: Pamiętniki o Janie Śniadeckim, t. 2, Wilno 1865, s. 82–87, 461-462
30. Do S. Badeniego 48 listów z lat 1778–1797, fragmenty ogł. S. Tomkowicz: Z prywatnej korespondencji Stanisława Augusta ze Stanisławem Badenim, regentem koronnym, „Czas” 1882 nr 94-96 i osobno Kraków 1882; także, [w:] Z wieku Stanisława Augsta (t. 1), Kraków 1882
31. Do A.K. Czartoryskiego 5 listów z lat 1781–1794, do elektora saskiego Fryderyka Augusta III z roku 1791, do S. Sz. Potockiego; ogł. L. Dębicki, [w:] Puławy, t. 1, Lwów 1887
32. Do Augusta Sułkowskiego z 12 września 1781, ogł. K. M. Morawski, „Kwartalnik Historyczny” rocznik 24 (1910), s. 536
33. Korespondencja krajowa Stanisława Augusta z l. 1784–1792, ogł. B. Zaleski, „Rocznik Towarzystwa Historyczno-Literackiego w Paryżu. R. 1870-1872”, Poznań 1872 i odb.
34. Do Joanny ze Sługockich Komorowskiej z 15 lutego 1785, „Kronika Rodzinna” 1878, s. 747
35. Korespondencja z F. Karpińskim z lat 1785, 1792; wyd. T. Mikulski, R. Sobol, [w:] Korespondencja Franciszka Karpińskiego z l. 1763-1825, Wrocław 1958 „Archiwum Literackie” nr 4 (tam też szczegółowe informacje o wcześniejszych drukach i rękopisach)
36. Korespondencja z J. Bachmińską z roku 1788, 3 sonaty z lat 1785–1789, korespondencja z S. Trembeckim z lat 1781–1789 (jak wyżej poz. 25); z rękopisu Biblioteki Czartoryskich, sygn. 847 ogł. H. Biegeleisen, „Ateneum” 1897, t. 4
37. Do M. Karpowicza z 31 maja 1786, fragmenty ogł. A. Marciejewski, [w:] Mowa duchowna przy wprowadzeniu ciała do kościoła katedralnego... M.F. Karpowicza, Warszawa 1805, s. 25–27
38. Do K. S. Radziwiłła z roku 1786, F. Łubieńskiego z lat 1792–1793, M. T. Geoffrin z roku 1765 (jak wyżej poz. 5); od ks. Józefa Poniatowskiego z lat 1793–1795; ogł. E. Raczyński, „Obraz Polaków i Polski w XVIII w.”, t. 16, Poznań 1842
39. Do Horace Walpole z 7 czerwca 1786 (także faksymile), od T. Bukatego z 19 maja 1796, do Antoniny z Białłozorów Ogińskiej z 29 lutego 1797; z rękopisów ze zbiorów prywatnych ogł. A. Janta Połczyński: Pamięci Stanisława Augusta, [w:] Losy i ludzie. Spotkania – przygody – studia 1931-1960, Londyn 1961, s. 211, 214, 216
40. Korespondencja z P. Kicińskim z roku 1787, z Katarzyną II z lat 1792–1795, z F. Bukatym z lat 1789–1793, J. Bułhakowem z roku 1792, Iwanem Aschem z roku 1794, N. W. Repninem z roku 1797, A. Bezborodką z roku 1797; ogł. W. Kalinka, [w:] Ostatnie lata panowania Stanisława Augusta, cz. 2, Poznań 1868, „Pamiętniki z XVIII W.” nr 10/2
41. Do Benedykta Karpia, z 23 marca 1787, ogł. I. Szydłowski, [w:] Przykłady stylu polskiego, t. 1, Wilno 1827
42. Do Elżbiety Grabowskiej ponad 100 listów, biletów i depesz z lat 1788–1797, z rękopisu Biblioteki Czartoryskich, sygn. 3157
43. Do Stefana Grabowskiego z lat 1788–1797, „Myśl Narodowa” maj-czerwiec 1916
44. Do A. Deboli fragm. 4 listów z: 28 listopada, 5, 12 i 16 grudnia 1789; ze Zbioru Popielów, nr 414
45. Do Adama Bukara 2 listy z roku 1789 i 1791, ogł. F. Chwalibóg, „Myśl Narodowa” 1928 nr 24, s. 399
46. Do Jana Bakałowicza z lat 1790–1792, ogł. W. Horodyński: Z pamiętnika mojego ojca Józefa Horodyńskiego, Warszawa 1916, s. 11
47. Do J.R. Watsona 68 listów z lat 1790–1796, fragmenty ogł. „Kronika Rodzinna” 1889, s. 261, 340, 556, 621, 656, 691, 721, 752; 1890, s. 180, 198
48. Korespondencja z A. Debolim z lat 1791–1792 (wybór), ogł. J. Łojek: Rok nadziei i rok klęski, 1791–1792. Z korespondencji Stanisława Augusta... (Warszawa) 1964
49. Korespondencja z S. Piattolim z 1791–1792, ogł. A. d’Ancona, [w:] Scipione Piattoli, Florencja 1915 (anex)
50. Korespondencja z ks. J. Poniatowskim z lat 1791–1797, ogł. B. Dembiński: Stanisław August i ks. Józef Poniatowski w świetle własnej korespondencji, Lwów 1904 „Arch. Nauk.” dz. 1, t. 2
51. Do Akademii Umiejętności w Berlinie z 16 listopada 1791, do dra Trallesa z 26 października 1791, „Astrea”, t. 2 (1822)
52. Do J. Meisnera z 4 listopada 1791, do S. Trembeckiego z 1793 i 1794 – 2 listy (jak wyżej poz. 25), ogł. L. Bernacki: Z korespondencji Stanisława Trembeckiego, „Pamiętnik Literacki” rocznik 35 (1938), s. 214–218 i odb.
53. Korespondencja z I. Bykowskim z 1792, ogł. T. Mikulski, [w:] Ze studiów nad Oświeceniem (Warszawa 1956)
54. Do T. Czackiego z roku 1792, ogł. A. Osiński, [w:] O życiu i pismach Tadeusza Czackiego, Krzemieniec 1816; wyd. 2 Kraków 1851
55. Do Michała Cichockiego i Mikołaja Ledóchowskiego 11 listów z 1793–1797, z rękopisu Ossolineum sygn. 2605/I ogł. T. Mikulski: Listy Stanisława Augusta w zbiorze: Miscellanea z doby Oświecenia, Wrocław 1960 „Arch. Lit.” nr 5
56. Do T. Kościuszki z roku 1794, do T. Wawrzeckiego z roku 1794; ogł. W. Suchodolski, „Przegląd Historyczny”, t. 11 (1910)
57. Korespondencja z T. Kościuszką z roku 1794, ogł. J. Riabinin, „Przegląd Historyczny”, t. 18 (1914)
58. Korespondencja z roku 1794: list do Teresy Poniatowskiej z 7 lipca; od A. Naruszewicza z 4 sierpnia i do Naruszewicza z 10 sierpnia i 4 września; do Bereśniewicza z 22 października; ogł. E. Kipa, M. Kukiel, „Kwartalnik Historyczny” rocznik 31 (1917), s. 243–252
59. Korespondencja z roku 1794 z I. Wyssogotą-Zakrzewskim, H. Kołłątajem, A. Dziekońskim, T. Wawrzeckim; ogł. J. Riabinin, „Pamiętnik Lubelski na l. 1931-1934”, t. 2, Lublin 1935
60. Do I. Wyssogoty-Zakrzewskiego z 22 lipca 1794, ogł. K. Kantecki: Z autografów Zakładu Narodowego im. Ossolińskich, [w:] Studia i szkice, Poznań 1883, s. 399
61. Do M. Wolskiego z 15 grudnia 1794, ogł. L. Wegner, [w:] Hugo Kołłątaj na posiedzeniu rady królewskiej z dnia 23 lipca 1792 r., „Rocznik Towarzystwa Przyjaciół Nauk Poznań”, t. 5 (1869) i odb.
62. Do Andrzeja Gawrońskiego z 3 stycznia 1795, „Rozmaitości” (Lwów) 1844 nr 20, s. 159
63. Do G. Washingtona z 1795, ogł. T. Dubiecki, „Gazeta Chicagowska” 1926 (porównaj „Problemy” 1959 nr 3, s. 214)
64. Do E. Lubomirskiej wyciągi z 7 listów z lat 1795–1797, ogł. K. Kantecki: Król bez tronu, [w:] Studia i szkice, Poznań 1883, s. 439–444
65. Do Piotra Stiepanowicza Wałujewa z roku 1797
66. Od Katarzyny II z lat 1762–1763, „Sbornik Imperatorskogo Russkogo Obszczestwa”, tommy: 48, 51, 57, 67, 87, 97, 118, 135; Petersburg: 1885–1887, 1889, 1893, 1896, 1904, 1911
67. Od aktorów narodowych z roku 1767, ogł. m. Klimowicz: Początki teatru stanisławowskiego, 1765-1773 (Warszawa 1965), s. 397; przedr. K. Wierzbicka-Michalska jak wyżej poz. 5 (poprawiając datę na 1778)
68. Od J.G. Noverre’a 4 listy z roku 1767, ogł. A. Szyfman: Ocalony rękopis i znalezione listy Noverre’a, „Pamiętnik Teatralny” 1954, zeszyt 3/4
69. Od P. A. Metastasio z roku 1771, ogł. B. Brunelli: I. Classici Mondadori seria I, Mediolan 1954
70. Od aktorów włoskich z 4 kwietnia 1775; od Franciszka Rzewuskiego z 5 i 20 sierpnia 1775; od F. Ryxa z roku 1775 i z 23 kwietnia 1776; od A. Moszyńskiego z 1 czerwca 1776
71. Od A. Naruszewicza z lat 1776–1784 (jak wyżej poz. 21), od J.E. Minasowicza (z roku 1777), od nieznanej osoby z 1 marca 1783 (prośba za K.J. Skrzetuskim), od J.F. Bystrzyckiego, przepisy noszenia żałoby dworskiej wydane przez króla w latach 1784–1792, od H. Kołłątaja z roku 1785, prośba o przywrócenie jezuitów w Polsce, wyliczenie osób które udają się z królem do Kaniowa w roku 1787; ogł. K.W. Wójcicki, [w:] Archiwum domowe, Warszawa 1856
72. Od aktorów warszawskich z lat 1778–1789, ogł. K. Wierzbicka: Z dziejów aktorstwa w czasach stanisławowskich, „Pamiętnik Teatralny” 1952, zeszyt 2/3
73. Od Katarzyny II z 30 września 1779, ogł. R. Sitowskij, „Russkaja starina”, t. 20 (1877), s. 252
74. Od L. Bruneta z roku 1780, od J. Bachmińskiej z 13 lipca 1789; ogł. J. Kott, [w:] S. Trembecki: Pisma wszystkie, t. 1, Warszawa 1953, s. XXIV–XXV, XLIII
75. Fragmenty z 10 listów od F. Mazzei z lat 1789–1791, z rękopisów korespondencji Mazzei w Królewskiej Narodowej Bibliotece we Florencji ogł. R. Ciampini, [w:] Un Osservatore italiano della rivoluzione francese. Lettere inedite di Filippo Mazzei al re Stanislao Augusto di Polonia, Florencja 1934
76. Od Antoniego Zabłockiego z 15 lipca 1791, ze Zbioru Popielów nr 15, „Materiały do dziejów Sejmu Czteroletniego”, t. 4, Wrocław 1961
77. Od Aleksandry Gorzeńskiej z roku 1792, ogł. A.M. Skałkowski: Mentorka króla i Kościuszki, „Ilustrowany Kurier Codzienny” 1932 nr 358
78. Od T. Włodka z roku 1793, ogł. J. Szczepaniec, [w:] Monopol prasowy Tadeusza Włodka w Polsce w l. 1793-1796, „Ze skarbca kultury” zeszyt 16 (1964)
79. Od Katarzyny II, [w:] Pis’ma Jekatieriny k Poniatowskomu i k. gr. A.W. Branickoj, „Archiv kniazia Woroncowa”, t. 25 (około roku 1883)
80. Zabawy szkolne Stanisława Augusta, gdy był młodym, ręką jego własną pisane (t. 2), rękopis: Biblioteka Czartoryskich, sygn. 911
81. Rozmowy z ludźmi, niektóre ogł.: H. Schmitt, „Dziennik Literacki” 1865; W. Kalinka, [w:] Ostatnie lata panowania Stanisława Augusta, cz. 2, Poznań 1868 „Pamiętnik z XVIII W.” nr 10/2; H. Schmitt, [w:] Dzieje panowania Stanisława Augusta Poniatowskiego, t. 2, Lwów 1869; B. Zaleski, [w:] Korespondencja krajowa Stanisława Augusta z l. 1784 do 1792, „Rocznik Towarzystwa Historyczno-Literackiego w Paryżu. R. 1870-1872”, Poznań i odb.

Powyższy rejestr korespondencji Stanisława August obejmuje jedynie ważniejsze zachowane pozycje ogłoszone drukiem. Ogromne zbiory korespondencji urzędowej i prywatnej Poniatowskiego gromadzono w Archiwum Królewskim. Po śmierci króla poważną część tego archiwum, odziedziczoną przez ks. Stanisława Poniatowskiego, wywieziono do zamku Lichtenstein pod Wiedniem – tę część uważa się do dziś za bezpowrotnie zaginioną.

## Ocena
Na przestrzeni lat formułowano różne sądy dotyczące panowania Stanisława Augusta.

### Ocena współczesnych
Współcześni niejednokrotnie zarzucali królowi niemoralny tryb życia, niewystarczające poświęcanie uwagi sprawom państwowym, powierzanie wysokich funkcji na dworze cudzoziemcom, brak uroczystych obiadów wystawianych dla senatorów i dygnitarzy, popadanie w długi, uległość i słabość charakteru.
Król Szwecji Gustaw III, który sam w 1772 przeprowadził zakończony powodzeniem zamach stanu, komentując wydarzenia w Rzeczypospolitej w 1768, napisał w swoim dzienniku: W Warszawie odbyły się dwie rady; rezultat był taki, że król i senat oddali się pod opiekę do Imperatorowej. To hańba. Ach, Stanisławie Auguście, tyś nie król, a nawet nie obywatel! Umrzyj w obronie niezależności ojczyzny, lecz nie przyjmuj niegodnego jarzma w czczej nadziei-zachować cień potęgi, którą zniesie jeden ukaz Moskwy.
Według szwedzkiego posła i ministra pełnomocnego Larsa Engeströma: zbywało mu zupełnie na charakterze i energii. Rozrzutnym był, nie umiejąc być wspaniałym. Dawać nie lubił, ale odmówić nie umiał. Nie był złośliwym, ale mścił się dziecinnie w drobnostkach. Nie był dobrym, ale tak słabym, że często mógł za dobrego uchodzić. Nie wiem, czy miał tyle osobistej odwagi, co jego bracia, lecz brakło mu odwagi ducha i dawał się prowadzić wszystkim, co go otaczali, co się zbliżali do niego, po większej części kobietom, albo wpływowi płci ich lub silniejszemu hartowi ulegając. Z wyjątkiem tylko księcia prymasa, który był wielce energiczny. Upodobanie do kobiet i zalotność było w nim namiętnością najsilniejszą-panującą.
Według niektórych ocen królowi brakowało męskiej energii i stanowczości, a w swej bezsilności niejednokrotnie płakał, by przekonać swoich rozmówców do swoich najlepszych intencji.
Według Jędrzeja Kitowicza Stanisław August Poniatowski wobec Katarzyny II zachowywał się jak szlachcic podlaski albo łukowski, który [...] ma się za równego panu wojewodzie i delektuje się tym, że mu pan wojewoda mówi czasem „mospanie bracie”, choć go nieraz pana wojewody podstarości batogiem wykropi albo na zaciąg zapędzi.
Cesarzowa Katarzyna II traktowała Stanisława Augusta z pogardą. Chcąc usunąć Stanisława Augusta z tronu i ze stolicy, powierzyła nadzorowanie internowanego monarchy Nikołajowi Repninowi, ten radził wywieźć go poza granice Rzeczypospolitej, argumentując, że: liczne przykłady nas utwierdziły, że ten władca stał zawsze w poprzek naszym interesom, żadne zorganizowane przeciw nam przedsięwzięcia nie obyły się bez króla i pod jego głównym przewodem.
Przeważająco negatywnie wypowiadali się o Stanisławie Auguście dyplomaci rosyjscy. Ambasador rosyjski Kasper von Saldern tak charakteryzował króla: serdecznie poczciwy, ale niepojęcie słaby... Rozum ani obejmujący wiele, ani pewny siebie, niezdolny do sądzenia i tamowania swej wyobraźni. Ktoś go zawsze prowadzić musi, narzucać mu postanowienie i do wykonania przynaglić. Wspominając rolę, jaką król odegrał na sejmie grodzieńskim w 1793 roku, który zatwierdził II rozbiór Polski, poseł rosyjski Jacob Sievers pisał, że król był zbyt nikczemny i rozkoszy chciwy, ażeby mimo wszelkie przeciwne zachcianki, gróźb się nie ulęknął.
Według świadectwa naocznego świadka, dyplomaty brytyjskiego Jamesa Harrisa, 1. hrabiego Malmesbury poseł rosyjski Repnin publicznie upokarzał króla. Gdy władca chciał wstrzymać rozpoczęcie tańców, Repnin odparł, że tak być nie może, a jeśli król nie przyjdzie na salę, to rozpocząć każę tańce bez niego. Gdy pewnego razu w rozmowie rzecz zeszła na losy królów Polski, którzy wypędzeni z kraju zmuszeni byli trudnić się rzemiosłem, Stanisław August podniósł, że w takim wypadku los jego byłby beznadziejny, bo żadnego rzemiosła nie umie. Repnin odparł przytomnie: wszakże Wasza Królewska Mość jesteś wyśmienitym tancerzem. Król dążył do wzmocnienia pozycji Rzeczypospolitej poprzez sojusz z Rosją. Wyprawiającym swoich synów za granicę Polakom zalecał, by wysyłali ich na oświecony dwór Katarzyny II, gdzie mogą nabrać ogłady i uzupełnić swoje wykształcenie.
W czasie abdykacji suma długów królewskich osiągnęła 40 mln złotych polskich. Była to kwota wystarczająca na utrzymanie 120-tysięcznej armii.
Sam władca był krytyczny i refleksyjny wobec siebie, swoich dzieł oraz własnego beznadziejnego położenia. Hrabia Malmesbury przytacza rozmowę z władcą, gdy ten starał się go przekonać o bezowocności swoich wysiłków słowami: ze wszystkich tych urządzeń, jakie zaprowadzić chciałem, nic dobrego dla kraju nie wyniknie. ...Gdyby mi pozwolono usunąć się, byłbym uszczęśliwił swój naród. W czasie gościny u Michała Kleofasa Ogińskiego w 1793 roku, król się przed nim rozpłakał, mówiąc: Taki już jest smutny mój los! Zawsze pragnąłem dobra mego kraju a wyrządzałem jemu samo złe.

### Ocena historiografii
Przeważająco negatywnie wypowiadali się o Stanisławie Auguście historycy dziewiętnastowieczni, w tym Joachim Lelewel i Tadeusz Korzon, przyczyniając się do powstania obiegowego wizerunku zdrajcy-targowiczanina. Krytycy Stanisława Augusta zwracali uwagę, że przedwcześnie skapitulował w czasie wojny polsko-rosyjskiej 1792, przystąpił do Targowicy i dobrowolnie abdykował na rzecz głównego rozbiorcy.
Jako pierwszy częściowej, acz istotnej rehabilitacji króla dokonał Walerian Kalinka, który rzucił nowe światło na postać Stanisława Augusta i podkreślił jego zasługi, opierając się na rzetelnej kwerendzie. Więcej sympatii okazywali królowi w swoich pracach historycy dwudziestowieczni: Emanuel Rostworowski, Andrzej Zahorski, Jerzy Michalski i Zofia Zielińska, którzy wskazywali, że Stanisław August był w rzeczywistości pragmatycznie i trzeźwo kalkulującym politykiem, przedkładającym rację stanu nad osobiste interesy, zdeterminowanym do przeprowadzenia reformy Rzeczypospolitej, sprawnym dyplomatą, znającym języki, prezentującym dużą kulturę osobistą, pracowitym, stroniącym od zabaw i alkoholu.
Niektórzy autorzy wskazywali, że jego wkład w polską kulturę stał się podstawą obrony tożsamości narodowej podczas ponad stuletniego okresu zaborów. Według Andrzeja Zahorskiego powstanie „czarnej legendy” króla wiązało się z koniecznością znalezienia kozła ofiarnego po upadku I Rzeczypospolitej.

## Ordery
Zwierzchnik Orderu Orła Białego od 1764 (odznaczony w 1756), Orderu św. Stanisława od 1765 i Orderu Krzyża Wojskowego (Virtuti Militari) od 1792, a jako taki odznaczony jego Krzyżem Wielkim. W 1764 roku został kawalerem pruskiego Orderu Orła Czarnego i rosyjskiego Orderu św. Andrzeja (nadany w 1764, wręczony w 1787 już z brylantami, a przyznany z łańcuchem w 1797), a w 1797 Orderem św. Aleksandra Newskiego (zgodnie z nowym prawem z 1797 kawalerowie pierwszego rosyjskiego orderu byli odznaczonymi również drugim licząc od dnia otrzymania pierwszego).

## Życie prywatne
Już w 1766 roku, gdy Czartoryscy próbowali związać Rzeczpospolitą z Austrią poprzez małżeństwo króla z arcyksiężniczką austriacką, Repnin wymógł na władcy przyrzeczenie, że nie zawrze on żadnego związku małżeńskiego bez rady i zgody Rosji. Do końca życia pozostawał w stanie wolnym.
Dziećmi naturalnymi Stanisława Augusta ze związku z Magdaleną z Lubomirskich Sapieżyną byli:
- Konstancja Żwanowa (ur. 1768);
- Michał Cichocki (ur. 1770).

Jego dziećmi ze związku z Elżbietą z Szydłowskich Grabowską byli:
- Aleksandra Grabowska (ur. 1771);
- Michał Grabowski[162] (ur. 1773);
- Kazimierz Grabowski (ur. 1774);
- Izabela Grabowska (ur. 1776);
- Stanisław Grabowski[163] (ur. 1780).

Źródło.

## Genealogia
| Franciszek Poniatowski ur. 1640/50 zm. 1691/95 | Franciszek Poniatowski ur. 1640/50 zm. 1691/95 |                                                       |                                                       | Helena Niewiarowska ur. 1656 zm. 1732 | Helena Niewiarowska ur. 1656 zm. 1732 |  |  | Kazimierz Czartoryski ur. 1674 zm. 31 VIII 1741 | Kazimierz Czartoryski ur. 1674 zm. 31 VIII 1741 |                                               |                                               | Izabela Elżbieta Morsztyn ur. 26 VIII 1671 zm. 24 II 1758 | Izabela Elżbieta Morsztyn ur. 26 VIII 1671 zm. 24 II 1758 |
|                                                |                                                |                                                       |                                                       |                                       |                                       |  |  |                                                 |                                                 |                                               |                                               |                                                           |                                                           |
|                                                |                                                |                                                       |                                                       |                                       |                                       |  |  |                                                 |                                                 |                                               |                                               |                                                           |                                                           |
|                                                |                                                | Stanisław Poniatowski ur. 15 IX 1676 zm. 30 VIII 1762 | Stanisław Poniatowski ur. 15 IX 1676 zm. 30 VIII 1762 |                                       |                                       |  |  |                                                 |                                                 | Konstancja Czartoryska ur. 1700 zm. 27 X 1757 | Konstancja Czartoryska ur. 1700 zm. 27 X 1757 |                                                           |                                                           |
|                                                |                                                |                                                       |                                                       |                                       |                                       |  |  |                                                 |                                                 |                                               |                                               |                                                           |                                                           |
|                                                |                                                |                                                       |                                                       |                                       |                                       |  |  |                                                 |                                                 |                                               |                                               |                                                           |                                                           |
|                                                |                                                |                                                       |                                                       |                                       |                                       |  |  |                                                 |                                                 |                                               |                                               |                                                           |                                                           |

| 1 Elżbieta z Szydłowskich Grabowska ur. 1748 zm. 1810 OO 1784 | 1 Elżbieta z Szydłowskich Grabowska ur. 1748 zm. 1810 OO 1784 | 2 Katarzyna II ur. 21 IV 1729 zm. 6 XI 1796 | 2 Katarzyna II ur. 21 IV 1729 zm. 6 XI 1796 | Stanisław August Poniatowski ur. 17 I 1732 zm. 12 II 1798 | Stanisław August Poniatowski ur. 17 I 1732 zm. 12 II 1798 | 3 Magdalena Agnieszka Lubomirska ur. 1739 zm. 1780 OO XVIII w. (konkubinat) | 3 Magdalena Agnieszka Lubomirska ur. 1739 zm. 1780 OO XVIII w. (konkubinat) |                                       |                                       |  |  |  |
|                                                               |                                                               |                                             |                                             |                                                           |                                                           |                                                                             |                                                                             |                                       |                                       |  |  |  |
|                                                               | 1                                                             |                                             | 1                                           |                                                           | 2                                                         |                                                                             | 3                                                                           |                                       | 3                                     |  |  |  |
| Stanisław Grabowski ur. 28 X 1780 zm. 3 XI 1845               | Stanisław Grabowski ur. 28 X 1780 zm. 3 XI 1845               | Michał Grabowski ur. 1773 zm. 17 VIII 1812  | Michał Grabowski ur. 1773 zm. 17 VIII 1812  | Anna Piotrowna ur. 20 XII 1757 zm. 19 III 1759            | Anna Piotrowna ur. 20 XII 1757 zm. 19 III 1759            | Konstancja Żwanowa ur. 1768 zm. 5 VI 1844                                   | Konstancja Żwanowa ur. 1768 zm. 5 VI 1844                                   | Michał Cichocki ur. 1770 zm. 5 V 1828 | Michał Cichocki ur. 1770 zm. 5 V 1828 |  |  |  |

## W kulturze
Stanisław August Poniatowski jest postacią w rosyjskim serialu Katarzyna (2014–2019). Przedstawia on obrazy z życia Imperium Rosyjskiego w okresie panowania carycy Katarzyny II Wielkiej. W postać Stanisława Augusta Poniatowskiego wcielił się Marcin Stec.

### Podstawowa
- Walerian Kalinka: Ostatnie lata panowania Stanisława Augusta: dokumenta do historyi drugiego i trzeciego podziału. Brak numerów stron w książce T. 1, wyd. Waleryan Kalinka, Poznań 1868, biblioteka cyfrowa Polona. T. 2, wyd. Waleryan Kalinka, Poznań 1868, biblioteka cyfrowa Polona.
- Tadeusz Korzon: Wewnętrzne dzieje Polski za Stanisława Augusta. Kraków. Brak numerów stron w książce Tom I, 1882; tom II, 1883; tom III, 1884; tom IV, część 1., 1885; tom IV, część 2. i zamknięcie, 1886. Wydanie drugie w 7 tomach z zamknięciem, tom 1, tom 2, tom 3, tom 4, tom 5, tom 6, tom 7 Warszawa, 1897–1899.
- Robert Nisbet Bain: The Last King of Poland and his Contemporaries. Londyn: 1919. Brak numerów stron w książce
- Otto Forst de Battaglia: Stanisław August Poniatowski und der Ausgang des Alten Polenstaates. Berlin: 1927. Brak numerów stron w książce
- Julian Nieć: Młodość ostatniego elekta. Stanisław August Poniatowski, 1732–1764. W: Prace Krakowskiego Oddziału Polskiego Towarzystwa Historycznego. T. 11. Kraków: 1935. Brak numerów stron w książce
- Zygmunt Mann: Stanisław August na sejmie ostatnim. Warszawa: Nasza Księgarnia, 1938. Brak numerów stron w książce
- Jean-Paul Palewski: Stanislas-Auguste Poniatowski, dernier roi de Pologne. Paryż: 1946. Brak numerów stron w książce
- Jean Fabre: Stanislas-Auguste Poniatowski et l’Europe des Lumières. Paryż: 1952. Brak numerów stron w książce
- Andrzej Zahorski: Stanisław August polityk. Warszawa: Światowid, 1959. Brak numerów stron w książce Wyd. 2 Warszawa 1966.
- Emanuel Rostworowski: Ostatni król Rzeczypospolitej. Geneza i upadek Konstytucji 3 Maja. Warszawa: Państwowy Instytut Wydawniczy, 1966. Brak numerów stron w książce
- Maria Żywirska: Ostatnie lata życia króla Stanisława Augusta. Warszawa: Państwowy Instytut Wydawniczy, 1978. Brak numerów stron w książce
- Andrzej Zahorski: Spór o Stanisława Augusta. Warszawa: Państwowy Instytut Wydawniczy, 1988. ISBN 83-06-01559-2. OCLC 830084432. Brak numerów stron w książce
- Zbigniew Góralski: Stanisław August w insurekcji kościuszkowskiej. Warszawa: Państwowe Wydawnictwo Naukowe, 1988. Brak numerów stron w książce
- Łukasz Kądziela: Narodziny Konstytucji 3 maja. Warszawa: Agencja Omnipress, 1991. Brak numerów stron w książce
- Jerzy Michalski: Stanisław August Poniatowski. W: Polski Słownik Biograficzny. T. XLI/4. Warszawa–Kraków: 2002, s. 612–640.
- Krystyna Zienkowska: Stanisław August Poniatowski. Wrocław: Zakład Narodowy im. Ossolińskich, 2004. Brak numerów stron w książce

### Uzupełniająca
- C.C. Rulhière: Histoire d’anarchie de Pologne. Paryż: P. Daunou, 1807. Brak numerów stron w książce Przekł. polski: Tłomaczenie z francuskiego Historii bezrządu Polski, t. 1, Warszawa 1808.
- Otton Rudziański: Stanisław August w pierwszym okresie swego panowania 1764–1773. Warszawa: 1927. Brak numerów stron w książce
- Jerzy Michalski. Problematyka aliansu polsko-rosyjskiego w czasach Stanisława Augusta. Lata 1764–1766. „Przegląd Historyczny”. 4 (75), s. 695–721, 1984.
- Marek Borucki: W kręgu króla Stanisława. Warszawa: MADA, 1998. Brak numerów stron w książce
- François de Callieres, Sztuka dyplomacji, w przekładzie i ze wstępem Mieczysława Szerera, Lublin 1997.
- Maria Dernałowicz, Portret Familii, Warszawa 1990.
- Joachim Lelewel: Panowanie króla polskiego Stanisława Augusta Poniatowskiego. Warszawa: 1831. Brak numerów stron w książce
- Jerzy Łojek, Dzieje zdrajcy, Katowice: Śląsk, 1988, ISBN 83-216-0759-4, ISBN 83-216-0895-7, OCLC 69298741. Brak numerów stron w książce
- Stanisław Mackiewicz: Stanisław August. Kraków: Towarzystwo Autorów i Wydawców Prac Naukowych „Universitas”, 2009. ISBN 978-83-242-0983-5. Brak numerów stron w książce
- Oswald Pietruski: Elektorów poczet, którzy niegdyś głosowali na elektorów Jana Kazimierza roku 1648, Jana III. roku 1674, Augusta II. roku 1697, i Stanisława Augusta roku 1764, najjaśniejszych Królów Polskich, Wielkich Książąt Litewskich, i.t.d. Lwów: 1845. Brak numerów stron w książce
- Zofia Zielińska: Ostatnie lata Pierwszej Rzeczypospolitej. Warszawa: Krajowa Agencja Wydawnicza, 1986, seria: Dzieje narodu i państwa polskiego. ISBN 83-03-01151-0. Brak numerów stron w książce
- Władysław Konopczyński, Franciszek Ksawery Branicki, [w:] Polski Słownik Biograficzny, t. II, Kraków 1936.
- Simon Sebag Montefiore, Potiomkin. Książę książąt, Katarzyna Bażyńska-Chojnacka (tłum.), Piotr Chojnacki (tłum.), Władysław Jeżewski (tłum.), Warszawa: Wydawnictwo Magnum, 2006, ISBN 978-83-89656-17-9, OCLC 69301739. Brak numerów stron w książce
- Władysław Konopczyński, Fryderyk Wielki a Polska, Kraków 2010.
- Saturnin Sobol, Tajemnice polskich rodów arystokratycznych Poznań 2004.
- Władysław A. Serczyk: Katarzyna II. Zakład Narodowy im. Ossolińskich, 1983. ISBN 83-04-01436-X. Brak numerów stron w książce
- T. 6, cz. 1: Oświecenie. W: Bibliografia Literatury Polskiej – Nowy Korbut. Warszawa: Państwowy Instytut Wydawniczy, 1970, s. 38–55.
- Marek Żukow-Karczewski, Stanisław August w Petersburgu, „Życie Literackie”, 25 X 1987 r., nr 43 (1857).